# Geschichte der Französischen Marine

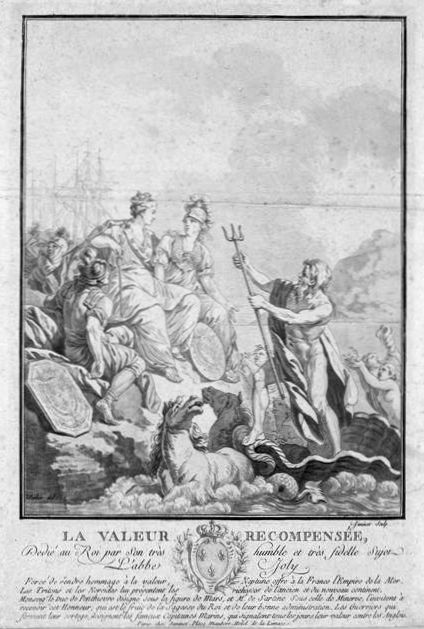
Neptune offre à la France l’empire de la mer (Hommage auf den entscheidenden Anteil der französischen Marine am Unabhängigkeitskrieg der USA)

Die Geschichte der Französischen Marine umfasst die Entwicklung der französischen Seestreitkräfte von ihren Anfängen im Mittelalter bis zur Gegenwart. Sie begann mit den spätmittelalterlichen Kreuzzügen im 13. Jahrhundert. Vom 17. Jahrhundert bis zum Beginn des 20. Jahrhunderts war die Marine Nationale die zweitstärkste Kriegsflotte der Welt nach der britischen Royal Navy. Trotz wiederholter Niederlagen und schwerer Verluste vor allem gegen die Royal Navy blieb Frankreich eine bedeutende Seemacht. Den Rückstand zur Royal Navy in Schiffszahl und Ausbildungsdrill versuchte die französische Marine wiederholt durch bauliche und technische Neuerungen im Schiffsbau auszugleichen.

## Vorgeschichte
Obwohl bereits in der vorrömischen Antike die von Griechen gegründete Hafenstadt Massilia (das heutige Marseille) über eine Schiffsbautradition sowie eine Kriegs- und Handelsflotte verfügte, spielte sie dann innerhalb des Römischen Reiches eine untergeordnete Rolle. Die Römer stationierten Kriegsflotten stattdessen in den Häfen Forum Julii (das heutige Fréjus) und Bononia (das heutige Boulogne). Von Boulogne aus starteten Caesar, Claudius und Constantius zu Invasionen Britanniens. Als Handelshäfen spielten darüber hinaus auch Nantes und Bordeaux seit der Römerzeit eine gewisse Rolle. Die römischen Flotten lösten sich mit dem Untergang des Römischen Reiches auf, unter den Westgoten und Franken verfielen auch die Werften. Bis zum Anfang des 9. Jahrhunderts wurden an der französischen Mittelmeerküste, vor Korsika und vor Sardinien zwar noch Küstenwachtschiffe gegen arabische Überfälle aus Andalusien und Nordafrika eingesetzt, doch gegen Ende des 9. Jahrhunderts setzten sich die Araber in der Provence fest (Fraxinetum) und fortan konnten „die Christen auf dem Meer kein Brett mehr schwimmen lassen“. Den ebenfalls seit dem 9. Jahrhundert von See angreifenden normannischen Wikingern hatten die Franken bzw. Franzosen nichts mehr entgegenzusetzen. Sie überließen den Normannen daher die Normandie zur Ansiedlung, und von Saint-Valery-sur-Somme brach eine normannische Flotte 1066 zu einer erneuten Invasion Britanniens auf. Vor allem die Nachkommen dieser Normannen und der benachbarten Bretonen (vor den Angelsachsen von Britannien geflüchtete Kelten) sollten seit der Unterwerfung der Normandie (1203) stets zu den verwegensten Seefahrern Frankreichs gehören.

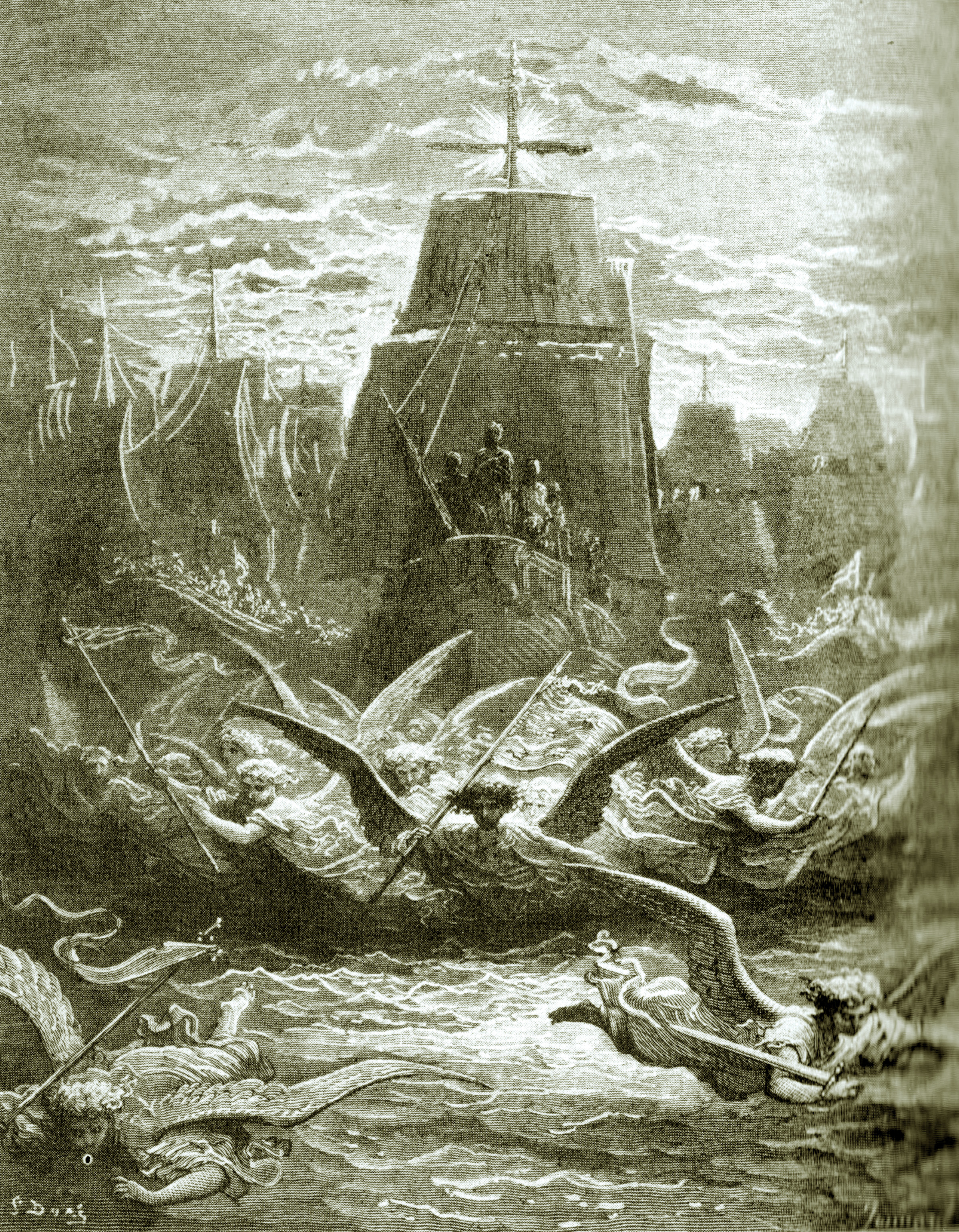
Aufbruch Ludwigs IX. und der französischen Flotte zum Kreuzzug (1270) in einer Mystifizierung des 19. Jahrhunderts

Erneut landeten Franzosen unter Ludwig VIII. in England, unterlagen dann jedoch in der Seeschlacht von Sandwich (1217). Die normannischen Versuche, ihren französischen Besitz mit dem von ihnen beherrschten England zu vereinen, mündeten schließlich in jahrhundertelange Kriege zwischen Frankreich und England.
Während England zunächst die französischen Gebiete an der Atlantikküste beherrschte, brachen im 12. und 13. Jahrhundert französische Kreuzritter von Marseille und oberitalienischen Mittelmeerhäfen nach Palästina und in die Levante auf. Anders als die englischen Kreuzfahrer, die über eigene Flotten verfügten, waren die Franzosen zunächst noch auf den Transport mit italienischen (genuesischen) Flotten angewiesen – so z. B. 1190/91 König Philipp II. beim Dritten Kreuzzug. Auch König Ludwig IX. (Frankreich) brach zum Sechsten Kreuzzug 1248 von Aigues-Mortes und Marseille noch mit genuesischen und pisanischen Schiffen auf. Für den Siebten Kreuzzug ließ Ludwig in Aigues-Mortes eigene französische Schiffe bauen und stellte sie 1270 unter das Kommando des neugeschaffenen Rangs eines Admirals von Frankreich. Der Kreuzzug scheiterte jedoch, der König starb – der französischen Flotte blieb nur noch die Aufgabe, Ludwigs Leichnam nach Frankreich zurückzuführen. Nachdem auch die französischen Herrschaftspläne in Sizilien gescheitert waren (Sizilianische Vesper, 1282) und auch die Kreuzzüge ein Ende gefunden hatten (1291), ließen die mediterranen Ambitionen französischer Könige zunächst nach. Etwa dreihundert Jahre später waren der Hafen und die Werften von Aigues-Mortes versandet.
Stattdessen kämpften seit 1337 französische Flotten im Ärmelkanal und im Atlantik gegen englische Flotten: 1338 siegten die Franzosen im Seegefecht von Arnemuiden und planten eine Landung in England. Die nach der Zerstörung einer französischen Galeerenflotte im Hafen von Boulogne (1340) erlittenen Niederlagen gegen die Engländer in den Seeschlachten von Sluis (1340) und von Brest (1342) machten das jedoch unmöglich. Bis zum erneuten Sieg der Franzosen in der Seeschlacht von La Rochelle (1372) beherrschten die Engländer den Ärmelkanal und somit die Nachschubwege nach Frankreich. Unter Admiral Jean de Vienne ging die in Rouen neugebaute französische Flotte danach wieder offensiv gegen England vor, doch der Hundertjährige Krieg wurde an Land entschieden.
Nach dem Krieg gegen England führte Frankreich 1494–1559 auch im Mittelmeer wieder mehrere Kriege mit Spanien um die Vorherrschaft in Italien. Zu diesem Zweck wurde in den 1490ern die Galeerenflotte nach genuesischem bzw. venezianischem Vorbild neuaufgebaut und neuorganisiert. Doch die Franzosen begannen den Krieg zu verlieren, als die bisher traditionell verbündete Republik Genua und deren Flotte unter Admiral Andrea Doria die Seiten wechselten (1528). König Franz I. verbündete sich daraufhin stattdessen mit osmanischen Türken und algerischen Piraten, und gemeinsam griffen französische, türkische und algerische Schiffe spanische und italienische Häfen an. Die osmanische Flotte überwinterte dafür im französischen Toulon (1543/44), bei ihrer Rückkehr schlossen sich ihr fünf französische Galeeren unter Antoine Escalin des Aimars zu einem Gegenbesuch in Istanbul an.

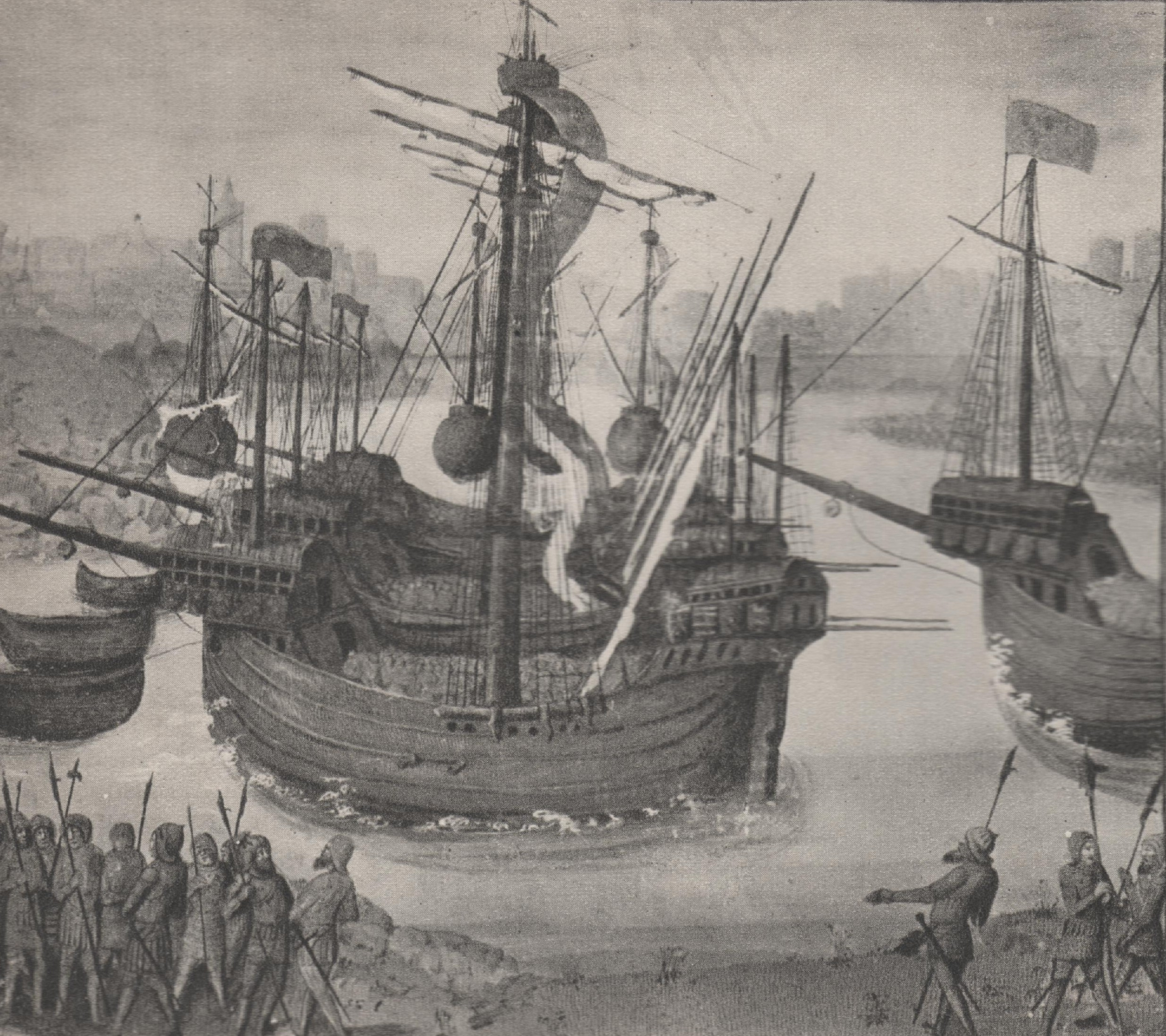
Die kleine Flotte des Admirals Graville reichte nicht, um König Franz’ Nachschub nach Neapel zu sichern (1504).
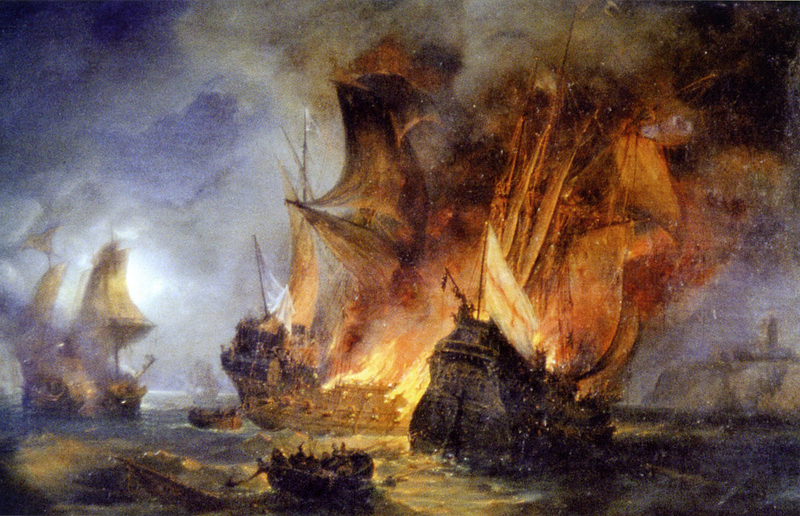
In der Seeschlacht von Saint Mathieu (1512) sank die La Cordelière, das bis dahin größte Schiff Frankreichs
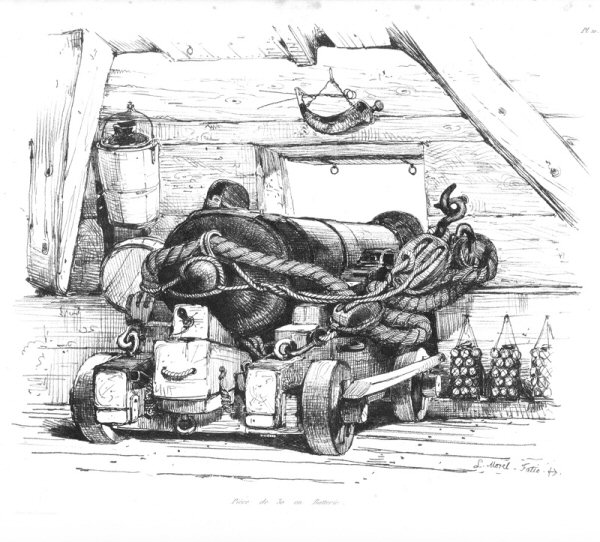
François Descharges entwickelte Stückpforten (1501) für die fortan auf Extra-Decks postierten Schiffskanonen

Nach dem Scheitern der Italienpläne blickte König Franz wieder verstärkt über den Atlantik und gründete die Hafenstadt Le Havre (1517). Schon um 1504 hatte Binot Paulmier de Gonneville die brasilianische Küste erreicht, und 1524 hatte Franz den italienischen Kapitän Giovanni da Verrazzano ausgeschickt, weiter nördlich der von Spanien und Portugal beherrschten Atlantikrouten eine „Nordpassage“ nach Indien zu finden. Ebenfalls auf der Suche nach einer solchen Passage erreichte der französische Kapitän Jacques Cartier 1534 Kanada. Ab 1530 drang Jehan Ango wiederholt in die portugiesischen Gewässer vor Brasilien ein. Eine französische Flotte griff 1545 erfolglos den Hafen Bembridge auf der englischen Isle of Wight an, doch erst 1558 konnte mit Calais die letzte unter englischer Herrschaft stehende Hafenstadt auf der Festlandseite des Ärmelkanals erobert werden. Französische Schiffe mit von Admiral Coligny ausgesandten Kolonisten an Bord stießen danach über den Atlantik bis nach Florida (Fort Caroline, 1562–1565) und Brasilien (France Antarctique, 1555–1567 und France Équinoxiale, 1612–1615) in den spanischen und portugiesischen Machtbereich vor, wurden aber zunächst geschlagen.
Nachdem der portugiesische Thronprätendent António von Crato den Franzosen Brasilien versprochen hatte, unterstützte ihn eine französische Flotte unter Filippo Strozzi, die 1582 von den Spaniern in der Seeschlacht bei Ponta Delgada (vor den Azoren) geschlagen wurde. Dennoch gelangten einzelne Schiffe französischer Piraten immer wieder bis nach Westafrika und in die Karibik und störten dort den atlantischen Sklavenhandel der Spanier bzw. Portugiesen und attackierten deren aus Mittel- und Südamerika kommende Gold-, Silber- und Zuckerflotten. Wie die englische Königin Elisabeth I. hatte auch die französische Krone zahlreiche Piraten dafür mit Kaperbriefen ausgestattet.

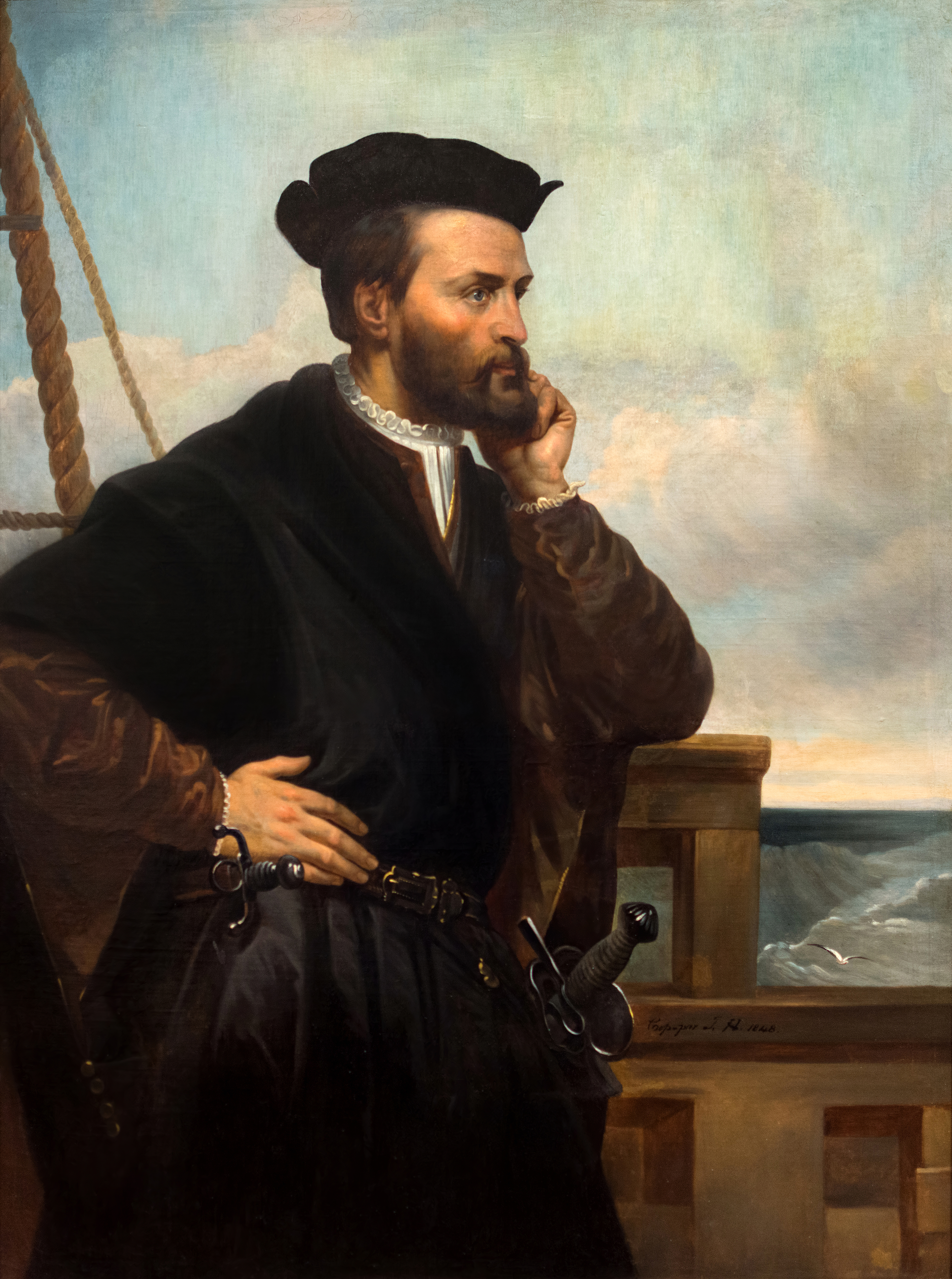
Jacques Cartier
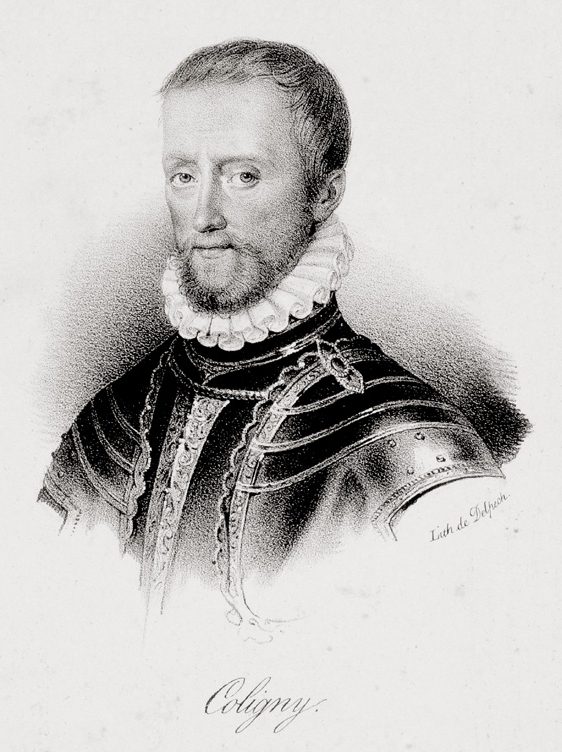
Gaspard de Coligny
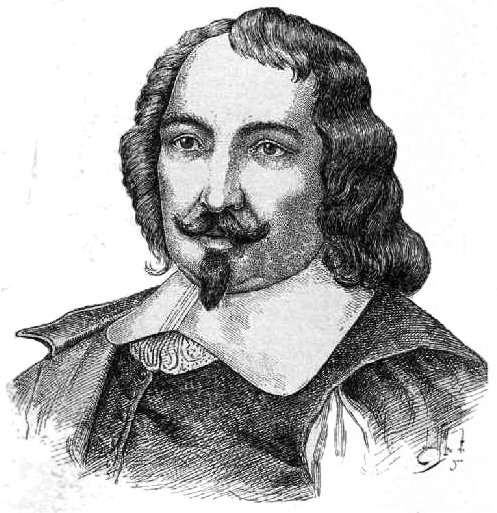
Samuel de Champlain

## 17. Jahrhundert
Um 1604 hatte Samuel de Champlain auf Cartiers Spuren Kanada erreicht und in Québec endlich dauerhaft Kolonisten angesiedelt, auch in der Karibik begannen sich die Franzosen festzusetzen. Angesichts des stetig anwachsenden Verkehrs zwischen Frankreich und seiner Kolonie „Neufrankreich“ gewannen die französischen Atlantikhäfen gegenüber denen des Mittelmeers zunehmend an Bedeutung.

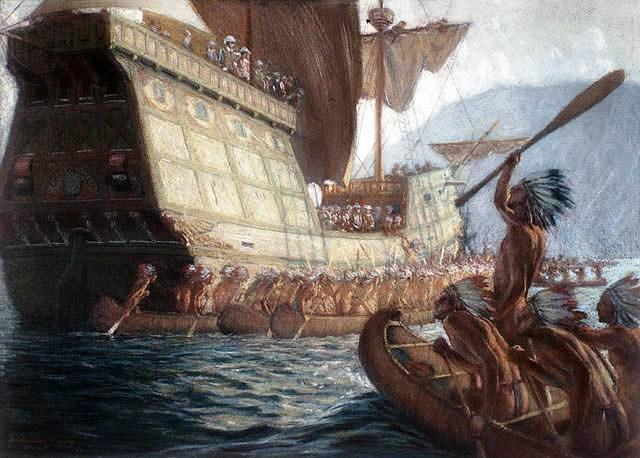
Champlain erreicht die Region Québec (1603) und begründet die Kolonie „Neufrankreich“

Frankreichs Chefminister, der Kardinal Richelieu (1624–1642) erkannte, dass zum Schutz der neuen Kolonien und Handelswege eine starke Kriegsflotte notwendig sei. Noch 1627 hatte eine englische Flotte den Franzosen die Belagerung von La Rochelle (1627–1628) erschwert, 1628 kappten englische Piraten die Verbindungswege zwischen Frankreich und Québec. Zur Verbesserung der Effektivität der französischen Flotte wandelte Richelieu die bisherige Admiralität in ein Oberstes Marineamt um (1626) und legte ein großes Schiffsbauprogramm auf. Die bisher selbständigen und oft nur saisonal aufgestellten Flotten der verschiedenen Küstenstädte, die in den verschiedensten Ländern (Niederlande, Italien, Frankreich) gebauten Schiffe und ihre aus unterschiedlichen Nationen (Franzosen, Italiener, Niederländer) bestehenden Mannschaften wurden zur permanenten königlichen Marine zusammengefasst und daraus zwei Flotten gebildet – die westliche Flotte du Ponant und die östliche Flotte du Levant. Erstere war in Brest zentriert und sollte den Atlantik sichern, letztere war in Toulon basiert und sollte das Mittelmeer sichern.

„Es scheint, als habe die Natur Frankreich die Herrschaft des Meeres anbieten wollen, da die Lage seiner beiden Küsten so günstig ist und sie in gleicher Weise mit ausgezeichneten Häfen an zwei Meeren, dem [Atlantischen] Ozean und dem Mittelländischen Meere, versehen sind… Es gibt keinen Staat in Europa, der geeigneter wäre, Schiffe zu bauen, als dies Königreich, das einen Überfluß an Hanf, Leinen, Eisen, Tauwerk und an Arbeitern hervorbringt…“

Seit 1626 unterhielt die Flotte ihren ersten westafrikanischen Stützpunkt im senegalesischen Saint Louis, 1635 konnten französische Landungstruppen Guadeloupe und Martinique erobern. Ab 1643 begannen sich französische Piraten, aber auch französische Siedler in Madagaskar festzusetzen, und seit 1667 besaßen französische Schiffe mit Surat auch in Indien einen Handelsposten. Richelieus Reformen des Marinewesens waren nach seinem Tod (1642) bzw. während des Fronde-Bürgerkriegs (1648–1653) zunächst ins Stocken geraten, die gerade erst entstandene Flotte verfiel rasch wieder. Hatten französische Flotten noch 1638, 1640, 1642, 1643 und 1646 bei erfolgreichen Angriffen auf die spanischen Häfen Getaria, Cádiz, Barcelona, Cartagena und Orbetello (Toskana) einige Schiffe zerstören bzw. erbeuten können, so unterlagen sie 1650 vor Tortosa und war es 1653 eine spanische Flotte, die Bordeaux überfiel und viele französische Kriegsschiffe erbeutete bzw. den Rest verbrannte. Im Gegenzug schlug 1655 eine französische Flotte eine spanische vor Barcelona, und im Pyrenäenfrieden (1659) löste Frankreich Spanien als vorherrschende Macht in Europa ab. Spaniens Vorherrschaft zur See wurde von den Niederlanden abgelöst, und auch England und Frankreich rangen fortan um die Seeherrschaft.
Frankreichs „Sonnenkönig“ Ludwig XIV. (1638/43/51–1715), der als Herrscher über den bevölkerungsreichsten Staat des Abendlandes die größte Armee Europeas befehligte, wollte auch über die größte Flotte verfügen. Dafür investierte er gigantische Summen. Finanzminister Jean-Baptiste Colbert schuf 1661/62 ein (zunächst noch als Staatssekretariat bezeichnetes) Marineministerium, das er selbst übernahm, und führte die von Richelieu abgeschaffte Admiralität wieder ein. Dann gründete er 1664 zwei Gesellschaften für den Handel mit den überseeischen Kolonien – die Französische Westindienkompanie (Le Havre) und die Französische Ostindienkompanie (Lorient). In Ostindien (Indien) wurde 1674 Pondichéry besetzt, in Westindien (Karibik) wurde 1653 Cayenne (Guayana) und 1682 die Kolonie Louisiana (St. Louis) gegründet. Sicherer und schneller als der Seeweg um Spanien herum bot der 1681 innerhalb des französischen Territoriums fertiggestellte Canal du Midi die Möglichkeit, Handelsschiffe und kleine Kanonenboote von den französischen Mittelmeerhäfen in die Atlantikhäfen zu verlegen (und umgekehrt). Für große Kriegsschiffe war der Kanal jedoch zu klein, nicht tief genug und hatte zu viele niedrige Brücken.
Zudem ordnete Colbert die Flotten der königlichen Marine neu. Die Mittelmeerflotte blieb in Toulon, die Atlantik-Flotte aber wurde in den neuangelegten Hafen Rochefort und nach Lorient verlegt, während in Brest eine Nordflotte gebildet wurde, der auch ein in Cherbourg stationiertes Geschwader für die Sicherung des Ärmelkanals angegliedert wurde. Ein „Persisches Geschwader“ wurde in den Indischen Ozean entsandt. Zusätzliche Marinearsenale entstanden in Le Havre und Dunkerque sowie in Saint-Malo, Nantes, Bordeaux und Marseille. Französische Werften bauten in den Niederlanden gekaufte Schiffe nach und entwickelten dabei eigene fortschrittliche Schiffsbautechniken. Die französischen Werften erhielten den Befehl, Schiffe ausschließlich aus französischen Materialien zu bauen, wofür 1669 auch ein spezielles Gesetz für Bauholz aus den Wäldern erlassen wurde. Für die Rekrutierung der Schiffsbesatzungen erließ Colbert ein spezielles Aushebungsgesetz in den Hafenstädten und Küstenregionen der Marinebezirke. Bereits 1662 hatte Colbert die Flotte wiederhergestellt. Zwanzig Jahre später dann, als Colbert infolge höfischer Intrigen gestürzt wurde, hatte er den Schiffsbestand der französischen Marine bereits verdoppelt. Colberts Sohn wurde sein Nachfolger als Marineminister und führte die Politik seines Vaters weiter, konzentrierte sich dabei aber vor allem auf den Ausbau der Kriegsflotte zuungunsten der Handelsflotte. Dank der beiden Colberts war die französische Kriegsmarine der englischen und der niederländischen zeitweise überlegen, die französische Handelsmarine nahm nach der niederländischen und der englischen den dritten Platz ein.

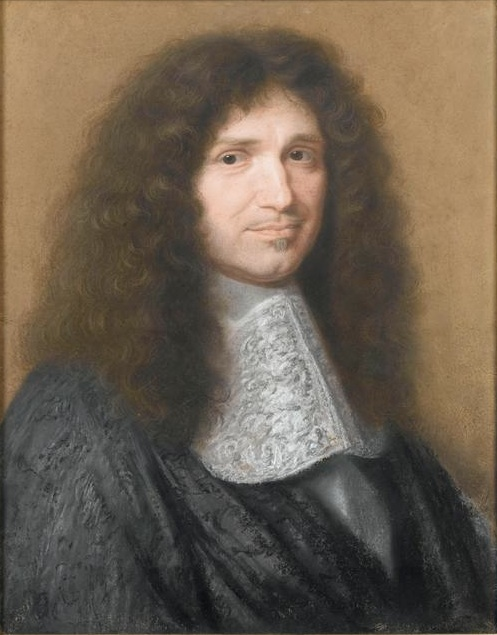
Jean-Baptiste Colbert
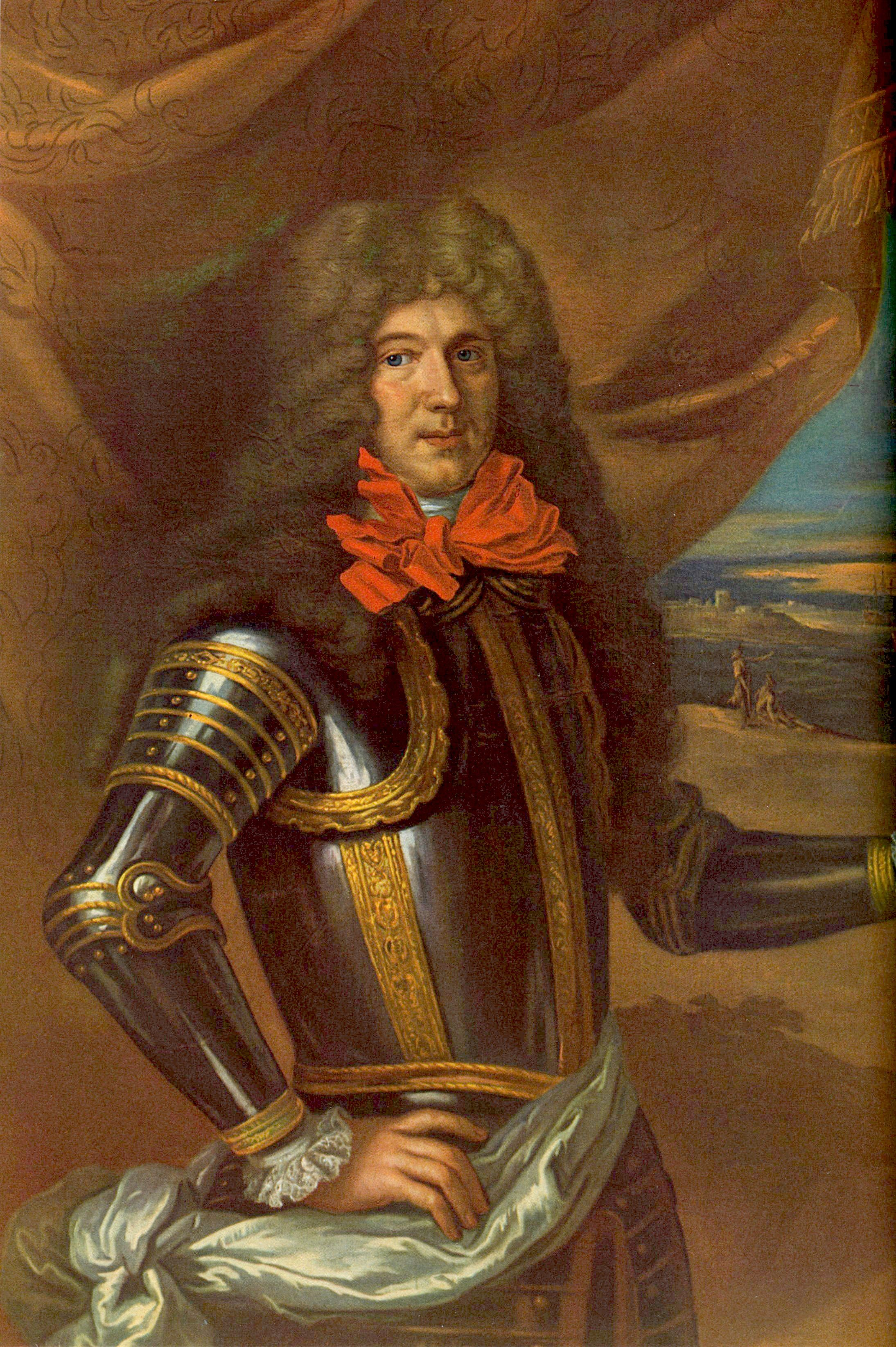
Admiral Tourville
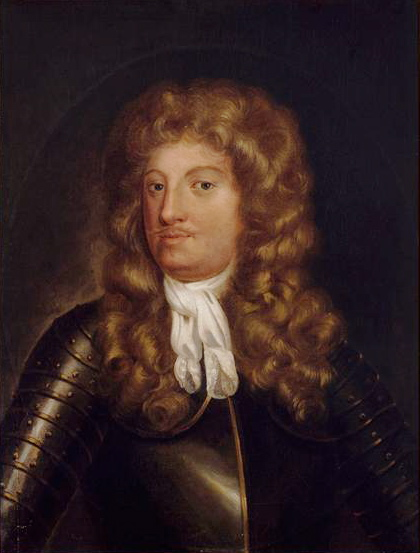
Abraham Duquesne

Hauptgegner Frankreichs im Kolonialerwerb und überseeischen Handel waren in der zweiten Hälfte des 17. Jahrhunderts zunächst die Niederlande geworden. Im Dritten Englisch-Niederländischen Krieg hatte eine französische Flotte unter Admiral d’Estrées an der Seite der Engländer die Niederländer unter Admiral de Ruyter zunächst nicht schlagen können (Seeschlachten von Solebay, Schooneveld und Texel, 1672/73). Im Mittelmeer jedoch erkämpfte Admiral Duquesne mit seinen Siegen über de Ruyter und die nunmehr mit den Niederländern verbündeten Spanier den Franzosen die Herrschaft über das Mittelmeer (Seeschlachten von Stromboli, Augusta und Palermo, 1676), de Ruyter kam dabei ums Leben. Kurz darauf errang auch d’Estrées einen Sieg über die Niederländer in der Schlacht von Tobago (1677). In wechselnden Bündnissen mit Schweden gegen Niederländer und Dänen bzw. mit Dänemark gegen Niederländer und Schweden operierten französische Kriegsschiffe 1678–1684 nicht nur auf der Weser und der Elbe, sondern auch in der Ostsee.

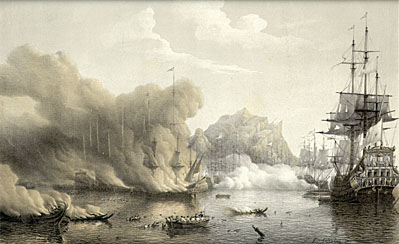
Der Sieg über die niederländisch-spanische Flotte brachte (1676) die Herrschaft im Mittelmeer.
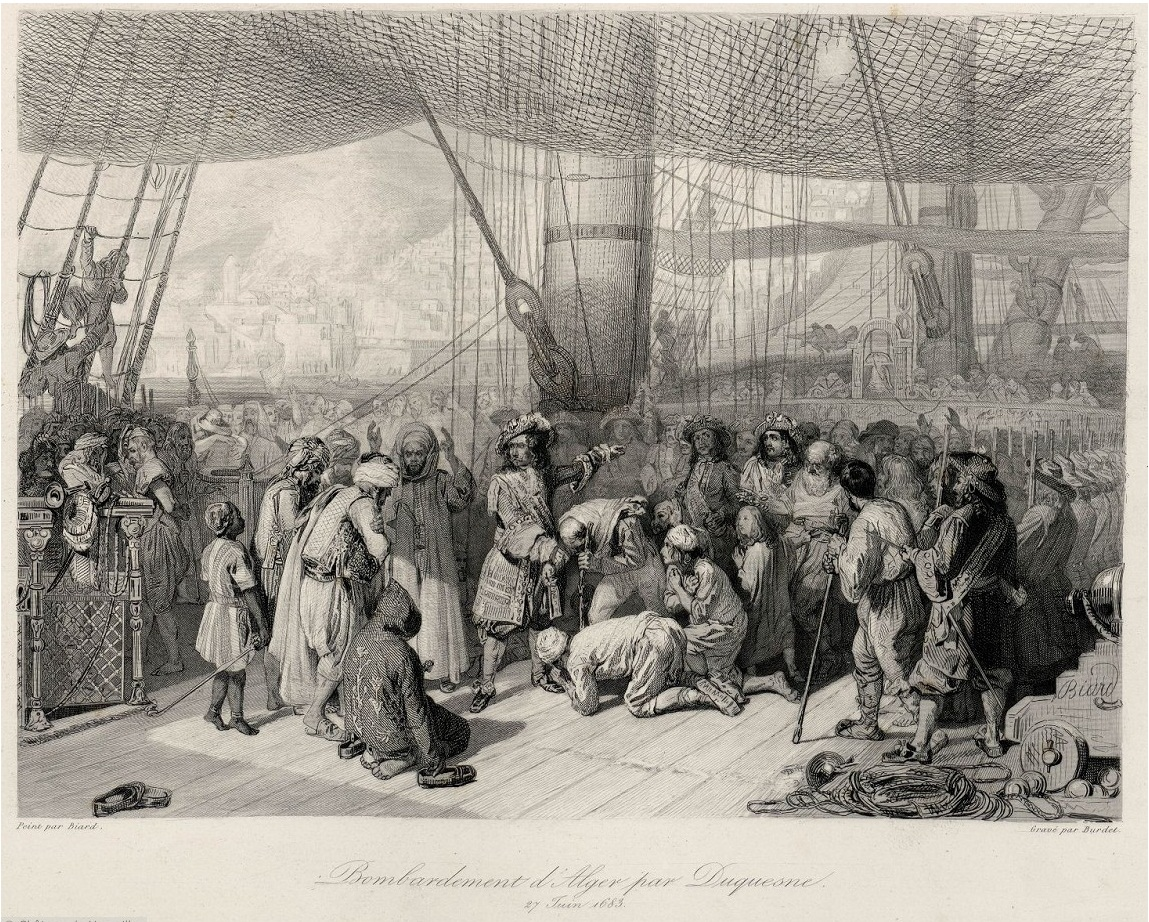
Mit der Bombardierung Algiers presste Admiral Duquesne christliche Geiseln frei (1683).
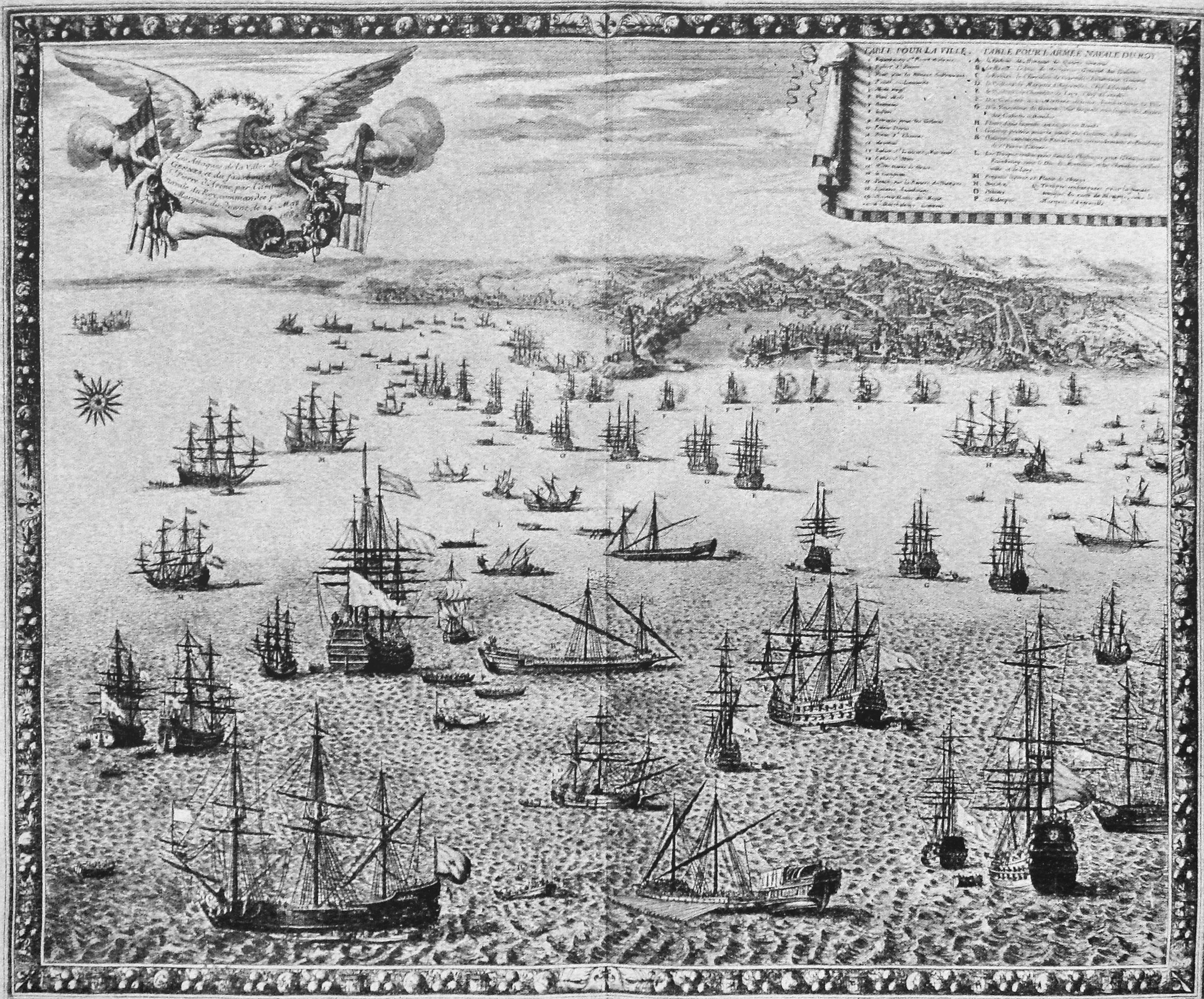
Der Beschuss Genuas brachte die Seerepublik in französische Abhängigkeit (1684).

Danach widmete sich Frankreich zunächst dem Kampf gegen die nordafrikanischen Barbareskenstaaten, die trotz ersten Strafexpeditionen gegen Tripolis (1661), Algier und Tunis (1670) weiterhin die französische Schifffahrt und die französischen Küsten bedrohten. Mit Angriffen auf Tripolis (1680 und 1681) und Algier (1682 und 1683) erzwangen Duquesne und Admiral Tourville die Herausgabe französischer Geiseln und Tributzahlungen. Während Duquesne dann mit dem Beschuss Genuas (1684) und der Vernichtung der genuesischen Flotte diese alte Seerepublik als Konkurrenten ausschaltete und fortan in französische Abhängigkeit zwang, bombardierte d’Estrées Tripolis und Tunis (1685) und nochmals Algier (1687).
Nachdem jedoch der niederländische Generalstatthalter Wilhelm von Oranien König von England geworden war (1689), stand Frankreich einem Bündnis der beiden Seemächte gegenüber. Die Seemacht Spanien, das Heilige Römische Reich und sogar Frankreichs bisheriger Verbündeter Schweden schlossen sich dieser Allianz an. Zwar gelang es Tourville und d’Estrées nach der Seeschlacht vor der Bantry Bay, Wilhelms Gegner Jakob II. in Irland anzulanden (1689), doch zu Land wurden die mit Frankreich verbündeten Jakobiten geschlagen, und auch zur See nutzte Tourville seinen über eine vereinte englisch-niederländische Flotte errungenen Sieg in der Seeschlacht von Beachy Head (1690) nicht aus, sodass Engländer und Niederländer die französischen Geschwader in den Seeschlachten von Barfleur und La Hougue (1692) einzeln vernichten und die geplante französische Landung in England unmöglich machen konnten. Frankreich konzentrierte sich stattdessen auf den Kaperkrieg, vernichtete schon ein Jahr später in der Seeschlacht bei Lagos einen großen englisch-niederländischen Geleitzug und erbeutete fast den gesamten Konvoi. Bei einem Angriff auf Málaga (1693) erbeutete Tourville 24 Kriegsschiffe und steckte die übrigen in Brand. Der Freibeuter Jean Bart befreite kurz darauf einen für Frankreich bestimmten skandinavischen Getreidekonvoi aus niederländischer Gewalt (1694), dann einen weiteren vor der Doggerbank (1696). In der nordamerikanischen Bay of Fundy besiegte Kapitän d’Iberville im gleichen Jahr englische Schiffe, und in der Karibik zerstörten französische Freibeuter spanische Schiffe im Hafen von Cartagena (1697). Im Frieden von Rijswijk gewann Frankreich mit der Kolonie Saint-Domingue (das heutige Haiti) einen weiteren Flottenstützpunkt in der Karibik.

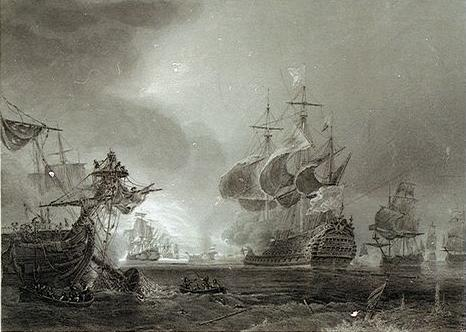
Vor Beachy Head vernichtete Tourville eine englisch-niederländische Flotte (1690).
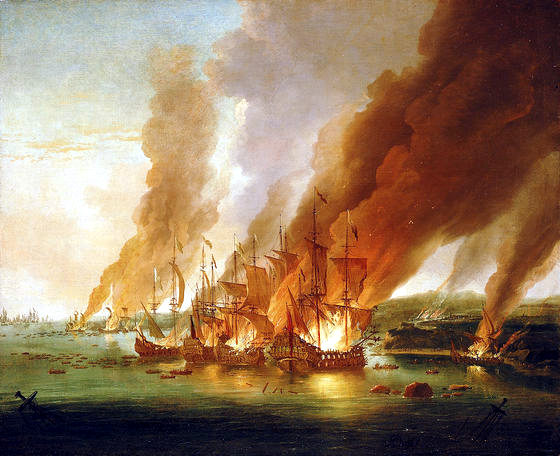
Nach der Niederlage von Hogue (1692) wurde die französische Flotte rasch wieder aufgebaut.
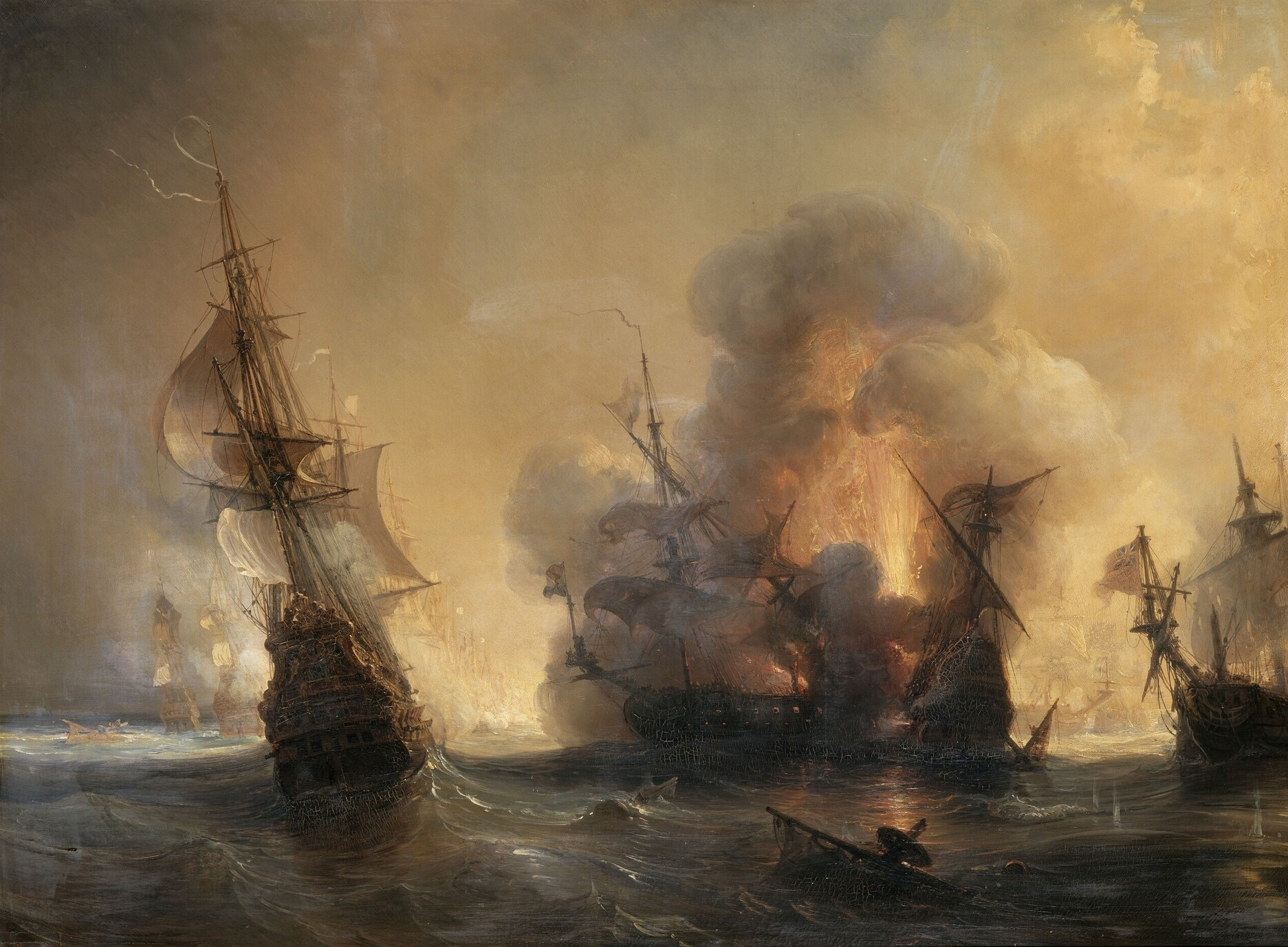
Vor Lagos vernichtete Tourville einen englisch-niederländischen Geleitzug (1693).

## 18. Jahrhundert

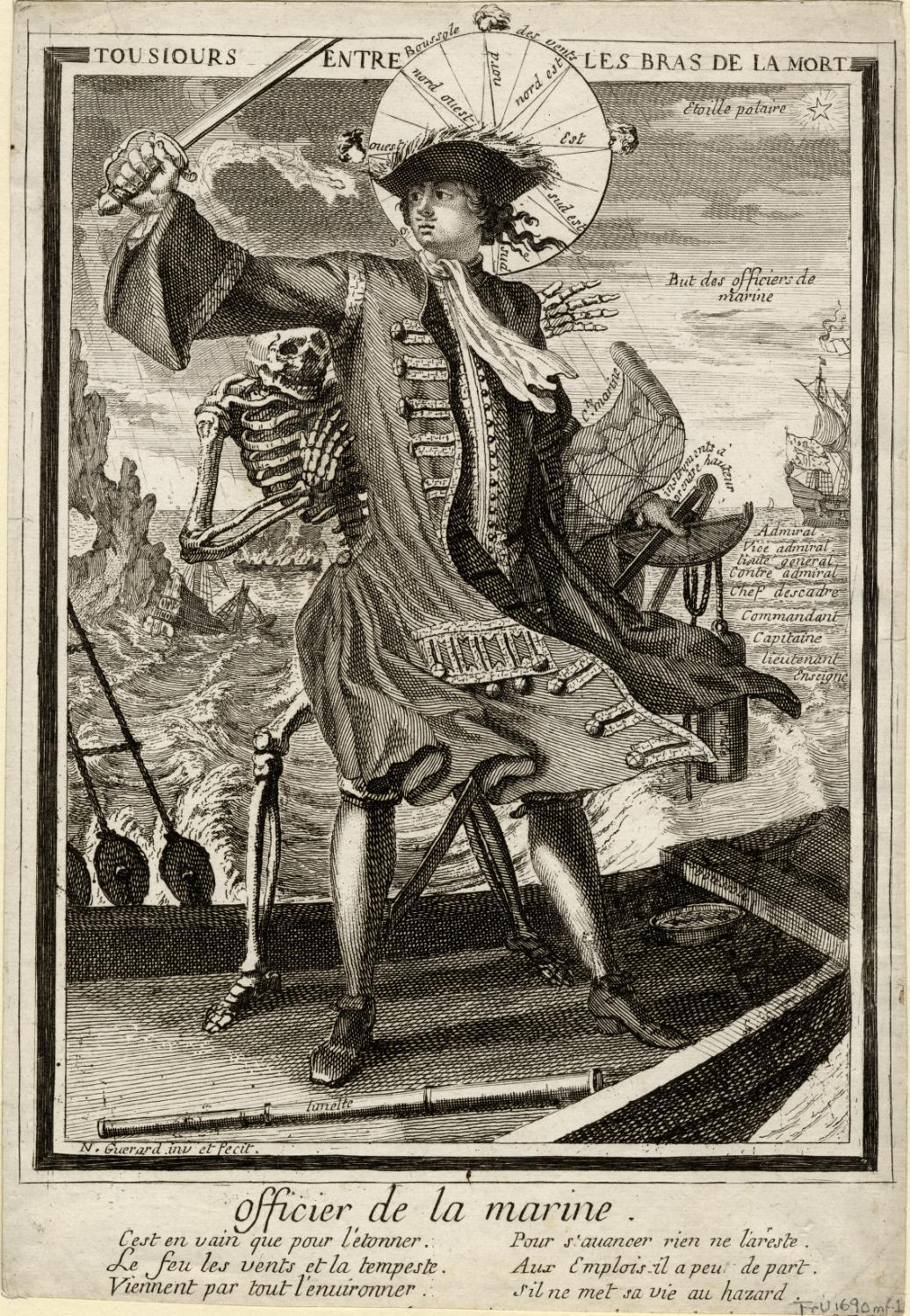
Der französische Marineoffizier, immer in den Armen des Todes (Allegorie, 1700)

Von der Thronfolge seines Enkels Philipp in Spanien (1700) hatte sich der „Sonnenkönig“ zunächst eine Stärkung im Kampf gegen die englisch-niederländische Seemacht und gegen die „Große Allianz“ erhofft. Doch der Kampfwert der spanischen Armee und der spanischen Flotte war deutlich geringer und die internationalen Schwierigkeiten waren wegen des daraufhin ausbrechenden Spanischen Erbfolgekriegs deutlich größer als erwartet. Die französische Flotte musste nunmehr nicht nur die französischen Küsten und Überseekolonien, sondern auch noch die spanischen verteidigen. Abgesehen von Siegen in der Karibik bei Cartagena und Santa Marta (1702) sowie Nassau (1703) erlitt sie dabei in Europa zunächst Niederlagen vor Vigo (1702), Cabo de la Roca (1703), Málaga (1704), Marbella (1705) und Lissabon (1706). Zudem hatte sich die französische Mittelmeerflotte bei der Belagerung von Toulon (1707) selbst versenkt, um nicht in alliierte Hände zu fallen. Dann jedoch siegten französische Flotten vor Beachy Head (1707), Lizard Point (1707) und Syrakus (1710). In Übersee eroberten die Engländer die französische Kolonie Akadien (1710), während die Franzosen vor Rio de Janeiro (1711) portugiesische Schiffe zerstörten bzw. erbeuteten.
Trotz ungeheurer Verluste an Menschen und Material sowohl zu Lande als auch zur See ging Frankreich letztlich als Sieger aus diesem Erbfolgekrieg hervor, Spanien wurde weiterhin von Bourbonen beherrscht. Die englisch-niederländische Allianz löste sich bald nach Kriegsende auf, und noch hatte Großbritannien keine eindeutige Überlegenheit erreicht. Doch acht Jahrzehnte Krieg, die Kosten für ständige Schiffsneubauten und den Unterhalt für eine immer größere Flotte hatten Frankreich finanziell ausgeblutet, Hungerrevolten brachen aus.
Ludwigs XIV. Nachfolger, Ludwig XV. und dessen Regent Philippe von Orléans, betrieben daher ab 1715 zunächst einen Sparkurs, der auch die Flotte traf. Alle europäischen Großmächte hielten aus ähnlichen Gründen zunächst Frieden, so dass in dieser Zeit die einzig größere Aktion der französischen Marine die Zerstörung von Tripolis war (1728). Erneut wurde die Freilassung europäischer Geiseln und die Zahlung eines Tributs erzwungen. Frankreich hatte sich in den 1720ern zunächst mit Großbritannien (zu Lasten Spaniens) ausgesöhnt und ließ in dieser Friedensphase seine Flotte verfallen. Die Briten hingegen nutzten dies zum Ausbau ihrer Flotte und ihrer Position in Übersee.

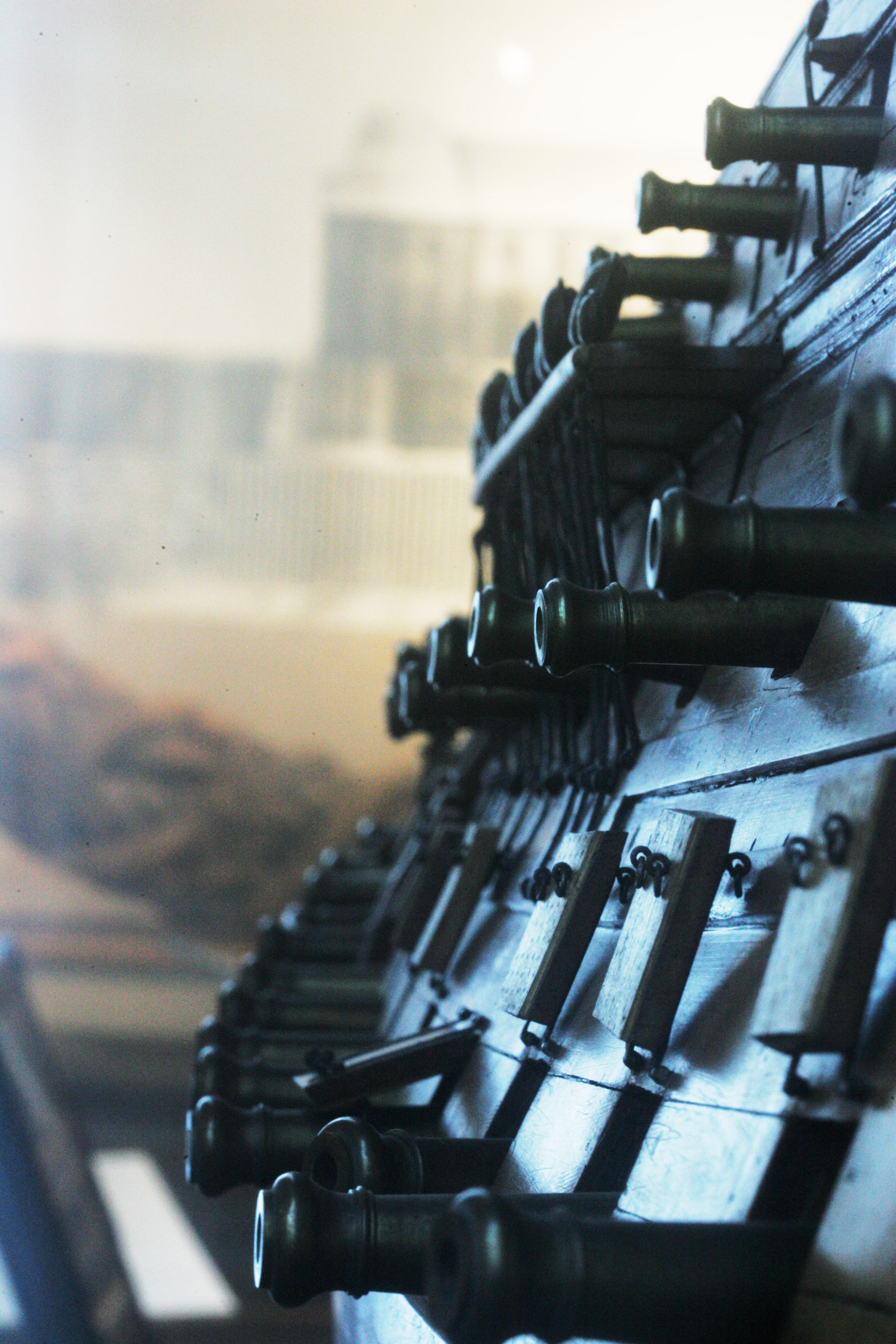
Breitseite eines französischen 74-Kanonen-Schiffs (um 1755, Modell)

Ab 1730 begannen französische Werften mit dem Bau von 74-Kanonen-Schiffen mit überlegener Feuerkraft, und 1741 bewog das drohende französische Eingreifen in einen Spanisch-Britischen Krieg (und die drohende Überlegenheit einer ggf. vereinten französisch-spanischen Flotte) Großbritannien zum diplomatischen Nachgeben. 1744 konnte die französische Mittelmeerflotte während des Österreichischen Erbfolgekriegs einen britischen Angriff auf die in Toulon liegende spanische Flotte abwehren und die spanischen Schiffe zurück nach Spanien geleiten. Eine im Gegenzug gegen Britannien ausgesandte französische Invasionsflotte wurde in einem Sturm schwer mitgenommen und musste nach Brest zurückkehren (1744). 1746 scheiterte ein britischer Angriff gegen den Hafen von Lorient, doch in der Seeschlacht am Kap Finisterre (1747) konnten die Briten ein französisches 74-Kanonen-Schiff erobern, zehn Jahre später begannen sie mit dem vielfachen Nachbau und holten die Franzosen bald ein. Den entstandenen Rückstand zur Royal Navy konnte die französische Marine auch durch den Bau noch größerer Linienschiffe mit 80 oder 110 bis 120 Kanonen (nach Plänen von Jacques-Noël Sané) zunächst nicht wieder aufholen und trotz der eiligen Reformen bzw. Reorganisationen durch Marineminister Machault (z. B. Vereinigung der Galeerenflotte mit der Hochseeflotte 1748) war die französische Marine auf den Siebenjährigen Krieg (1756–1763) schlecht vorbereitet.
Für die französische Marine begann der Krieg zunächst mit einem Sieg des Admirals de La Galissonière über die Briten in der Schlacht um Menorca (1756); in Übersee aber griffen die Briten die französischen Kolonien (vor allem in Nordamerika und Indien), die von der französischen Marine immer weniger geschützt und versorgt werden konnten. Die britische Royal Navy blockierte erstmals erfolgreich alle wichtigen französischen Häfen, während französische Geschwader und Flotten vor Cape Race (1755) und vor Cartagena (1758) geschlagen wurden. Im Indischen Ozean blieb die französische Marine zwar bei Cuddalore (1758), Negapatam (1758) und Pondicherry (1759) unbesiegt, zu Lande aber eroberten die Briten die französischen Posten in Indien.
Um eine Kriegswende herbeizuführen, plante die französische Admiralität eine direkte Invasion Britanniens, doch stattdessen entwickelte sich das Jahr 1759 für Frankreich zu einer Katastrophe. Die Mittelmeerflotte sollte sich mit der in Brest und Lorient zusammengezogenen Atlantikflotte vereinen, auch deutsche Kontingente der Reichsarmee warteten in Brest auf ihre Landung in England. Dieser Gefahr begegnete die zahlenmäßig überlegene Royal Navy mit der Vernichtung der heraneilenden Mittelmeerflotte in der Seeschlacht bei Lagos und der Atlantikflotte in der Seeschlacht in der Bucht von Quiberon, Le Havre wurde von britischen Kriegsschiffen beschossen. Zwar gelang dem Freibeuter François Thurot eine Landung in Carrickfergus auf Irland, doch die Expedition scheiterte zu Lande, und auf der Flucht zur See wurde Thurots kleine Flotte von den Briten vernichtet, wobei Thurot fiel (1760).

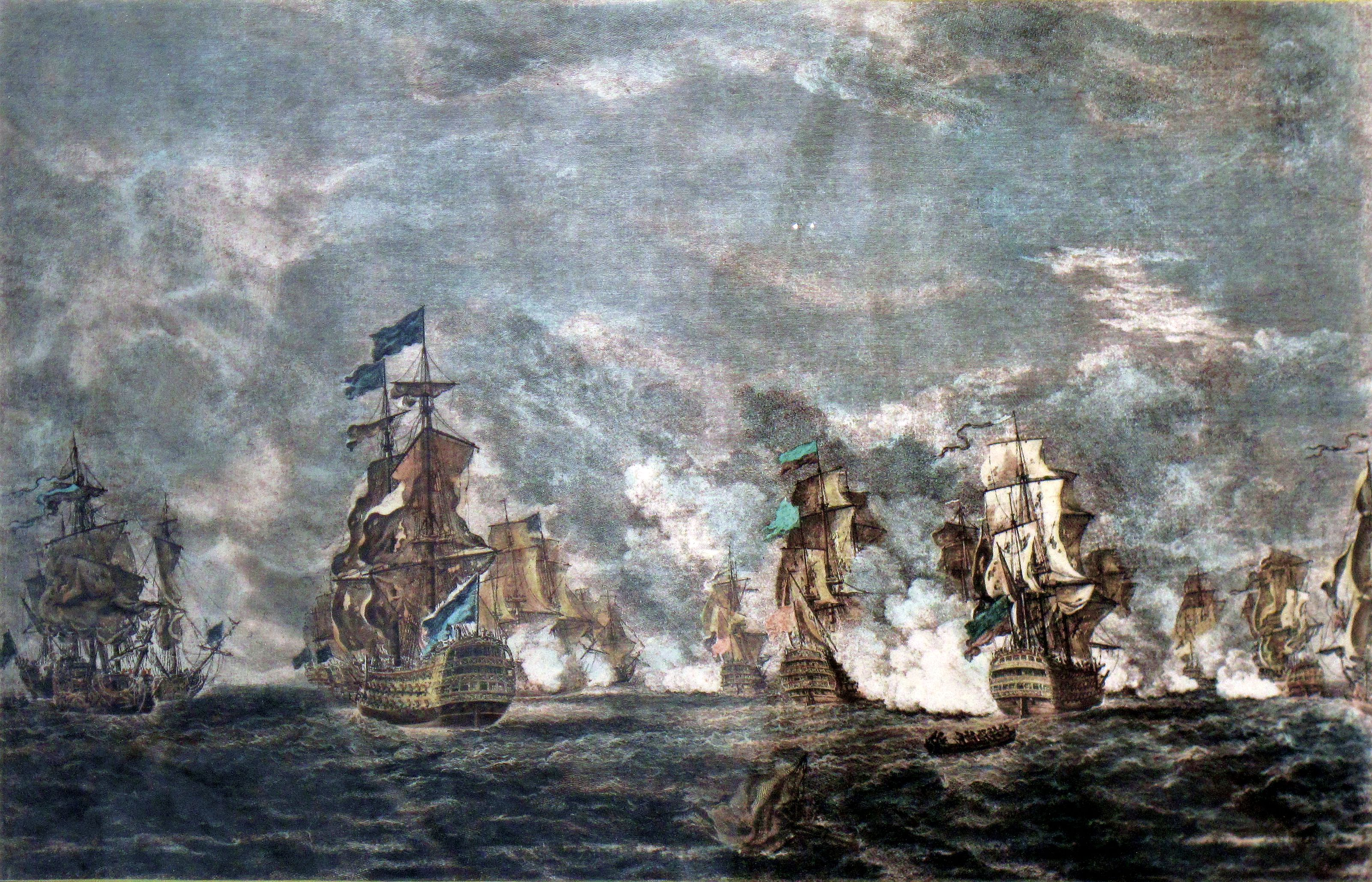
In der Schlacht bei Lagos wurde die französische Mittelmeerflotte geschlagen (1759).
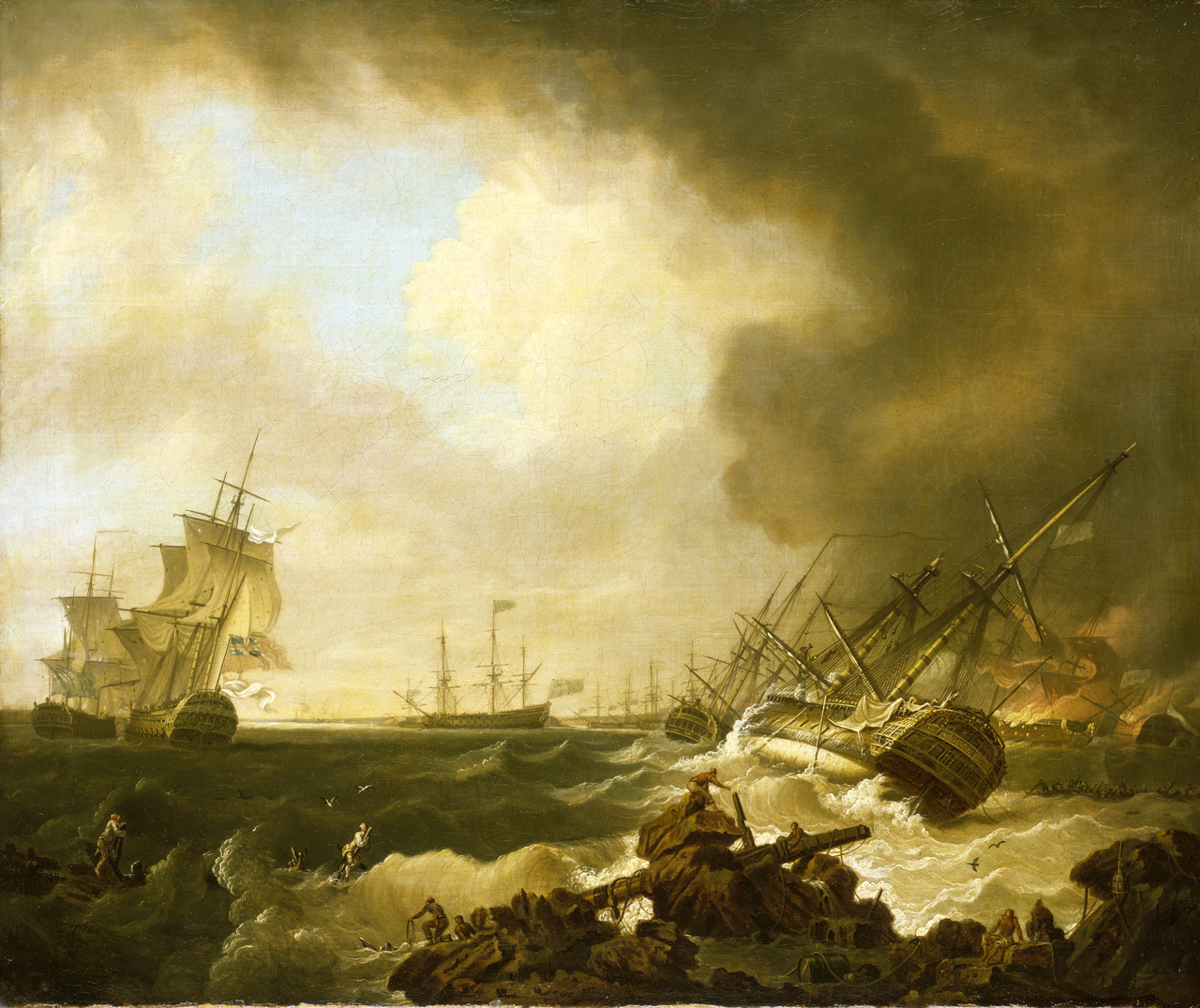
Die französische Niederlage vor Quiberon (1759) verhinderte eine Invasion Britanniens
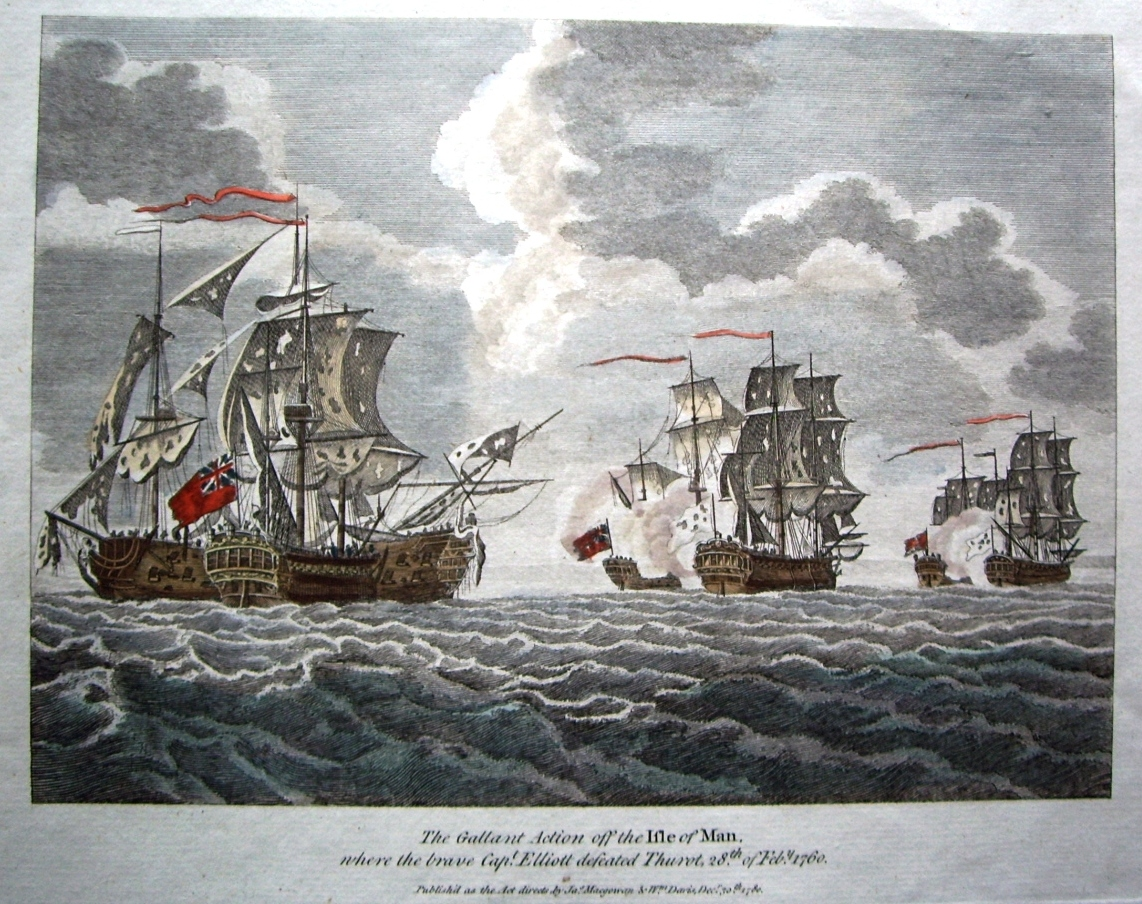
Nach der erfolglosen Invasion Irlands fiel Thurot im Seegefecht vor der Isle of Man (1760).

Dass mit dem Verlust der französischen Flotten eine Invasion unmöglich geworden war, wog jedoch weniger schwer, als dass die Franzosen in Neufrankreich nun vom Nachschub aus der Heimat abgeschnitten waren. Ohne die Flotte kämpften sie auf verlorenem Posten. Im Atlantik erlangte die Royal Navy erst damals ein Übergewicht, wenn auch in der Karibik etwa 180 "eingetragene" französische Korsaren die britischen Verbindungswege zunächst noch empfindlich störten. Trotz des verzweifelten Widerstands z. B. des Marineoffiziers Louis Antoine de Bougainville konnte der Fall Québecs (1759) und nach dem Gefecht auf dem Restigouche-Fluss auch Montreals (1760) nicht verhindert werden, auch Senegal (1758) und Guadeloupe (1759) wurden von den Briten erobert. Bougainville, der Hilfe von dem auch auf dem europäischen Kriegsschauplatz zu Lande angeschlagenen Mutterland erbeten hatte, erhielt vom damaligen Marineminister (Staatssekretär) Berryer eine legendäre Abfuhr

„Man kümmert sich nicht um die Ställe, wenn das Haus brennt (Berryer, 1759)“

Durch den bourbonischen Familienpakt (1761) suchte Frankreich daher die Unterstützung Spaniens und der spanischen Flotte, doch wurde das Jahr 1762 zu einer Katastrophe auch für Spanien. Die französische Flotte war bereits weitgehend ausgeschaltet, die Briten mussten keine vereinte französisch-spanische Flotte schlagen, sondern konnten Franzosen und Spanier nacheinander vernichten. Ohne die Unterstützung einer französischen Flotte wurde die spanische Flotte von der Royal Navy wiederholt geschlagen, und die Briten eroberten die Philippinen sowie Kuba. Im Pariser Frieden (1763) verlor Frankreich sein gesamtes (erstes) Kolonialreich (Neufrankreich-Louisiana, Senegal, Bengalen) an Großbritannien und erhielt nur Guayana, ein paar Inseln in der Karibik und im Indischen Ozean sowie fünf unbefestigte Handelsposten in Indien zurück.

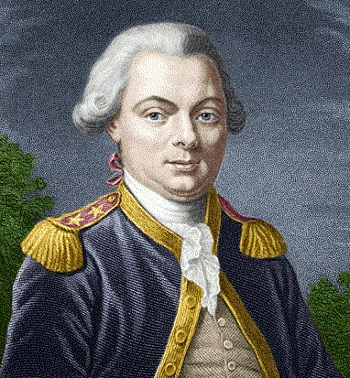
de La Pérouse
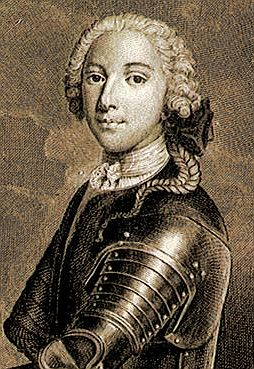
François Thurot
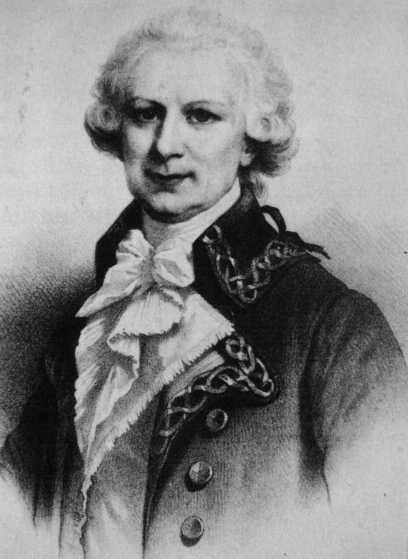
de Bougainville

Nach dem Verlust des Kolonialreiches konzentrierten sich die französische Marine und die Akademie der Wissenschaften zunächst wieder darauf, unbekannte Küsten zu entdecken und diese potentiellen neuen Kolonien zu erforschen. Schon 1764 hatte Bougainville die Falkland-Inseln in Besitz genommen (die aber Spanien überlassen wurden), von 1766 bis 1769 umsegelte er als erster Franzose die Welt, 1768 erreichte er Tahiti. Seine und de La Pérouses Forschungsreisen in der Südsee sind dabei nicht weniger bedeutend als die ihrer britischen Zeitgenossen bzw. Rivalen James Cook (ab 1768) und John Byron. In Europa allerdings konnte Frankreich von Genua die Insel Korsika erwerben und gewann dadurch mit Bastia einen weiteren Hafen mit Marinearsenal (1768), und wie die beiden Colberts 100 Jahre zuvor stellte Étienne-François de Choiseul als Außen-, Kriegs- und Marineminister (Staatssekretär) zusammen mit seinem Cousin die französische Flotte wieder her. Schon 1770 war sie so weit wiederhergestellt, dass Choiseuls Cousin dem König einen erneuten Vorschlag zur Invasion Britanniens machte, den dieser jedoch ablehnte, worauf die Choiseuls in Ungnade fielen und ihre Ämter verloren.

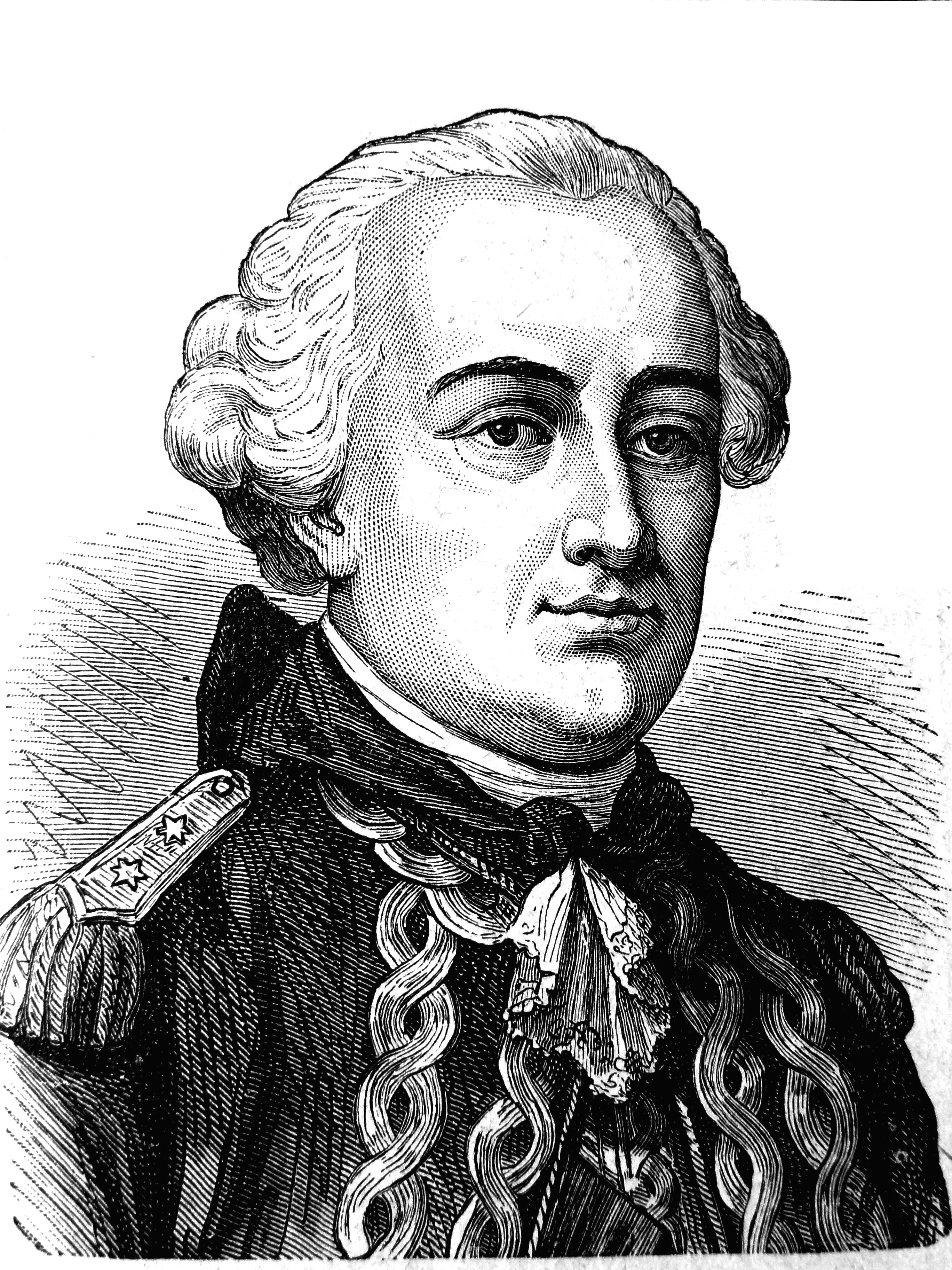
Admiral d’Estaing
Admiral de Grasse
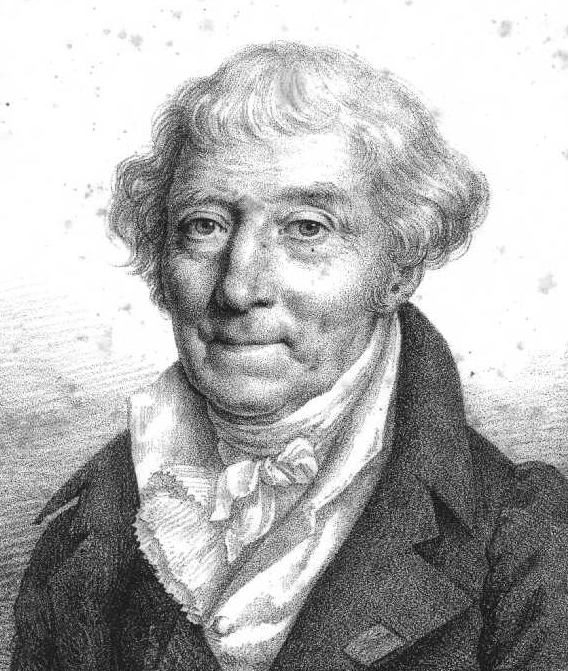
Jacques-Noël Sané

Die Chance für einen Revanchekrieg gegen Großbritannien und die Royal Navy bot sich mit dem Amerikanischen Unabhängigkeitskrieg. In Nordamerika kämpften seit 1776 Engländer gegen „Neuengländer“, britische gegen amerikanische Kriegsschiffe. Frankreich (1778), Spanien (1779) und auch die Niederlande (1780) verbündeten sich mit den jungen USA gegen Großbritannien. Zusammen waren die drei Seemächte der Royal Navy durchaus ebenbürtig. Allein die französische Marine – sie trug die Hauptlast der Kämpfe – umfasste damals (1779) 149 größere Kriegsschiffe (Linienschiffe und Fregatten), die britische Royal Navy war damals nur um 33 Schiffe größer. Erneut wurde eine Invasion Britanniens geplant und zu diesem Zweck eine gemeinsame französisch-spanische Armada gebildet (1779). Doch wie schon Tourville in der Schlacht von Beachy Head (1690) nutzte auch Admiral d’Estaing den Erfolg in der Seeschlacht von Grenada nicht aus (1779). Zumindest aber unterband die französische Marine unter den Admiralen d’Estaing, de Guichen und de Grasse zunehmend den britischen Nachschub nach Nordamerika – so wie zwei Jahrzehnte zuvor die Briten jede Verstärkung für die französischen Garnisonen verhindert hatten. Die Briten reagierten darauf erneut mit der Blockade französischer Häfen und der Störung des gesamten französischen Handels, doch gemäß der Strategie des neuen Marineministers Castries blieben die französischen Kriegsschiffe auf See und nicht in den blockierten Heimathäfen. Da unter der britischen Handelsblockade aber auch alle anderen Handelspartner Frankreichs, Spaniens und der Niederlande litten, bildeten Russland, Schweden und Dänemark eine Koalition zum bewaffneten Schutz der Neutralität (1780), die nun ebenfalls auf französisch-amerikanischer Seite in den Konflikt verwickelt wurden, was den Gegnern der Briten allmählich ein Übergewicht verschaffte. Beide Seiten lieferten sich einen erbitterten Kaperkrieg. Mit französischer Hilfe gewannen die US-Amerikaner schließlich nach der Seeschlacht vor der Chesapeake Bay auch an Land die Oberhand und zwangen die Briten zur Kapitulation von Yorktown (1781).

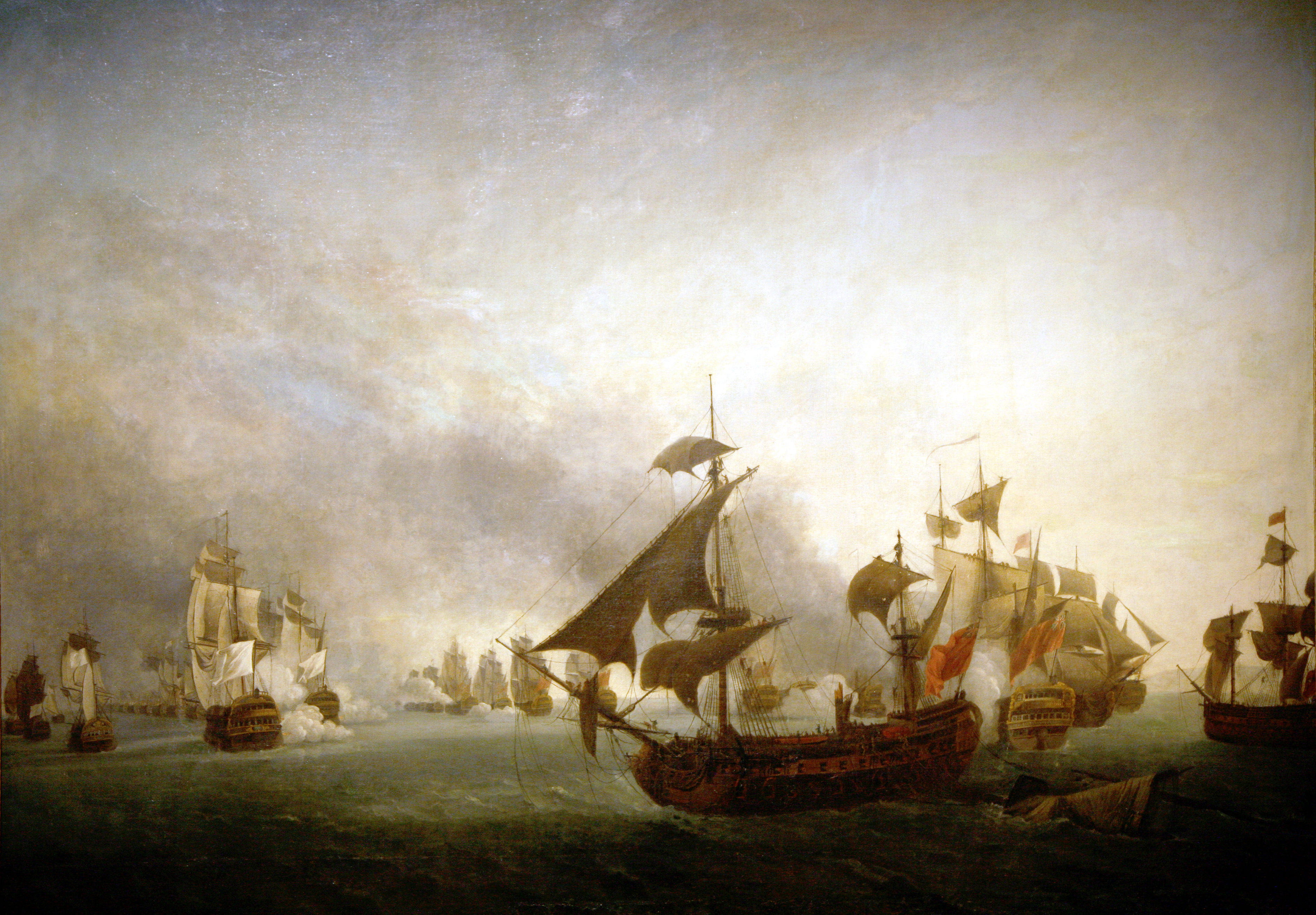
Der Sieg in der Schlacht von Grenada (1779) wurde nicht zur Vernichtung der britischen Flotte genutzt
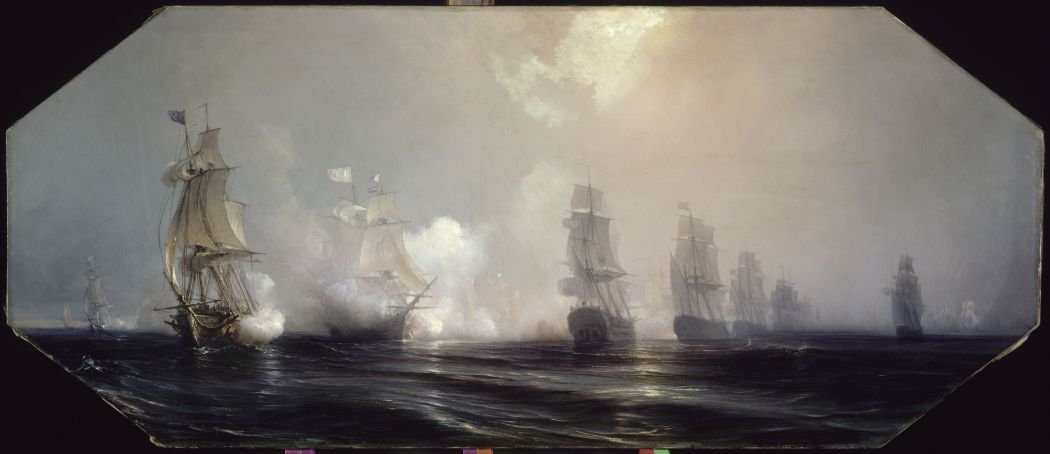
Der französische Sieg vor der Chesapeake Bay (1781) verhalf den USA zur Unabhängigkeit
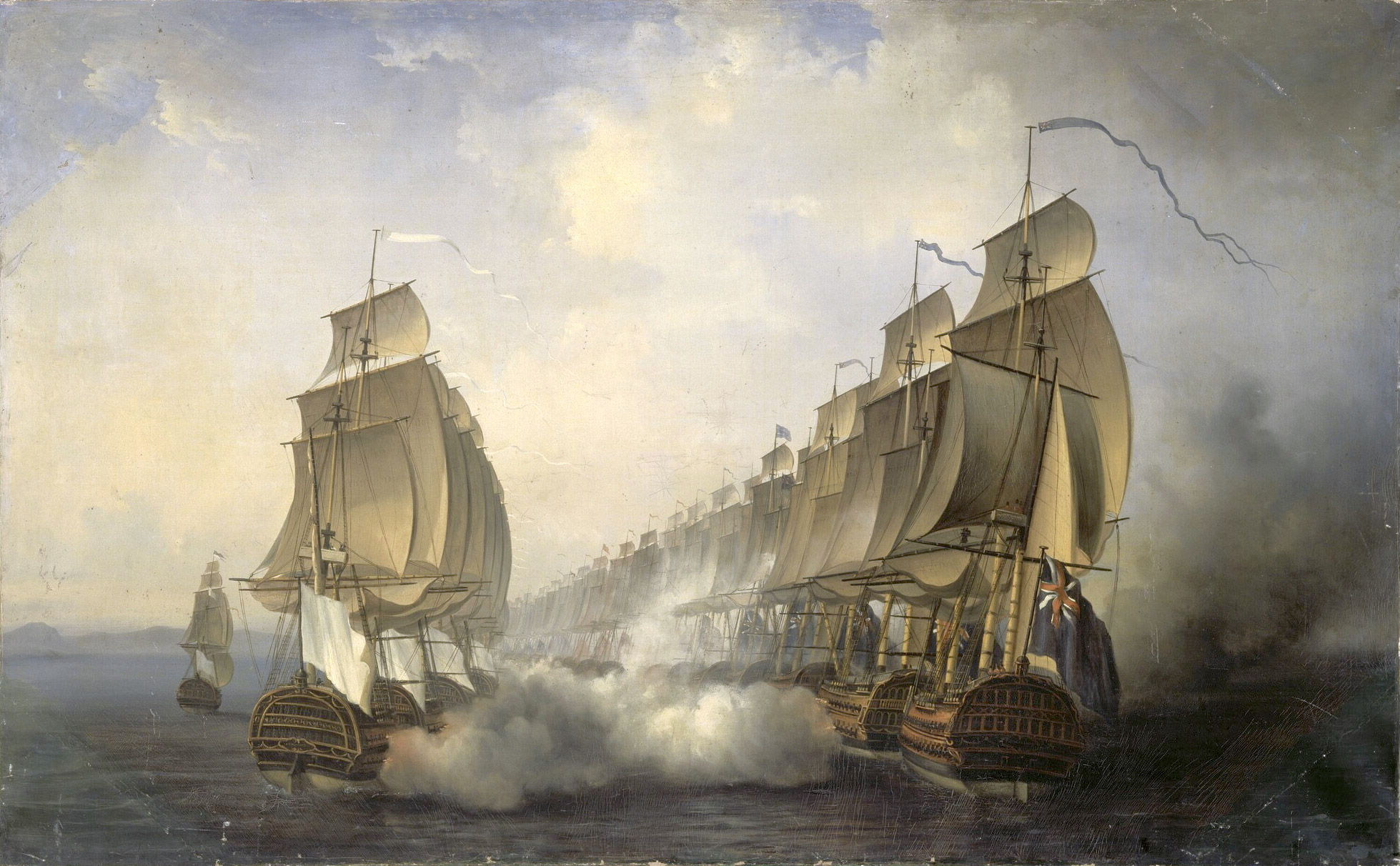
In der Schlacht von Cuddalore trotzten die Franzosen einer britischen Übermacht (1783)

Kaum aber hatten die Amerikaner ihre eigenen Ziele (Unabhängigkeit) erreicht, zogen sie sich aus dem Konflikt zurück, während die Europäer den Kampf gegen die Briten allein fortsetzten. Die Franzosen unterlagen daraufhin zunächst in der Schlacht von Les Saintes (1782), und die Briten besetzten die niederländischen bzw. dänischen Besitzungen in Westafrika. In Südafrika jedoch halfen französische Schiffe und Landungstruppen den Niederländern erfolgreich bei der Verteidigung ihrer Kapkolonie (1782), und in den indischen Gewässern blieb Admiral Suffren in vier aufeinanderfolgenden Seegefechten unbesiegt, ehe er in der Seeschlacht von Cuddalore (1783) gegen eine britische Übermacht die Oberhand gewinnen konnte. Nachdem der auf allen Weltmeeren ausufernde Kaperkrieg zu einem beide Seiten erschöpfenden Patt geführt hatte, wurde der Frieden von Paris (1783) geschlossen, der Frankreich und Spanien zumindest einige der zwei Jahrzehnte zuvor verlorenen Kolonien zurückgab (Senegal, Tobago, Florida) und die Unverletzlichkeit des neutralen Handels garantierte.
Die immensen Kosten für den verschwenderischen Hofstaat des Königs, die ständigen Kriege und den Bau immer neuer Flotten hatten Frankreich jedoch an den Rand des Staatsbankrotts gebracht. Der Streit zwischen König, Finanzminister und Ständeparlament über Steuererhöhungen führte zur Französischen Revolution (1789). D’Estaing wurde nach dem Sturz der Bourbonen-Könige letzter Admiral von Frankreich. Schon 1792 wurde das Amt abgeschafft, im Gegenzug aber ein Marineministerium geschaffen, das das bisherige Staatssekretariat aufwertete. Erster Marineminister sollte nach dem Willen der Revolutionäre Bougainville werden, der jedoch ablehnte.

## 19. Jahrhundert

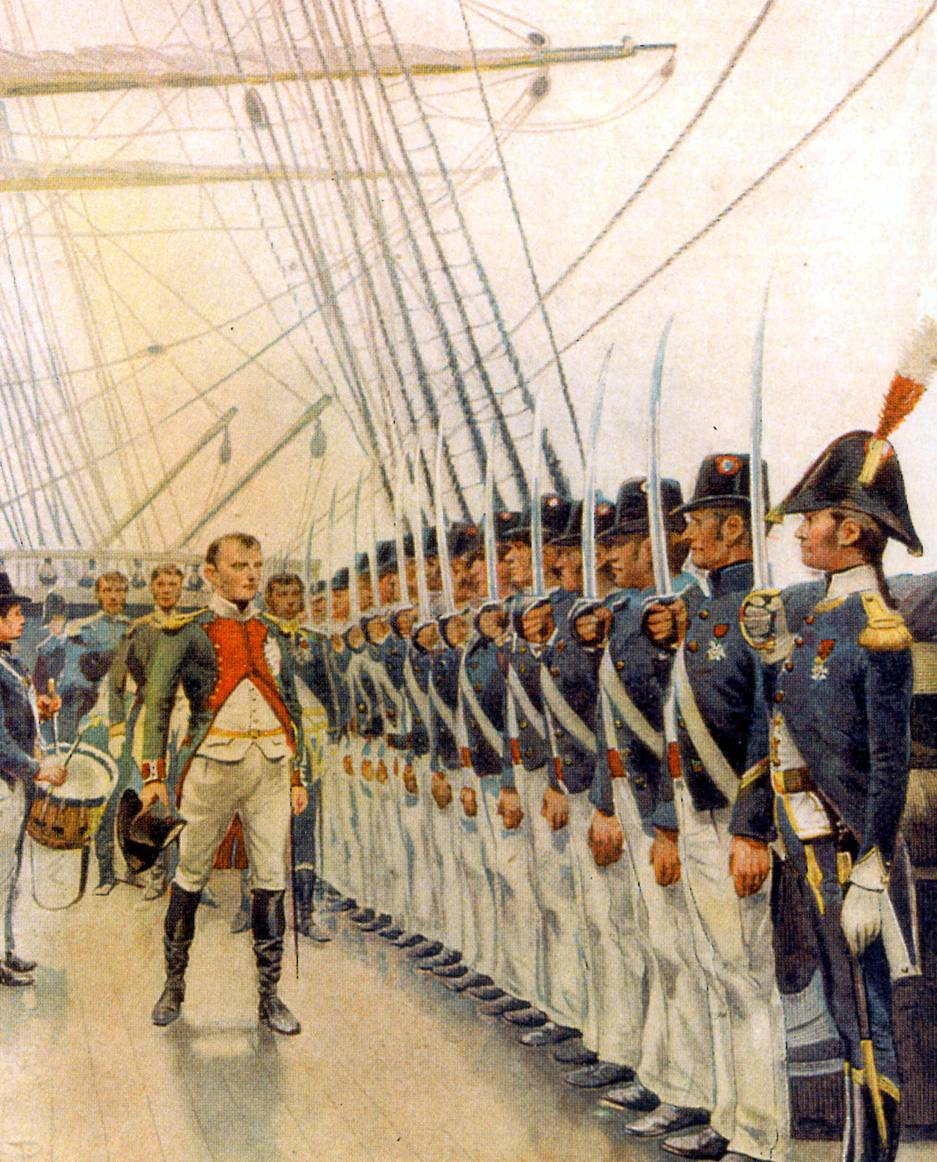
Napoleon I. inspiziert das Geschwader von Cherbourg (1811): Die meisten der von ihm ernannten Marineoffiziere wurden von den Bourbonen wieder entlassen.

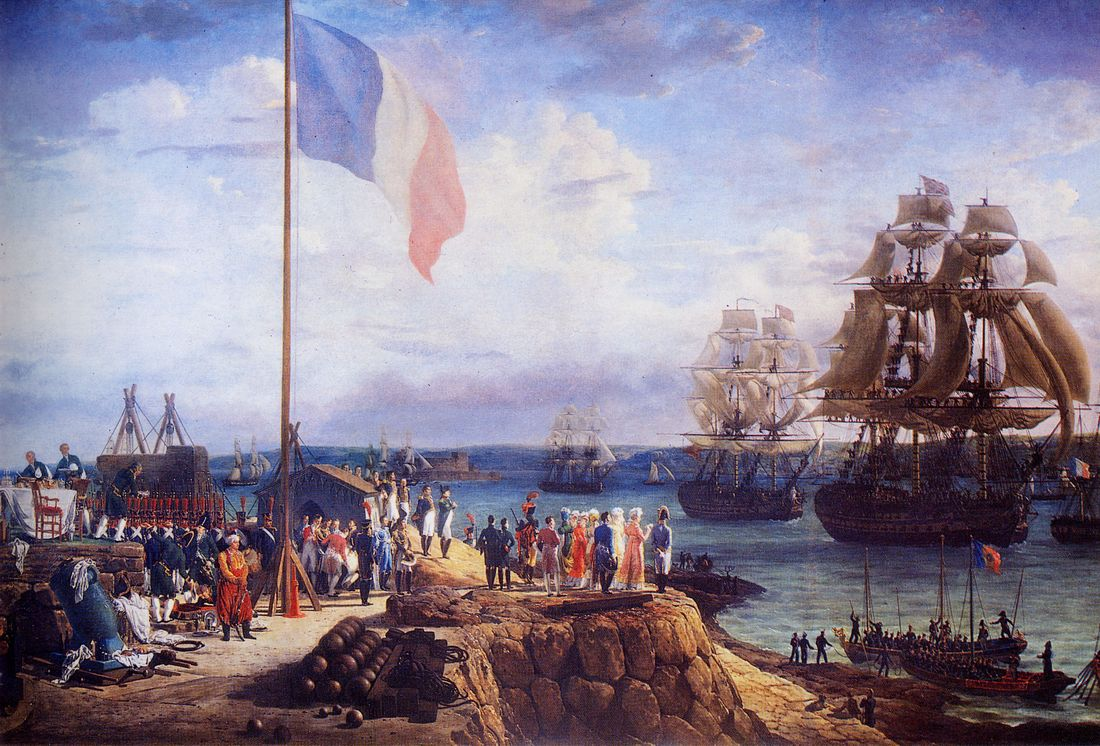
Napoleon I. und Kaiserin Marie-Louise bei der Flottenparade unter dem Kommando des Admirals Aimable-Gilles Troudet auf der Reede von Cherbourg (1811)

Die schwersten Rückschläge trafen die französische Marine während der Französischen Revolution und der Napoleonischen Kriege sowie zu Beginn der darauffolgenden Restauration. Mit der Revolution war ein Großteil der erfahrenen royalistischen Marineoffiziere desertiert (z. B. Castries, Charles Jean d’Hector), von den verbliebenen wurden in den Revolutionswirren zahlreiche hingerichtet (z. B. D’Estaing). Es brauchte lange Zeit, bis die unter Napoleon ausgebildeten Absolventen diesen Verlust ausgleichen konnten, doch die meisten ebendieser neuen Offiziere wurden nach Napoleons Sturz schon wieder entlassen, da die Bourbonen ihnen misstrauten.
Auch an Schiffen erlitt die französische Marine in dieser Zeit schwere Verluste. Bei Beginn der Revolution (1789) verfügte Frankreich über 315 Kriegsschiffe, davon 81 Linienschiffe und 86 Fregatten. Zunächst wurde beim Kampf um Toulon (1793) faktisch die halbe Mittelmeerflotte vernichtet. Von den 30 französischen Linienschiffen zerstörten die Briten die eine Hälfte bzw. eroberten sie und führten sie fort. Der Revolutionär Jeanbon St. André versuchte indessen die Atlantikflotte zu reorganisieren, doch in einer Seeschlacht vor Brest (1794) erbeuteten die Briten sechs Schiffe, bei einem Angriff auf Dunkerque (1800) zerstörten sie vier weitere. Während Spanien und die Niederlande zumindest seit 1795 wieder zu Frankreichs Verbündeten gehörten (Übergabe der Niederländischen Flotte 1795), begann neben den Briten auch der ehemalige Verbündete USA ab 1794 einen Quasi-Krieg gegen Frankreich und kaperte zahlreiche französische Schiffe. Dennoch planten bzw. unternahmen die Franzosen immer wieder Landungsunternehmen gegen Neufundland, England, Wales und Irland (1796, 1797, 1798). Mit einer in Toulon und Genua neugebauten Mittelmeerflotte eroberte Napoleon Ägypten (Ägyptische Expedition), ehe die Briten unter Nelson noch im selben Jahr auch diese Flotte in der Seeschlacht bei Abukir versenkten bzw. erbeuteten (1798), wobei auch der französische Admiral Brueys fiel. Nur vier von 17 französischen Schiffen konnten entkommen. Die daraufhin von Brest ins Mittelmeer beorderte Atlantikflotte unter Admiral Bruix operierte 1799 trotz zahlenmäßiger Überlegenheit erfolglos und ließ sich von den Briten ausmanövrieren.

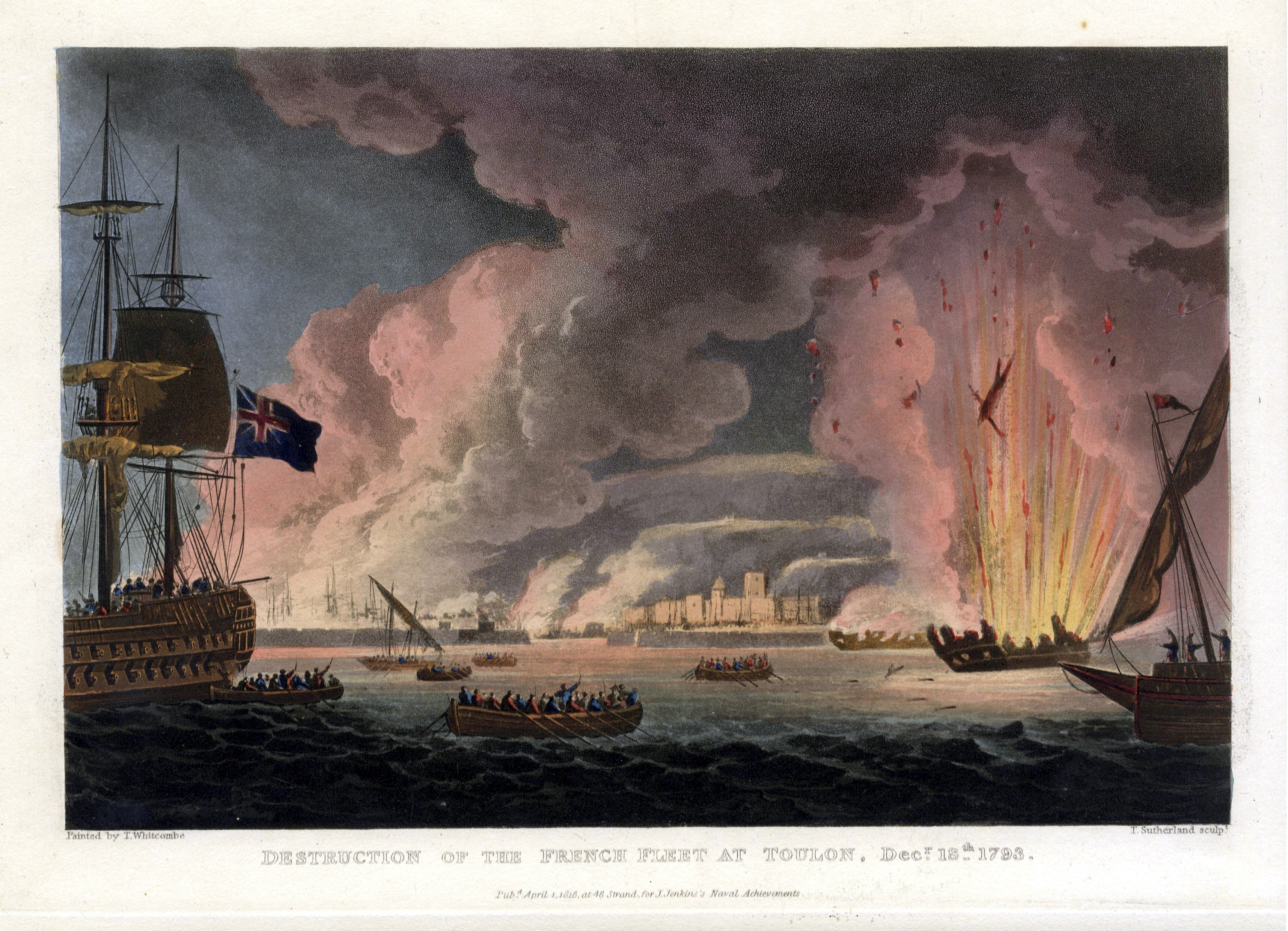
Während der Revolution raubten bzw. zerstörten die Briten die Flotte aus Toulon (1793)
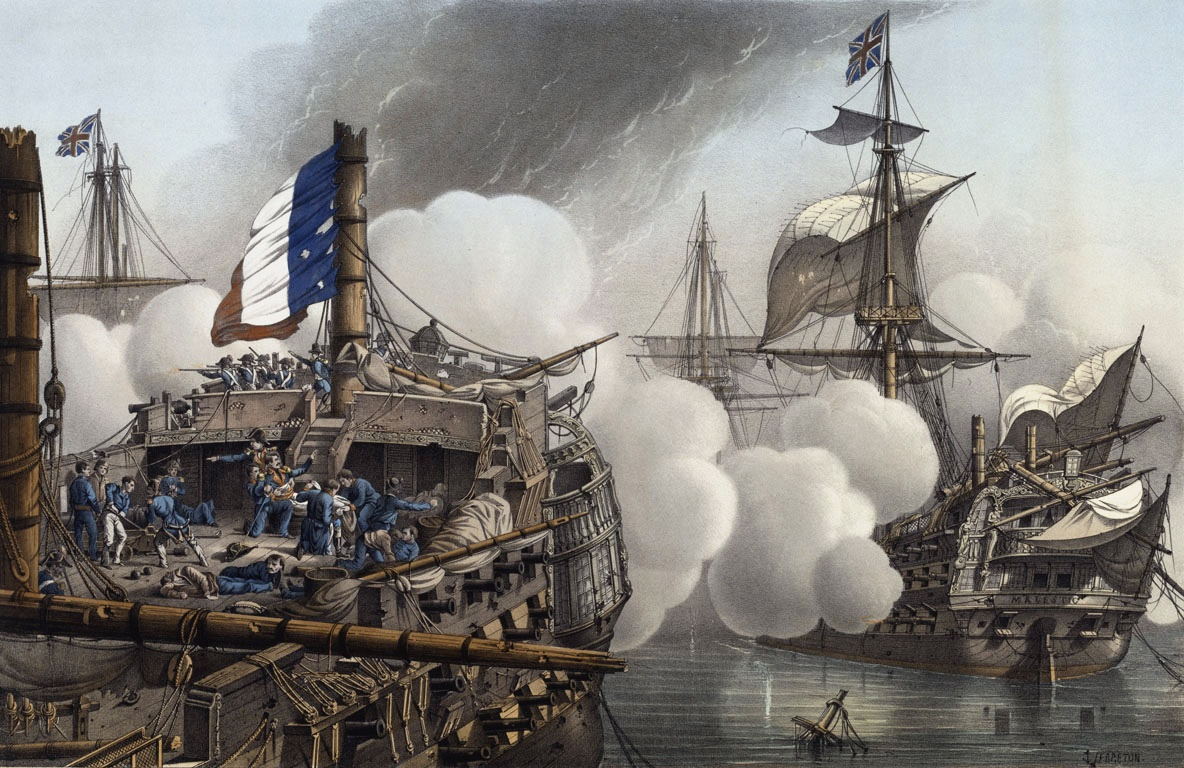
Bei der Vernichtung der Mittelmeerflotte vor Abukir (1798) fiel auch Admiral Brueys
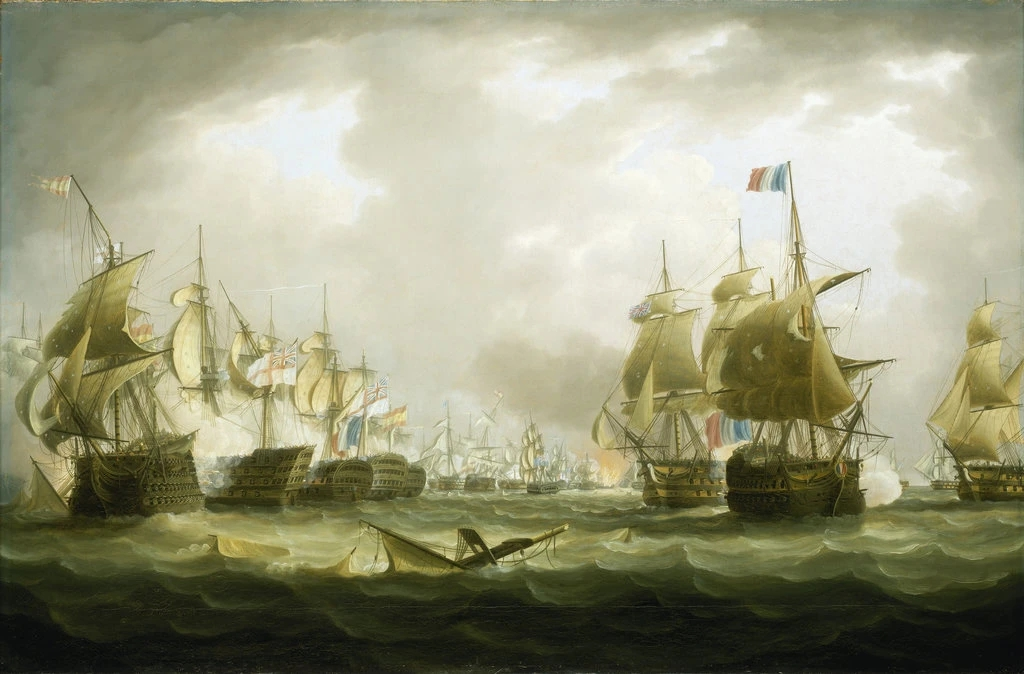
Die Niederlage bei Trafalgar (1805) war ein erneuter Rückschlag, nicht aber das Ende.

Die Revolution hatte Napoleon bei seiner Machtübernahme (1799) nur noch eine kleine Flotte hinterlassen. In den darauffolgenden Jahren von 1800 bis 1815 verlor die französische Marine im Kampf gegen die britische Royal Navy weitere 43 Linienschiffe, 82 Fregatten, 20 Korvetten und 50 Briggs. Dennoch war die französische Marine noch immer wehrhaft und kampffähig. Amiral Latouche-Tréville wehrte beispielsweise 1801 einen Angriff Nelsons auf die im Hafen von Boulogne liegenden Teile der Atlantikflotte ab, und auch in der Karibik sowie im Indischen Ozean leisteten französische Geschwader den Briten weiterhin tapfer Widerstand. Napoleon und sein Marineminister Denis Decrès ließen in den verschiedenen Hafenstädten Frankreichs unentwegt neue Schiffe bauen, jedes Jahr verließen mehrere Linienschiffe die zahlreichen Werften des Landes. Die Royal Navy hatte zwar im Atlantik die 1778–1783 kurzzeitig verlorene Seehoheit zurückgewonnen, zusammen mit der spanischen Flotte war die französische Flotte der Royal Navy allerdings bis zur Niederlage der französisch-spanischen Flotte in der Seeschlacht von Trafalgar (1805) zumindest im Mittelmeer zahlenmäßig sogar überlegen, konnte diese Überlegenheit jedoch nicht ausnutzen. (Aus dieser zwischenzeitlichen französisch-spanischen Überzahl zog die britische Admiralität später die Lehre von der Notwendigkeit einer Two-Power-Standard, der Notwendigkeit stärker als die beiden nächststärksten Flotten zusammen sein zu müssen.)

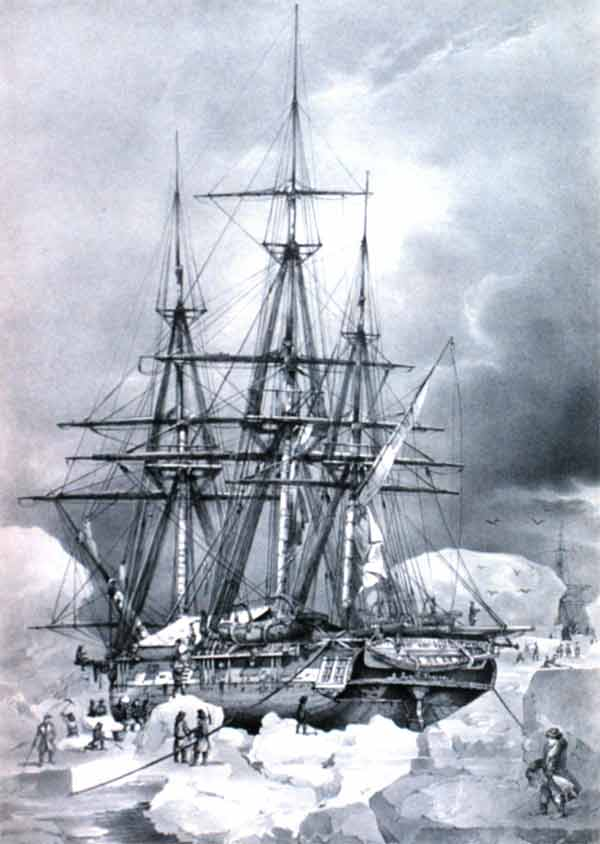
Von 1825 bis 1840 erforschte Jules Dumont d’Urville Polynesien und erreichte dabei die Antarktis

Nach Trafalgar allerdings hatten die Briten die Seehoheit errungen, erneute französische Pläne einer Landung in England oder gar Australien (1804/05) waren nicht mehr realisierbar. Zwar gab es noch immer kampffähige Reste französischer Marineverbände in den verschiedenen, von den Briten blockierten Kriegshäfen, und immer wieder gelang es einigen Schiffen auch, die britische Blockade zu durchbrechen (so z. B. dem Freibeuter Robert Surcouf aus St. Malo), doch ohne den Schutz einer starken Flotte fielen alle französischen Überseekolonien in britische Hände. Allein im Seegefecht von Grand Port vor Mauritius gelang den Franzosen unter Admiral Duperré 1810 noch ein kleiner Sieg über die Briten, ohne letztlich den Verlust auch dieser Kolonie verhindern zu können. Napoleon gab jedoch seine Seekriegspläne nicht auf. Im Sommer 1810 gründete er den Marinerat und erarbeitete mit den Admirälen Decrès und Ganteaume und den Staatsräten Malouet und Caffarelli ein riesiges Flottenrüstungsprogramm. Innerhalb von eineinhalb Jahren, von 1810 bis 1812, stieg die Zahl der Linienschiffe des gesamten Kaiserreichs von 50 auf 72. Da es schwieriger war, die menschlichen Verluste auszugleichen, begann man, die Militärkonskription auch in den Dienst der Marine zu stellen und massiv Seeleute aus verbündeten oder abhängigen europäischen Staaten zwangsweise zu rekrutieren. Eine neue französische Mittelmeerflotte konnte noch 1813 einen britischen Angriff auf Toulon abschlagen, jedoch nicht mehr die britische Blockade durchbrechen.
Selbst von den Resten seiner Flotte wurden Frankreich im Frieden von Paris (1814/15) letztlich nur noch zwei Drittel belassen. Trotz der enormen Verluste an Menschen und Material zwischen 1793 und 1815 verblieben der französischen Marine somit nach dem Krieg noch 377 Schiffe, davon 106 größere (im Vergleich dazu verfügte 1815 die Royal Navy einschließlich der erbeuteten französischen, spanischen, italienischen, dänischen und niederländischen Schiffe über 778 Schiffe, davon 243 größere). Der Skandal um den Untergang der Fregatte Méduse (1816) markierte einen weiteren Tiefpunkt der französischen Marinegeschichte.

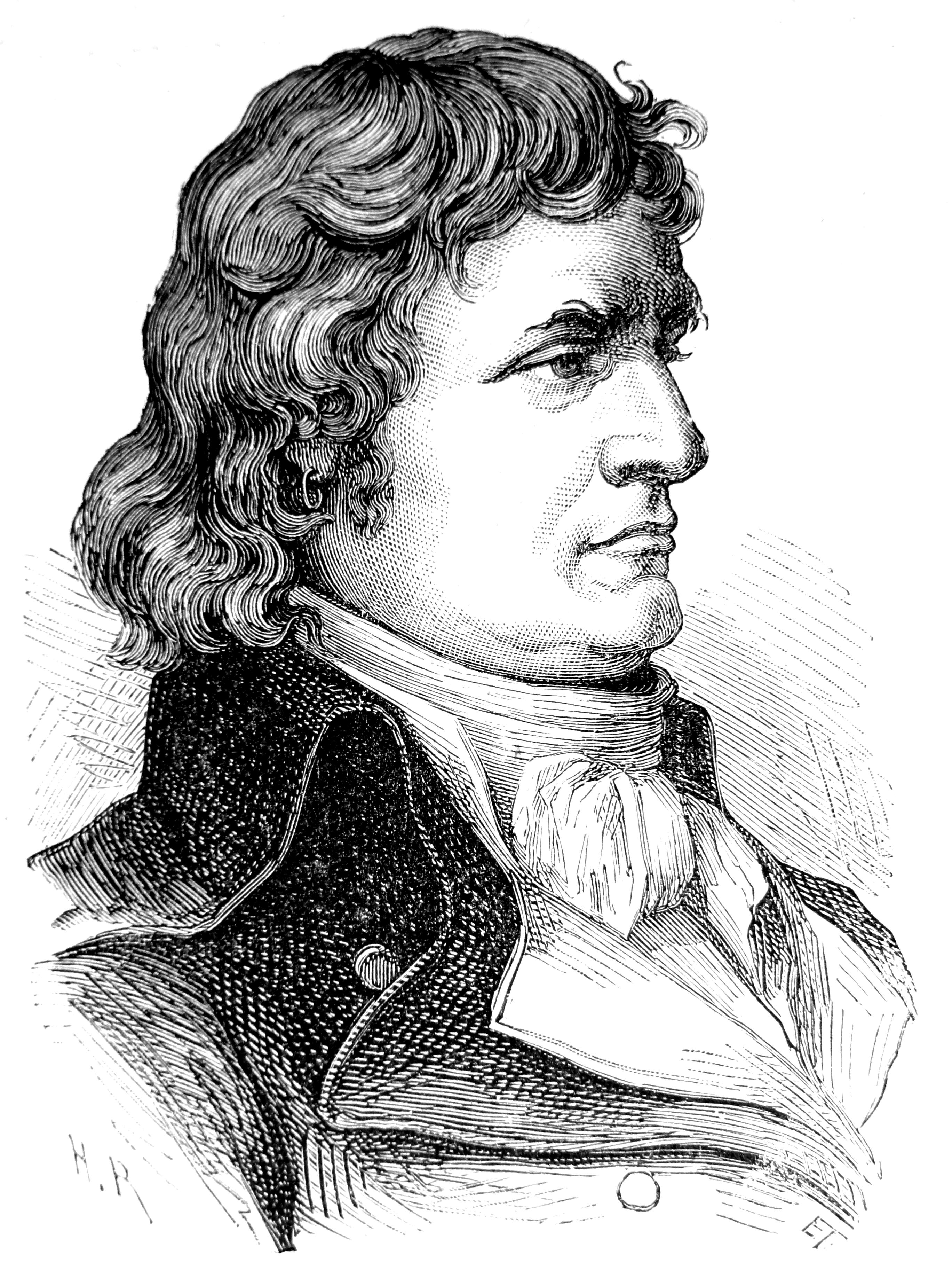
Jeanbon St. André
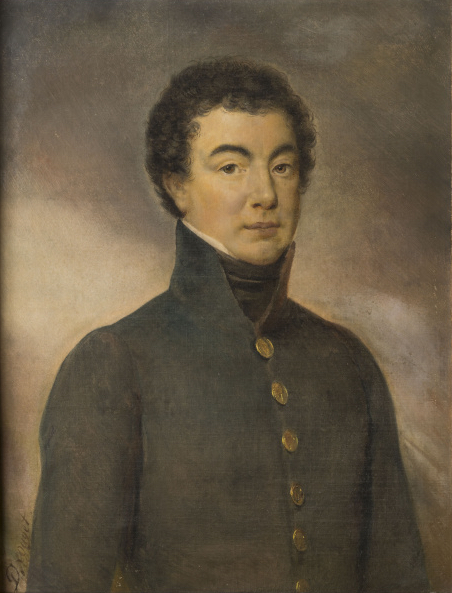
Admiral Duperré
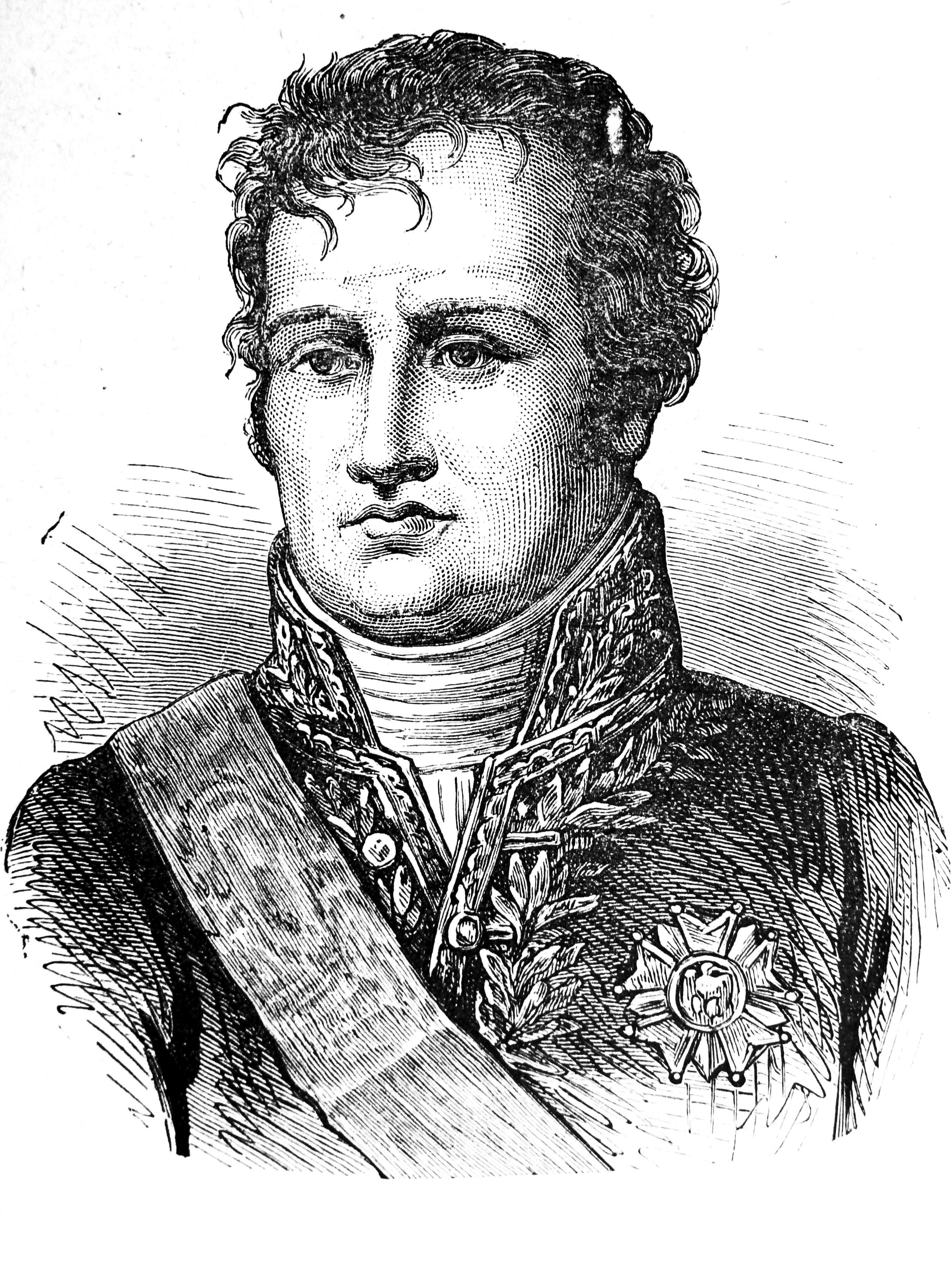
Marineminister Decrès

1818 nahm die französische Flotte den Kampf gegen nordwestafrikanische Piraten auf. 1823 blockierten französische Schiffe spanische Häfen und unterstützen die französische Invasionsarmee. 1827 besiegte ein französisches Geschwader an der Seite von Briten und Russen die osmanisch-ägyptische Flotte in der Schlacht von Navarino, 1830 blockierte die französische Flotte Tripolis und 1831 zerstörte ein französisches Geschwader einige portugiesische Schiffe beim Beschuss Lissabons. Im gleichen Jahr griff Frankreich in den belgischen Unabhängigkeitskrieg ein und ließ 1832 die französische Flotte den niederländischen Hafen Antwerpen blockieren. In Übersee besetzte eine französische Flotte 1838 kurzzeitig den mexikanischen Hafen Veracruz (Kuchenkrieg).
Die umfangreichste Operation der französischen Flotte im 19. Jahrhundert war die Eroberung von Algier. Nachdem eine französische Flotte schon seit 1827 die nordafrikanische Metropole blockiert hatte, stachen unter Admiral Duperré am 25. Mai 1830 von Toulon 100 Kriegsschiffe (davon 35 große) und 357 Transportschiffe mit 37.000 Soldaten an Bord in See. Die Besetzung von Algier, Oran und Bone war der Auftakt zur Errichtung eines neuen Kolonialreiches, und die französische Flotte spielte in den folgenden Jahrzehnten dabei auf allen Weltmeeren eine entscheidende Rolle. Dabei rivalisierte sie auch wieder mit der britischen Flotte, und während der Orientkrise (1840) war zumindest die französische Mittelmeerflotte der britischen wieder leicht überlegen. Der Versuch des französischen Admirals Lalande, seine Regierung zum Angriff auf die britische Mittelmeerflotte zu verleiten, führte zu seiner Entlassung. Das konnte jedoch die diplomatische Niederlage Frankreichs in diesem Konflikt mit Großbritannien, Österreich, Preußen und Russland nicht verhindern. Schon 1845 kämpften Franzosen und Briten wieder gemeinsam gegen Madagaskar und die Argentinische Republik.

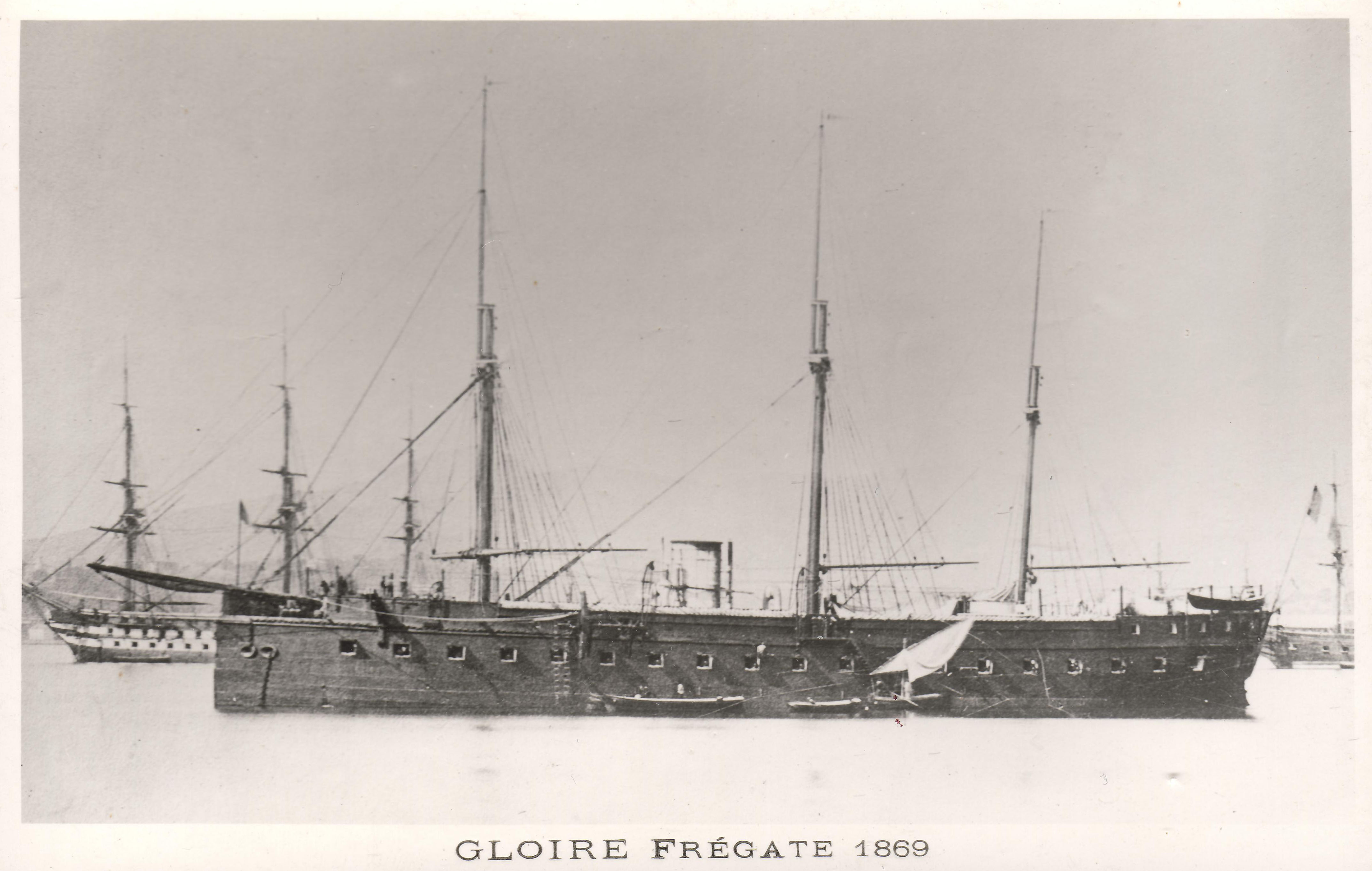
Die La Gloire war das erste gepanzerte Kriegsschiff der Welt (1859)

Unter Kaiser Napoleon III. verbesserte sich das Verhältnis zu Großbritannien; gemeinsam führten beide Flotten und Landheere Kriege gegen Russland (1853–1856), China (1856–1860), Mexiko (1861–1862) und Japan (1864). Der Ingenieur Paixhans modernisierte die Schiffsartillerie und widmete sich der Taktik, dass auch eine kleine, aber schlagkräftige Flotte es mit einer deutlich größeren aufnehmen könne. Die Flotte und die fünf Hauptkriegshäfen wurden immer weiter aufgerüstet und modernisiert. Die Napoléon war 1850 das erste dampfgetriebene Kriegsschiff der Welt, 1858 bauten französische Schiffbauingenieure mit der La Gloire das erste gepanzerte Kriegsschiff der Welt, und 1863 stellte die französische Marine mit der Plongeur das erste U-Boot in Dienst. Auch der 1869 fertigstellte und vor allem mit französischem Kapital erfolgte Bau des Sueskanals diente französischen maritimen Interessen.
Während des Seekriegs im Deutsch-Französischen Krieg (1870/1871) sollte die französische Marine eine Landung in Norddeutschland unternehmen. Sie war der Marine des Norddeutschen Bundes eigentlich weit überlegen. Doch Admiral Fourichon ließ davon angesichts der fehlenden Landunterstützung durch Dänemark ab. Es kam vor Havanna zu einem Gefecht zwischen einem französischen und einem deutschen Kriegsschiff, in welchem beide Schiffe stark beschädigt wurden. Nach der Niederlage im Krieg wurde Frankreich jedoch vom deutschen Reichskanzler Bismarck wieder verstärkt zu kolonialer Expansion in Übersee gedrängt (um den Verlust Elsaß-Lothringens vergessen zu machen und von Revanche in Europa abzulenken), wodurch Frankreich auch wieder mit Großbritannien aneinandergeriet (was von Bismarck ebenfalls beabsichtigt war).

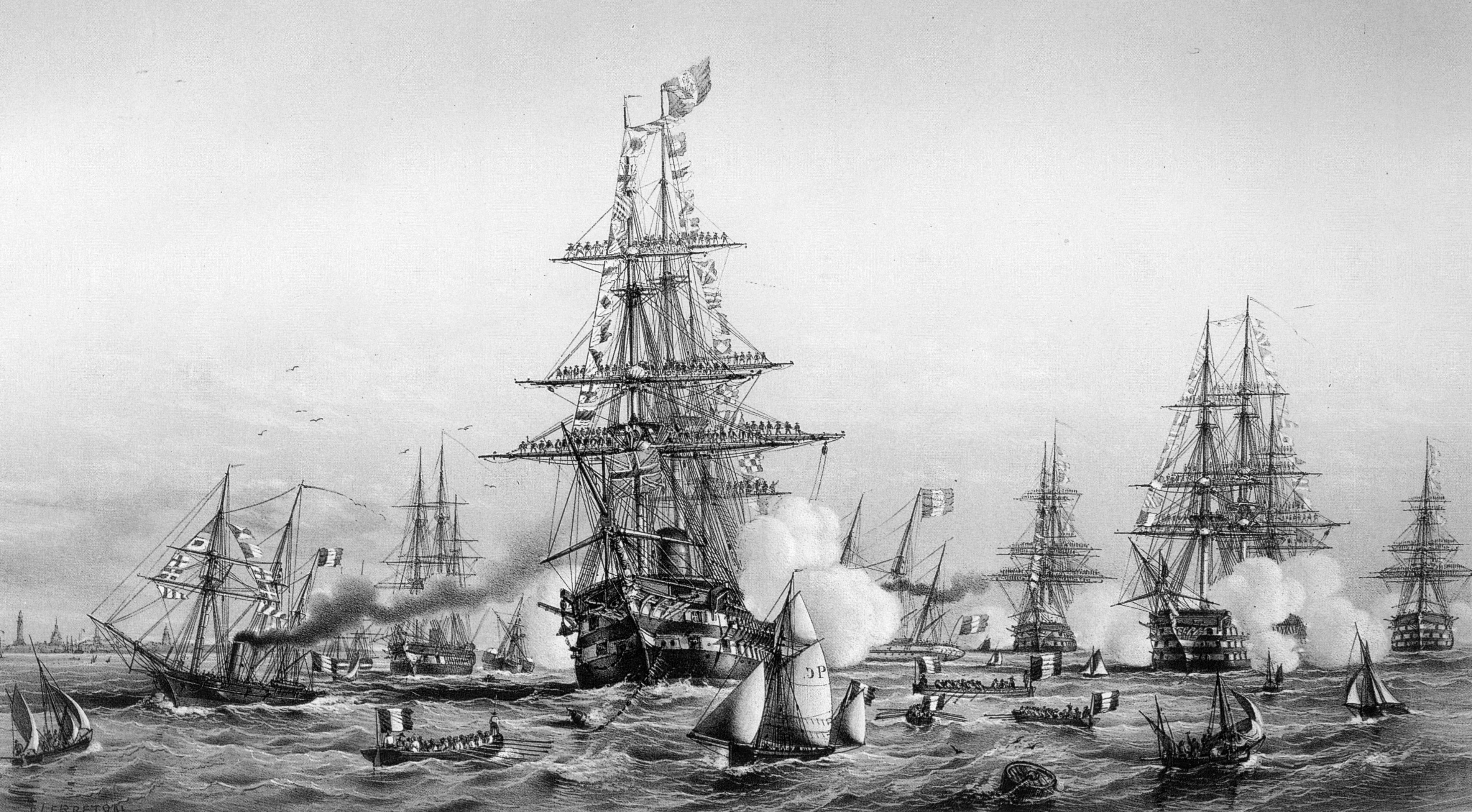
Seit dem Krimkrieg (1854) war Frankreichs Marine der Royal Navy wieder ebenbürtig
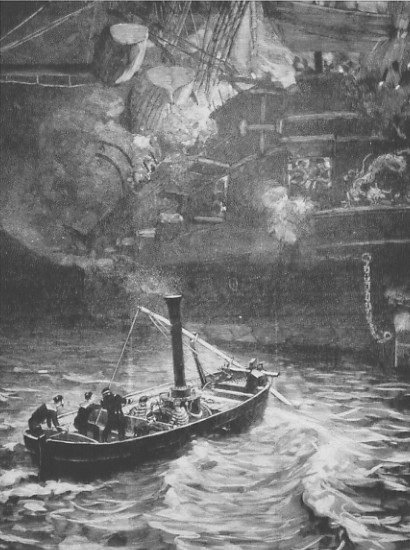
Im Hafen von Fuzhou vernichteten Admiral Courbets Torpedoboote Chinas Flotte (1884)
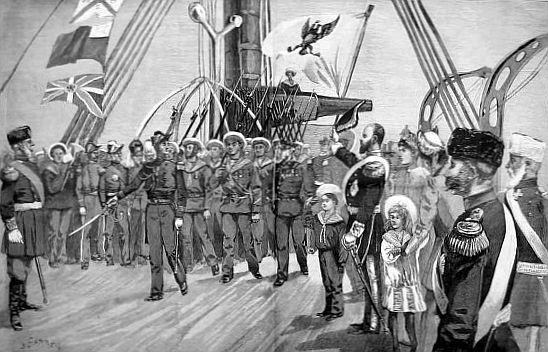
Französischer Flottenbesuch im russischen Kronstadt (1891)

Wegen der zwischenzeitlichen Überlegenheit zumindest an Panzerschiffen und U-Booten war die französische Flotte der Royal Navy bis um 1880 an Gefechtswert und Manövrierfähigkeit etwa ebenbürtig. Danach wurde ihr Ausbau durch ständige Regierungswechsel und neue Marineminister sowie durch strategische Streits mit der Jeune École wieder vernachlässigt. Vor Alexandria hatte 1882 ein britisch-französisches Geschwader zunächst gemeinsam versucht, Druck auf die ägyptische Regierung auszuüben. Als die Briten jedoch den Beschuss Alexandrias vorbereiteten, zogen der französische Premierminister Freycinet und sein Marineminister Jauréguiberry das französische Geschwader zurück. Die Briten nutzten dies zur alleinigen Landung in Ägypten und zur Besetzung des Landes sowie des Sueskanals, Frankreich hatte sich ausmanövrieren lassen.

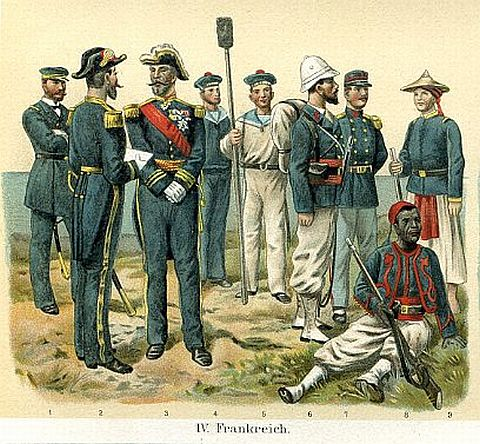
Uniformen der französischen Marine Ende des 19. Jahrhunderts

Gegen Großbritannien und Deutschland verbündete sich Frankreich mit dem ehemaligen Gegner Russland. Nach dem Besuch eines von Admiral Gervais befehligten französischen Marinegeschwaders im russischen Hafen Kronstadt (1891) kam eine Französisch-Russische Militärkonvention zustande (1893). Auf dieses Bündnis vertrauend, war Frankreich in der Faschoda-Krise (1898) zunächst bereit, es auch zur See auf einen erneuten Krieg mit Großbritannien ankommen zu lassen. Sowohl die französische als auch die britische Flotte wurden bereits mobilisiert. Auch in Oman provozierte Frankreich die Briten, indem es 1898 den unter britischem Protektorat stehenden Sultan mit einer Flottendemonstration zwang, Frankreich einen Flottenstützpunkt bauen zu lassen. Eine mächtigere britische Flottendemonstration 1899 zwang den Sultan, das Abkommen mit Frankreich zu widerrufen. Die britische Royal Navy war der französischen Marine zwar wieder klar überlegen, hatte aber ihr Ziel des Two-Power-Standards nicht erreichen können, und zusammen schienen die französische und die russische Marine der Royal Navy zumindest quantitativ annähernd ebenbürtig. Im Falle eines Krieges hatte Admiral Aube, ein Vertreter der Jeune École, die gegen Großbritannien traditionell erfolgreiche Kaperstrategie mit Kreuzern vorgegeben. Angesichts der im Falle eines französisch-britischen Krieges unberechenbaren Haltung Deutschlands zu Lande riet Russland jedoch Frankreich zum Nachgeben. Bereits kurz zuvor hatte 1897 der deutsche Militärhistoriker Maximilian Graf Yorck von Wartenburg von einer natürlichen Herrscherrolle gesprochen, die Frankreich im Mittelmeer spielen könnte, wenn es auf die Revanche gegenüber Deutschland verzichten würde.

## 20. Jahrhundert

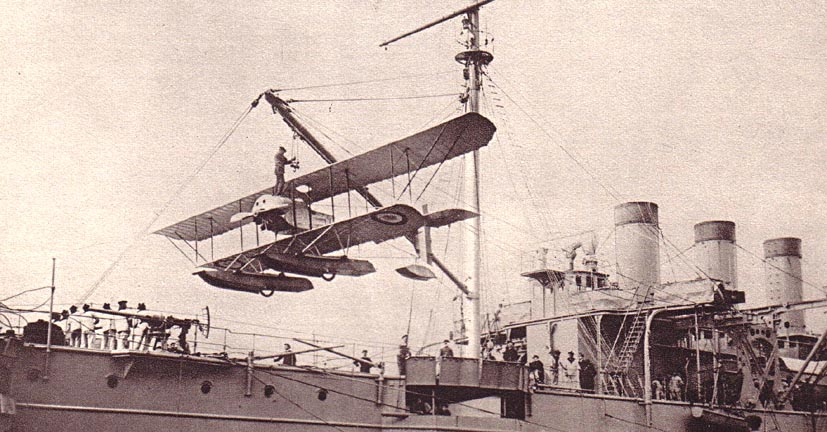
Die Foudre war der Vorgänger der ersten Flugzeugträger (1911)

Gegen Russland wiederum hatten sich Großbritannien und Japan verbündet (1902). Japan besiegte im Russisch-Japanischen Krieg (1904/05) zwei russische Flotten. Nach ihrer Aussöhnung schlossen Frankreich und Großbritannien stattdessen die Entente cordiale (1904), die 1907 nach dem Interessenausgleich zwischen Russland und Großbritannien zur Triple Entente erweitert wurde. Innerhalb dieses gegen den Dreibund gerichteten Militärbündnisses grenzten Frankreich und Großbritannien ihre maritimen Aufgaben und Verpflichtungen 1912 durch eine französisch-britische Marinekonvention neu ab. Für den bevorstehenden großen Krieg verpflichtete sich Großbritannien, den Schutz der französischen Kanalküste und der Atlantikküste zu übernehmen, während Frankreich der Schutz der britischen Interessen und Verbindungslinie im Mittelmeer anvertraut wurde. Zu diesem Zweck verlegte Frankreich den Großteil seines in Brest liegenden Atlantik-Geschwaders ins Mittelmeer, während die Briten den größten Teil ihrer Flotte von Gibraltar und Malta in die Nordsee zurückholten.
Allerdings hatte bereits 1909 ein Korruptionsskandal um Marineminister Alfred Maurice Picard die Schwäche bzw. den Verfall der Kriegsflotte offenbart (Mängel in Ausrüstung und Ausbildung, Missstände beim Material, Manipulationen beim Flottenrüstungsprogramm) und die (erste) Regierung Clemenceau zu Fall gebracht. Noch 1907 galt die französische Flotte als die zweitstärkste der Welt. Ab 1912 war sie jedoch hinter die US Navy (die im Spanisch-Amerikanischen Krieg 1898 zwei spanische Flotten versenkt hatte) und die kaiserlich-deutsche Marine zurückgefallen – gemessen an der Gesamttonnage und der Zahl an gepanzerten Großkampfschiffen bzw. Schlachtschiffen mit großer Feuerkraft. Dem leichten Übergewicht an Großkampfschiffen und großen Kreuzern (Linienschiffkreuzer) auf deutscher bzw. US-amerikanischer Seite stand jedoch eine (dem Kreuzerkrieg-Konzept der Jeune Ecole entsprechende) größere Anzahl kleinerer schneller Kreuzer, Torpedoboote bzw. U-Boote auf französischer Seite gegenüber; die französische U-Boot-Flotte war sogar ebenso stark wie die britische. Zudem verfügte Frankreich bereits über Marineflieger und das erste (und damals einzige) Flugzeugmutterschiff, während die kaiserlich-deutsche Marine bei Kriegsbeginn durch Personalmangel nur bedingt einsatzbereit war.

### Erster Weltkrieg
Am 16. August 1914, kurz nach Beginn des Ersten Weltkriegs, kam es zu einem Gefecht zwischen österreichischen und französisch-britischen Kriegsschiffen vor der Adriaküste der Stadt Bar (Montenegro). Am 22. September 1914 zerstörten deutsche Kreuzer den französischen Hafen Papeete (Tahiti) in der Südsee. Im selben Jahr versenkte die deutsche Marine einen französisch-russischen Geleitzug vor Penang in der Straße von Malakka. Die deutsche Mittelmeerdivision beschoss den französischen Hafen Bône (Algerien) am 4. August 1914, stellte sich der französischen Mittelmeerflotte aber nicht. Auch 1915 war die französische Mittelmeerflotte vor Durrës (it. Durazzo, Albanien) zunächst noch siegreich gegen die Österreichische Marine, doch versenkte am 27. April 1915 ein österreich-ungarisches U-Boot den Panzerkreuzer Léon Gambetta, und beim britisch-französischen Angriff auf die Dardanellen lief das Schlachtschiff Bouvet vor Gallipoli am 18. März 1915 auf türkische Minen und sank. Ihr Schwesterschiff, die Suffren, entkam beschädigt den türkischen Minen und dem türkischen Beschuss; sie wurde 1916 vor Lissabon durch das deutsche U-Boot U 52 versenkt. Ebenfalls in portugiesischen Gewässern, auf der Reede von Funchal (Madeira), wurde das französische Kanonenboot Surprise vom deutschen U-Boot U 38 überrascht und beschädigt (3. Dezember 1916), und im Mittelmeer gingen im Kampf mit der österreich-ungarischen und deutschen Flotte an der Otranto-Sperre weitere französische Schiffe verloren (1917). Verglichen mit denen des französischen Landheeres oder denen der Royal Navy waren die Verluste der französischen Marine insgesamt aber gering: sie verlor während des Krieges insgesamt vier Linienschiffe, einen Panzerkreuzer, 15 Torpedoboote, 13 U-Boote und 9 Hilfskreuzer. Ihre Hauptaufgabe, die Sicherung des überlebenswichtigen Truppennachschubs von den Kolonien in Nord- und Westafrika nach Frankreich, erfüllte sie ungehindert. Gegen die unmittelbar im Anschluss an den Weltkrieg unternommene alliierte Intervention im Russischen Bürgerkrieg kam es auf einigen der ins Schwarze Meer entsandten Kriegsschiffe der französischen Mittelmeerflotte zur Meuterei (1919). Der sich auf weitere Teile der Mittelmeerflotte ausbreitende Aufstand kriegsmüder Matrosen zwang die (zweite) Regierung Clemenceau zum Rückzug aus Sowjetrussland.

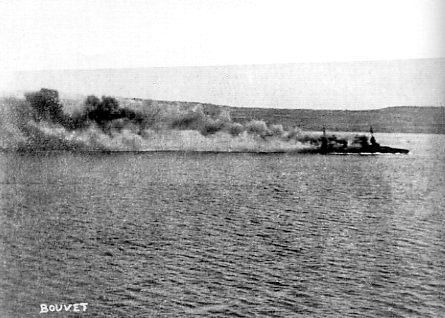
Während der Schlacht von Gallipoli lief die Bouvet auf türkische Minen und sank (1915)
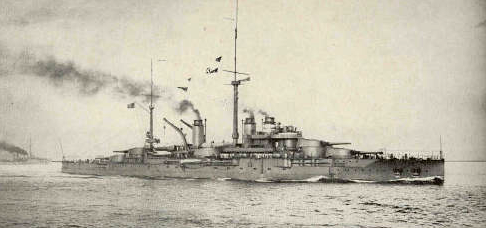
Gegen die Intervention in Sowjetrussland meuterte die Besatzung der Jean Bart (1919)
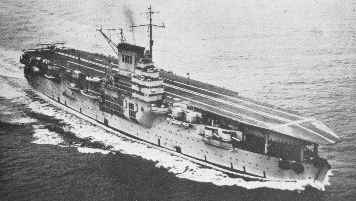
Die Béarn war zwischen den beiden Weltkriegen Frankreichs erster und einziger Flugzeugträger

Der Erste Weltkrieg hatte eine grundsätzliche Veränderung in der Rangfolge der Seemächte zur Folge. Mit einem umfangreichen und kostspieligen Flottenprogramm hatte die United States Navy während des Krieges mit der Royal Navy gleichgezogen; nach der Ausschaltung Deutschlands und der Selbstversenkung der Kaiserlichen Hochseeflotte in Scapa Flow war die französische Marine wieder zur drittstärksten Flotte der Welt geworden. Frankreich konnte sich aber angesichts der hohen Kriegsanleihen in den USA keine kostspielige große Flotte mehr leisten. Auch die einst mit französischer Hilfe aufgebaute Kaiserlich Japanische Marine zog an Frankreich vorbei und hatte mit umfangreichen Rüstungen die französische Marine zunächst wieder auf den vierten Platz verdrängt. Die neuen Kräfteverhältnisse spiegelten sich in den Flottenkonferenzen von 1922 und 1930 wider. Unter anglo-amerikanischem Druck mussten Japan, Frankreich und Italien Rüstungs- und Modernisierungsprogramme abbrechen bzw. aufgeben und bei Großkampfschiffen einem Tonnage-Verhältnis von 5:5:3:1,75:1,75 der US Navy (525.000 t) zur Royal Navy (525.000 t), Japanischen Marine (315.000 t), Französischen Marine (175.000 t) und Italienischen Marine (175.000 t) zustimmen. Damit war Frankreich nicht nur eine Obergrenze gesetzt, sondern auch Italien eine Gleichrangigkeit mit der französischen Marine gestattet worden. Diese Obergrenze bezog sich jedoch nur auf die Tonnage von Großkampfschiffen (mehr als 10.000 t), so dass unmittelbar im Anschluss an den Washingtoner Flottenvertrag von 1922 ein Flottenwettrüsten aller Seemächte im Kreuzerbau (bis 10.000 t) begann. Der Versuch der Genfer Flottenkonferenz von 1927, auch Obergrenzen für Kreuzer zu schaffen, scheiterte am Widerstand Frankreichs und Italiens, die an der Londoner Konferenz von 1930 dann überhaupt nicht mehr teilnahmen. Frankreich wollte und konnte die von Italien auch weiterhin geforderte Gleichrangigkeit der italienischen Marine mit der französischen Marine nicht mehr hinnehmen, geschweige denn ein italienisches Übergewicht. Daran scheiterten 1931 auch französisch-italienische Verhandlungen über ein bilaterales Flottenabkommen.

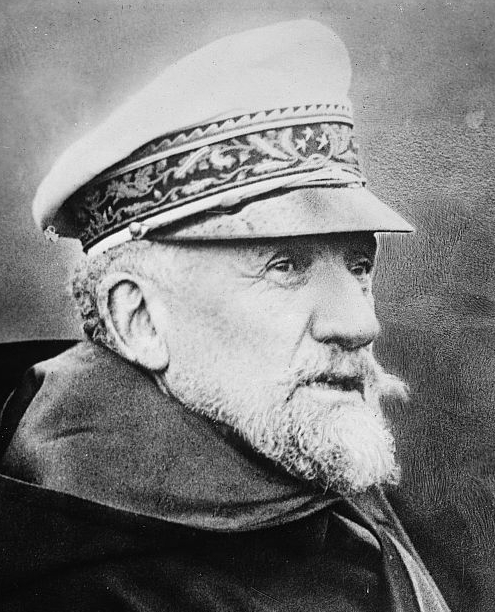
Admiral Lapeyrère führte die französische Mittelmeerflotte während des Ersten Weltkriegs
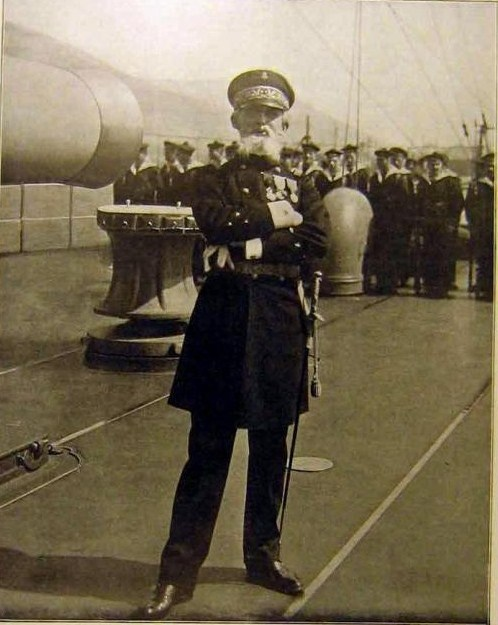
Admiral Guépratte scheiterte an der Seite der Royal Navy beim Angriff auf Gallipoli
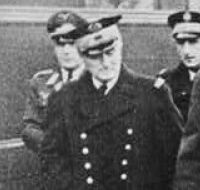
Eigens für François Darlan wurde der Rang eines Flottenadmirals geschaffen (1939)

Aufgrund bestimmter Ausnahme- bzw. Aufschubregelungen verfügte die französische Marine um 1930 mit 175 größeren Kriegsschiffen noch über einen leichten Vorsprung gegenüber der italienischen Marine (150 größere Kriegsschiffe), und so baute Frankreich zwischen den beiden Weltkriegen mit der Béarn nur einen „echten“ Flugzeugträger – vom Flugzeugmutterschiff Commandant Teste abgesehen. Das Flottenabkommen sollte nur bis 1936 gelten, 1937 startete Frankreich ein neues Flottenrüstungsprogramm, doch rüstete Italien stärker als Frankreich auf und verfügte bei Kriegsbeginn über 240 größere Kriegsschiffe. Mit 296 Kriegsschiffen war die französische Marine bei Kriegsbeginn die viertstärkste Kriegsflotte weltweit. Auch der Kriegsmarine Nazideutschlands war in einem separaten Deutsch-Britischen Flottenabkommen (1935) Gleichrangigkeit mit der französischen und italienischen Marine zugestanden worden, doch bei Kriegsbeginn hatte die deutsche Kriegsmarine diese Gleichrangigkeit noch nicht erreicht und dank der kampfstarken Kriegsschiffe der modernen Richelieu-Klasse (Richelieu und eine neue Jean Bart) bzw. der Dunkerque-Klasse (Dunkerque und Strasbourg) sollte die französische Marine der italienischen und deutschen zunächst überlegen bleiben. In größerem Rahmen kam die französische Marine, u. a. die Commandant Teste, nur von 1937 bis 1938 im Spanischen Bürgerkrieg zum Einsatz, als sie im Rahmen einer fragwürdigen „Nichteinmischungspolitik“ die Küste Galiciens blockierte. Zum Ende des Bürgerkriegs flüchtete die republikanische spanische Flotte (der Großteil der vormaligen spanischen Flotte) 1939 nach Frankreich und wurde dort teilweise interniert, teilweise in die französische Marine integriert.

### Zweiter Weltkrieg
Bei Kriegsbeginn verfügte die französische Marine über die weltgrößte U-Boot-Flotte, hatte seine U-Boote aber fast ausnahmslos den Briten zur Verfügung gestellt. Alle übrigen in Lorient, Brest, Bordeaux und Saint-Nazaire liegenden französischen Kriegsschiffe der Atlantikflotte rückten nach Dakar und Casablanca bzw. ins Mittelmeer ab. Anders als im Ersten Weltkrieg war Frankreich nicht mehr für die Sicherung des gesamten Mittelmeers verantwortlich, sondern nur noch für dessen westlichen Sektor (die Gewässer zwischen der Westküste Italiens und Gibraltar), während die britische Flotte den östlichen Sektor (zwischen Malta und dem Sueskanal) sichern sollte. Zu Beginn der Kämpfe 1940 war der Großteil der italienischen Marine im Mittelmeer stationiert. Dort hatte sie gegenüber der französischen Mittelmeerflotte ein leichtes Übergewicht an Kreuzern und ein großes Übergewicht an Zerstörern, Torpedobooten und U-Booten. Dennoch und ungeachtet der Niederlagen der französischen Armee zu Lande beschoss die französische Marine im Juni 1940 das italienische Marinearsenal im Hafen Genua („Operation Vado“).

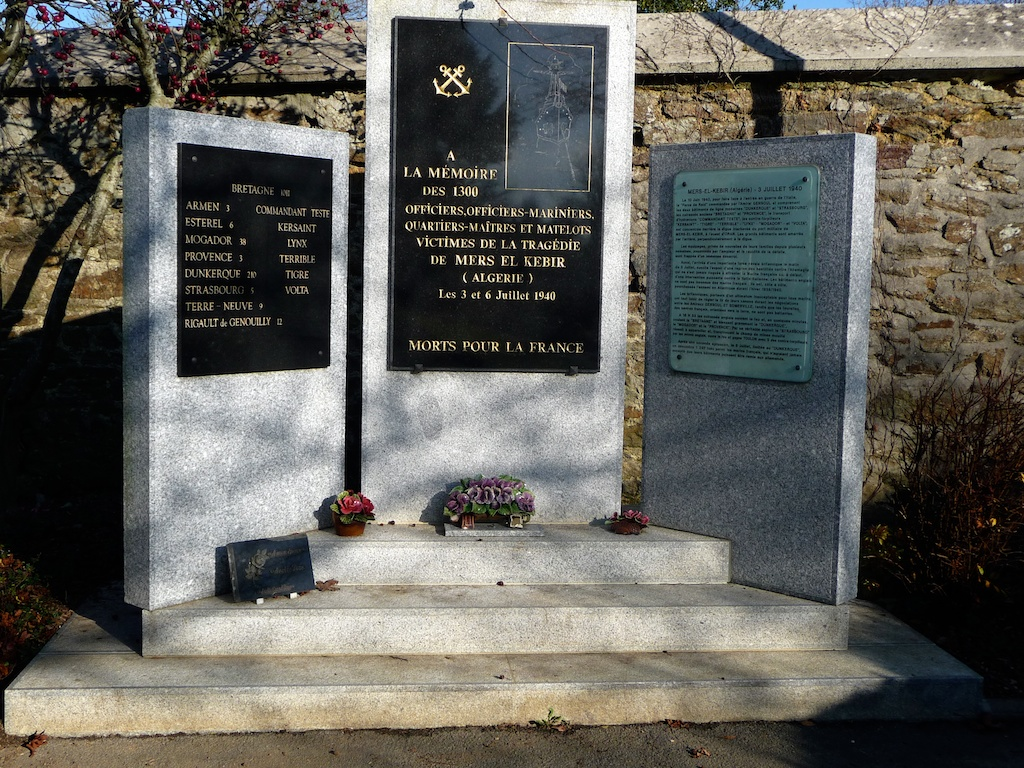
Gedenktafel für die gefallenen französischen Matrosen in Mers-el-Kébir

Gösch der freifranzösischen Marine

Gemäß dem deutsch-französischen Waffenstillstandsabkommen von 1940 durfte die französische Marine in den unbesetzten Teil Frankreichs (Vichy-Frankreich) zurückgezogen werden und sollte dort mit halben Besatzungen vor Anker liegen bleiben. Obwohl das Abkommen ausdrücklich vorsah, die Flotte nicht an Deutschland oder Italien auszuliefern und auch ihr Oberkommandierender, Admiral Darlan, den britischen Verbündeten geschworen hatte, dies niemals zuzulassen, sahen die britische Regierung (Kriegsregierung Churchill) und die britische Admiralität (Board of Admiralty) in einer intakten französischen Flotte noch immer eine größere Gefahr als in der deutschen oder der italienischen.
So wie Nelson einst (1801) die dänische Flotte zerstört bzw. nach Britannien überführt hatte, um zu verhindern, dass sie Napoleon in die Hände fallen und für eine Invasion Britanniens missbraucht werden könnte, so beabsichtigte auch Churchill, die französische Flotte zu erbeuten oder zu versenken, um sicherzustellen, dass sie nicht von Nazideutschland für eine Invasion oder zum Angriff auf britische Nachschubrouten im Nordatlantik genutzt werden könne. Zusammengerechnet hatten deutsche und französische Kriegsschiffe 1940 im Atlantik ein leichtes Übergewicht gegenüber britischen Schiffen. Doch der Großteil der französischen Marine lag im Mittelmeer und nur im östlichen Mittelmeer, in Alexandria, gelang es den Briten, ein kleines französisches Geschwader  (darunter den schweren Kreuzer Suffren) kampflos zu übernehmen – etwa ein Zehntel der französischen Flotte. Diese Schiffe schlossen sich Vizeadmiral Émile Muselier, der als erster Admiral zu de Gaulle übergelaufen war, an und bildeten fortan den Kern der freifranzösischen Flotte. Der Großteil der Vichy-Flotte lag in der Flottenbasis Mers-el-Kébir (bei Oran); er lehnte das britische Auslieferungsultimatum ab.
Beim britischen Überfall auf die französische Flotte (Operation Catapult) wurde etwa die Hälfte der in Mers-el-Kébir ankernden Schiffe zerstört oder erbeutet, der Rest (u. a. das Flaggschiff Strasbourg) konnte sich nach Toulon durchschlagen, wohin sich auch die zuvor in Oran und Algier stationierten Kriegsschiffe zurückzogen. Im Rahmen der gleichzeitigen Operation Grasp wurden alle in englischen Häfen ankernden französischen Kriegsschiffe erbeutet, darunter die Surcouf, das damals größte U-Boot der Welt. Die meisten dieser Schiffe wurden später den Freien Franzosen übergeben. Ein britisch-freifranzösischer Angriff auf das Geschwader in Dakar (Gefecht von Dakar) im September 1940 wurde vor allem von der Richelieu abgewehrt, die Vichy-Flotte blieb siegreich.
Von Japan aufgestachelt, griff auf der anderen Seite der Welt Thailand Französisch-Indochina an (1940). Im Französisch-Thailändischen Krieg konnte das französische Indochina-Geschwader noch einmal seine Überlegenheit ausspielen und vernichtete in der Seeschlacht vor Koh Chang (17. Januar 1941) eine thailändische Flotte. Zu Lande jedoch erzwangen die Japaner einen für Frankreich nachteiligen Frieden, der Thailand Gebietsgewinne brachte. Vor der syrischen Küste beschossen zu de Gaulle übergelaufene freifranzösische Kriegsschiffe einen deutschen Truppentransporter (1941). Im Dezember 1941 gelang der freifranzösischen Marine die Besetzung von Saint-Pierre und Miquelon, was allerdings zum Zerwürfnis zwischen Admiral Muselier und de Gaulle führte.

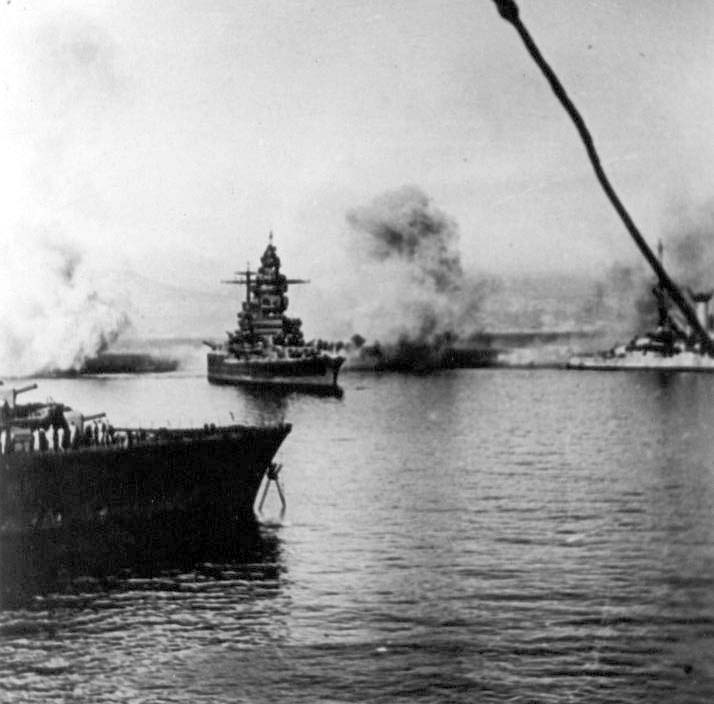
Die Strasbourg konnte 1940 dem britischen Angriff auf Mers-el-Kebir entkommen
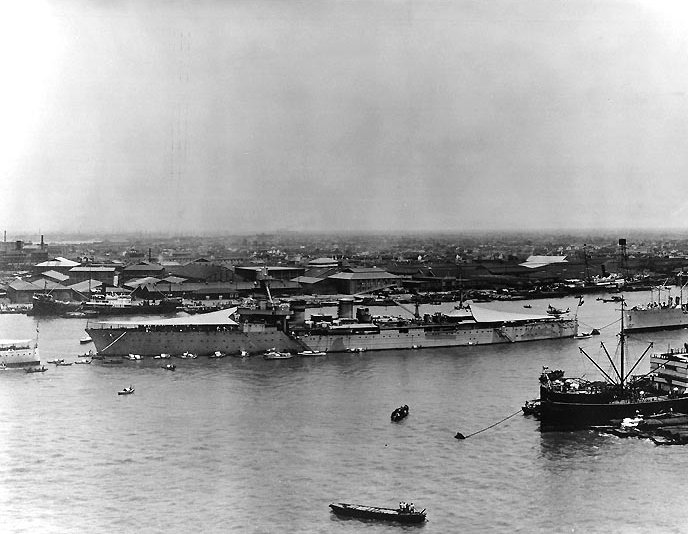
Die gegen Thailand 1941 erfolgreiche Lamotte-Piquet wurde 1945 von US-Bombern versenkt
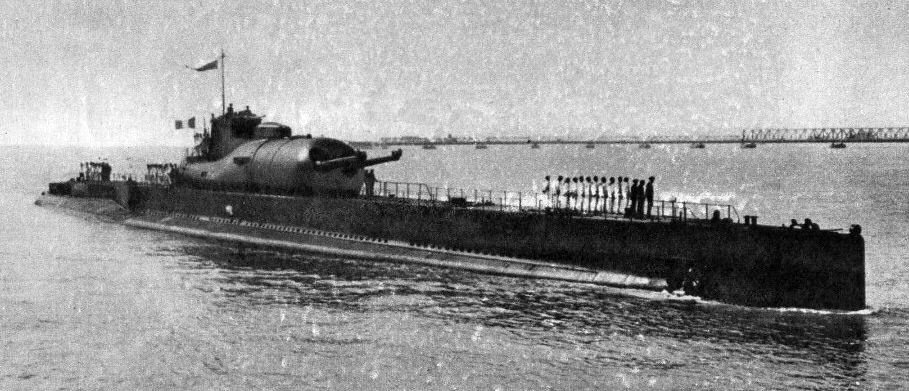
Das Flugzeuge tragende U-Boot Surcouf wurde 1942 von einem US-Frachter gerammt

Nachdem in Nordostafrika die Briten bei der zweiten Schlacht von El Alamein die deutsch-italienische Panzerarmee Afrika geschlagen hatten (November 1942), begannen die USA mit der Besetzung der nur von schwachen Kolonialtruppen verteidigten französischen Besitzungen in Nordafrika. Im Hafen von Casablanca leistete die seit ihrer Flucht aus der Werft von St. Nazaire (1940) noch immer nicht fertiggebaute Jean Bart erbitterten Widerstand gegen die „Operation Torch“, einige französische Kreuzer, Zerstörer und U-Boote gingen zum Gegenangriff über. Erst als die Jean Bart im Hafen versenkt war und die US-Amerikaner Casablanca von Land her eingeschlossen hatten, kapitulierten die Stadt und die letzten französischen Kriegsschiffe.
Als Reaktion auf die alliierte Eroberung Französisch-Nordafrikas besetzten deutsche Truppen auch die bisher unbesetzte Zone Frankreichs und Tunesien (Unternehmen Anton). Daraufhin bildete Darlan mit dem Argument, Frankreichs Staatschef Pétain sei unter der deutschen Besetzung nicht mehr handlungsfähig, unter dem Schutz der Westalliierten eine Gegenregierung in Algier. Angesichts des deutschen Versuchs, sich der französischen Flotte in Toulon zu bemächtigen (um sie daran zu hindern, zu Darlan nach Algier zu flüchten), gab Admiral de Laborde Ende November 1942 den Befehl zur Selbstversenkung der Vichy-Flotte im Hafen von Toulon. Etwa 80 größere und kleinere Kriegsschiffe, mehr als ein Viertel der gesamten französischen Marine, darunter auch die Commandant Teste sowie die einst aus Mers el-Kebir entkommenen Schlachtschiffe Strasbourg und Dunkerque, sanken. Nur vier französische U-Boote konnten nach Algier entkommen. Für den Befehl, die Flotte lieber zu versenken als nach Algier zu beordern, wurde Darlan von de Gaulle heftig kritisiert und am 24. Dezember 1942 von einem Attentäter ermordet. Laborde wurde wegen Kollaboration zum Tode verurteilt (später begnadigt). Italienische Besatzungstruppen hoben 1943 einige der versenkten Schiffe, machten sie wieder flott und gliederten sie in die italienische Marine ein (u. a. die Commandant Teste).

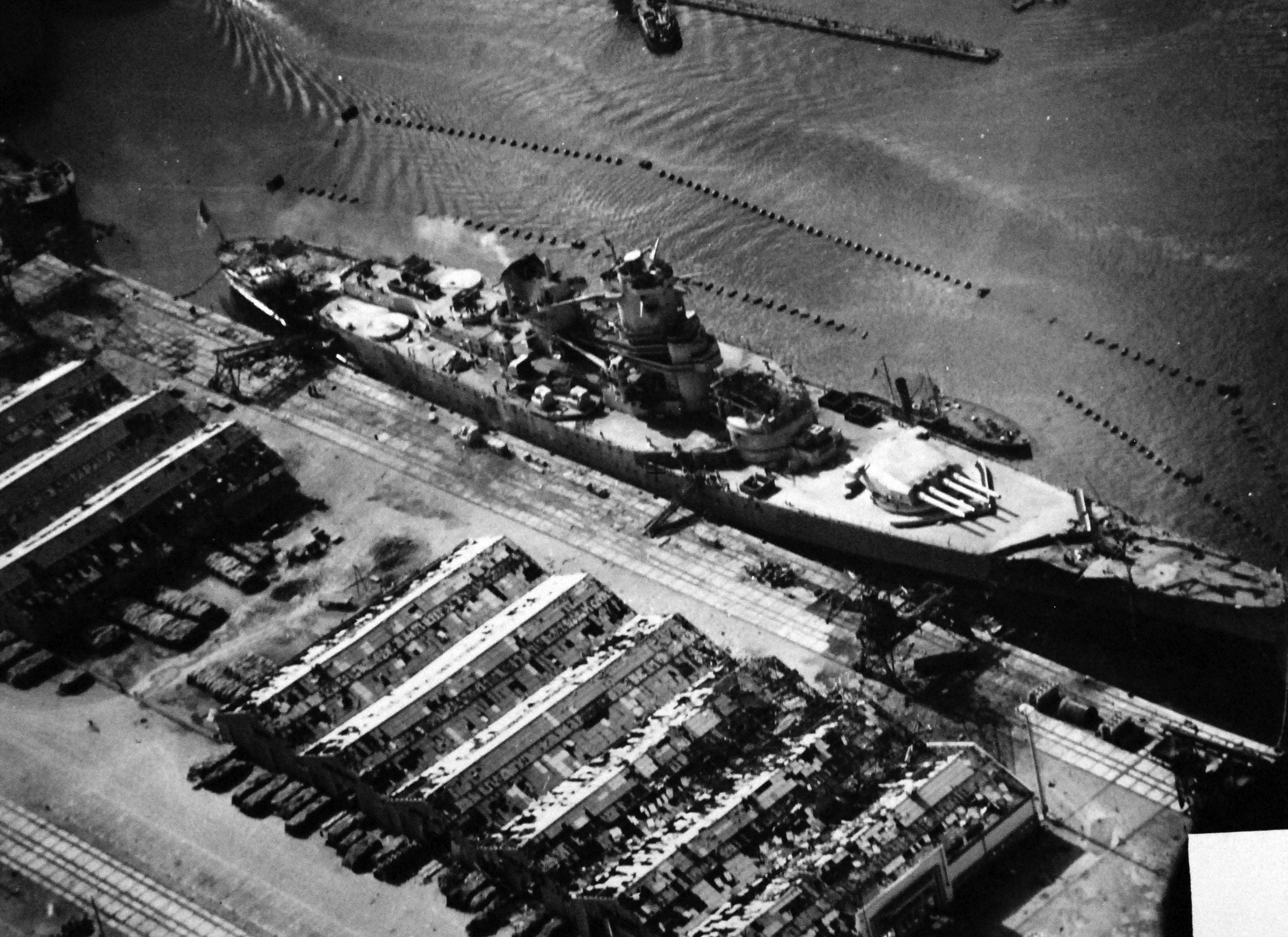
Vor Casablanca leistete die unfertige Jean Bart der US-Navy heftigen Widerstand (1942)
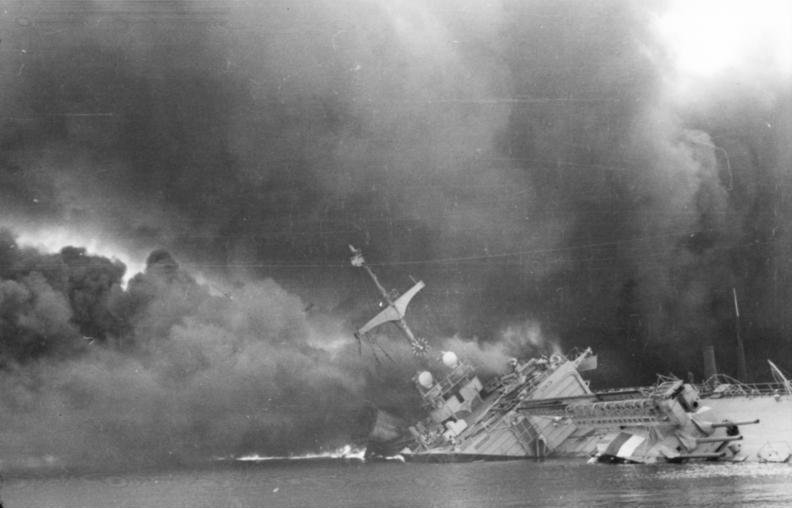
Auch von der Selbst-Versenkung in Toulon (1942) erholte sich Frankreichs Marine
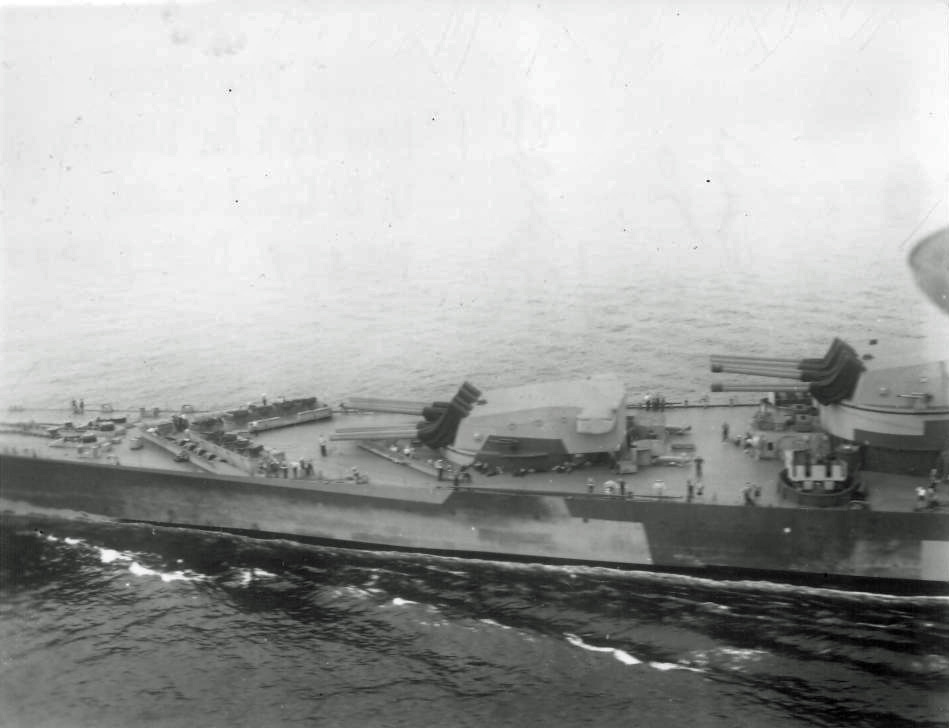
Der vor Dakar erbeutete Stolz der Marine, die Richelieu, wurde in den USA repariert (1943)

Mit der Kapitulation Italiens und der anschließenden Besetzung Italiens durch deutsche Truppen (September 1943) musste die italienische Flotte jedoch an die Alliierten ausgeliefert werden, die gehobenen französischen Kriegsschiffe gelangten so wieder in französische Hände. Einige französische Kriegsschiffe nahmen sogar 1944 an der Landung in der Normandie teil, die Richelieu kämpfte noch bis 1945 im Indischen Ozean und im Pazifik gegen Japan.

### Kalter Krieg und jüngste Vergangenheit
Nach dem Zweiten Weltkrieg erhielt die Französische Marine die von den Alliierten und von den Achsenmächten erbeuteten Kriegsschiffe zurück, gleichzeitig wurde allerdings das Marineministerium aufgelöst (1947). Die Jean Bart wurde gehoben und ebenso wie die de Grasse fertiggestellt. Bearn, de Grasse und Richelieu waren danach im Indochinakrieg (1946–1954) im Einsatz, Bearn und Jean Bart noch beim Angriff auf den Sueskanal (1956). Für den Indochinakrieg hatte Frankreich von der Royal Navy den Flugzeugträger Colossus gekauft (und in Arromanches umbenannt) und drei weitere Flugzeugträger von der US Navy geliehen: die Biter (umbenannt in Dixmude), die Langley (umbenannt in La Fayette) und die Belleau Wood (umbenannt in Bois Belleau). Alle diese Flugzeugträger kamen sowohl am Sueskanal als auch noch im Algerienkrieg (1954–1962) zum Einsatz. Während der Sueskrise bestand ihre Aufgabe u. a. darin, Israel vor ägyptischen Luftangriffen abzuschirmen.

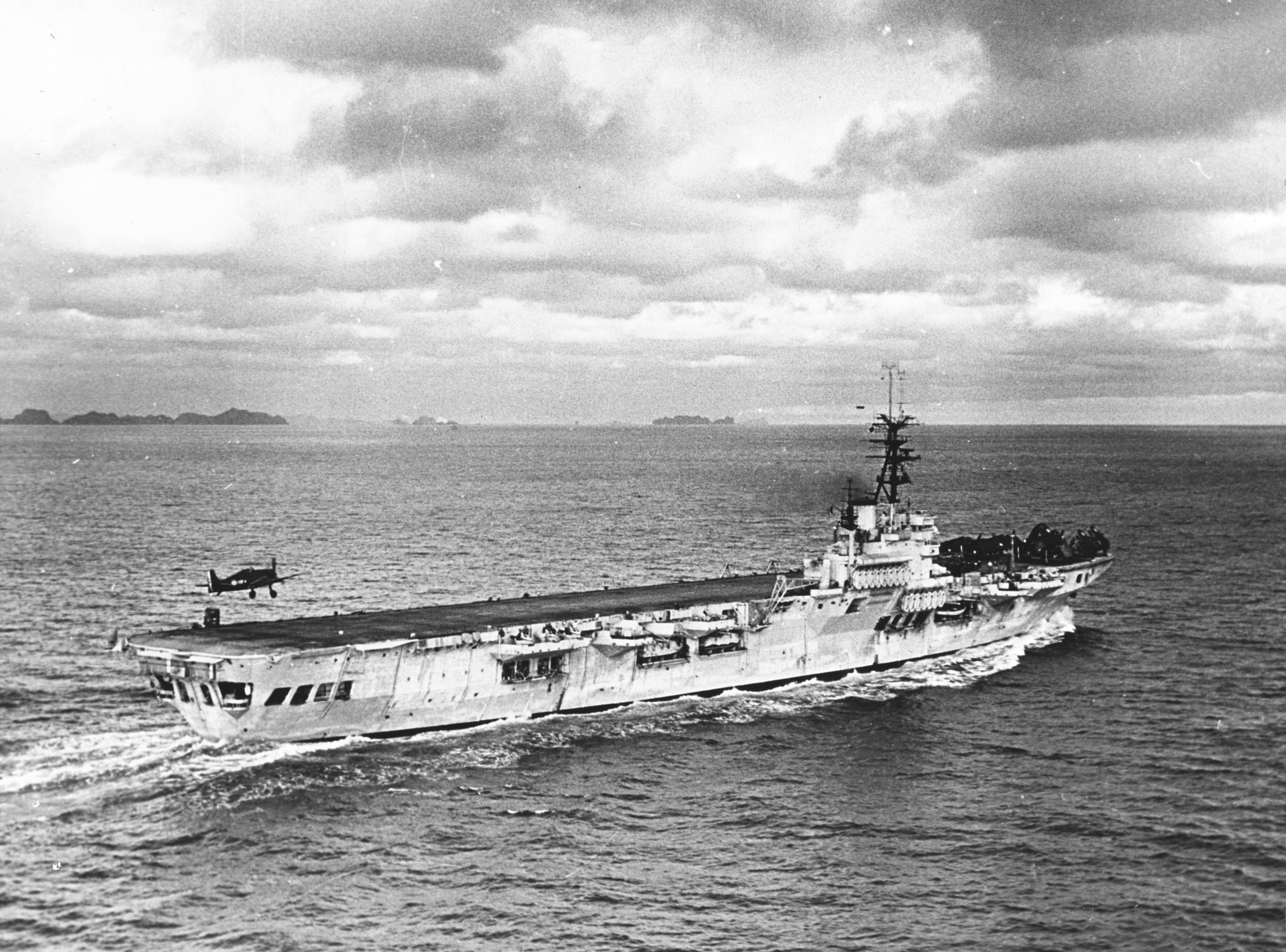
Der von Briten erworbene Flugzeugträger Arromanches im Kampf um Indochina (1953)
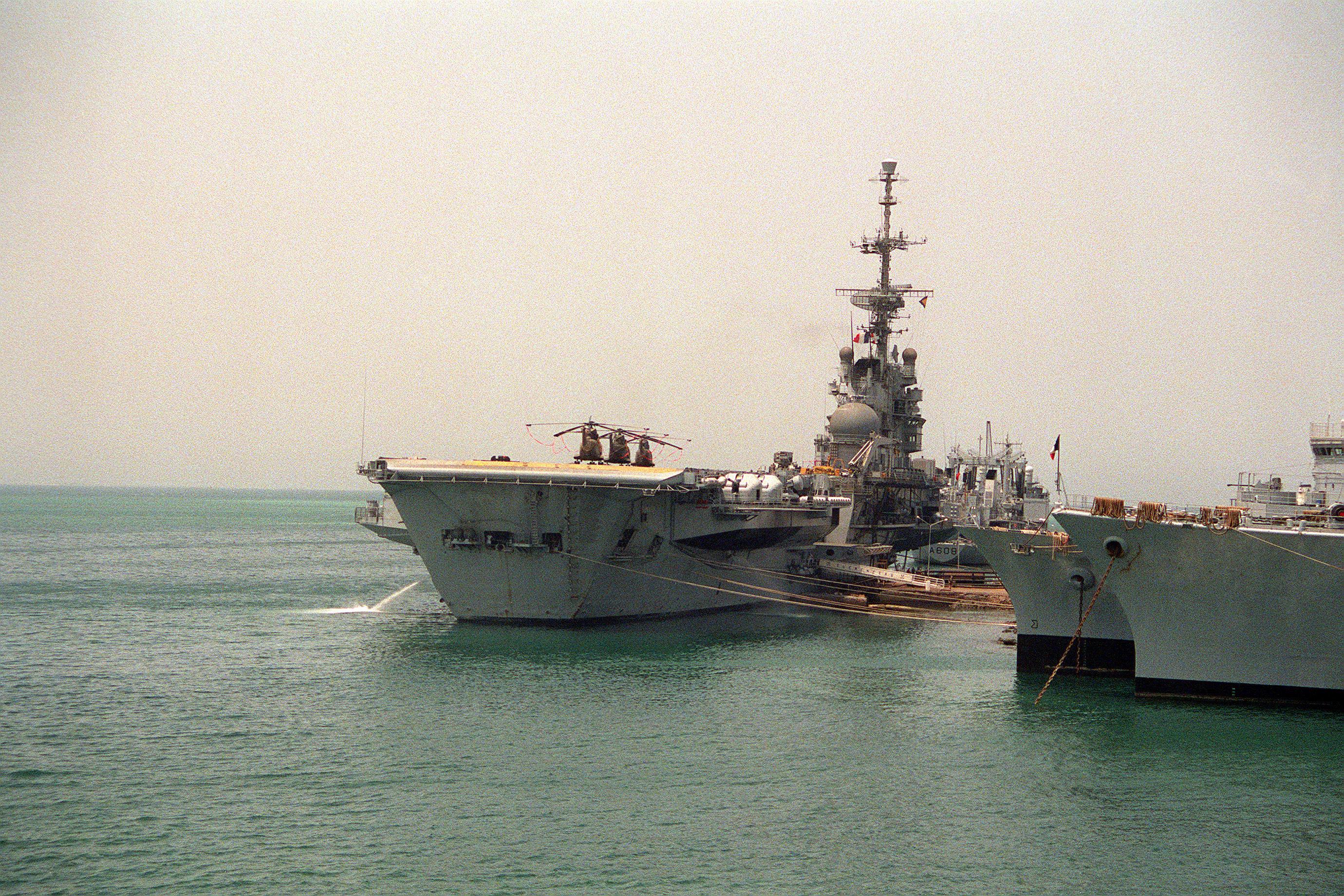
Der in Brest gebaute Flugzeugträger Clemenceau kämpfte noch 1990 gegen Irak
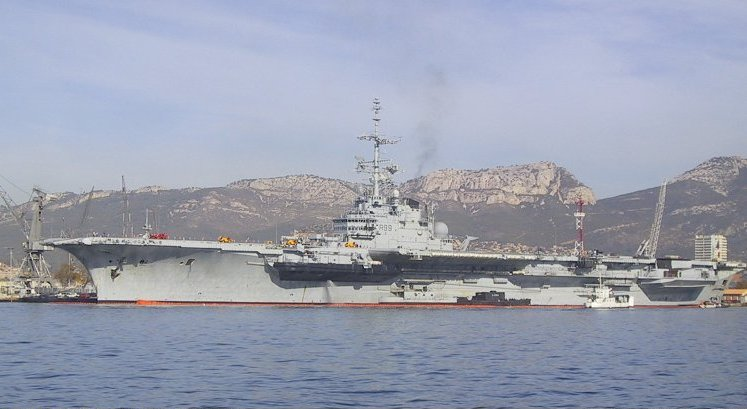
Mit der Foch verfügte Frankreich von 1963 bis 1997 über zwei eigene Flugzeugträger

So aufgerüstet und angesichts der durch die Niederlage im Weltkrieg erzwungenen Abrüstung bzw. Vernichtung der deutschen, italienischen und japanischen Flotten rückte Frankreich zunächst wieder zur drittstärksten Seemacht der Welt auf (nach der US Navy und der Royal Navy). 1961 und 1963 nahm Frankreich mit der Clemenceau und der Foch wieder zwei selbstgebaute Flugzeugträger in Dienst. Mit der gleichzeitigen Außerdienststellung der erworbenen und geliehenen britischen und US-amerikanischen Flugzeugträger hatte Frankreich danach nur noch zwei Flugzeugträger zur Verfügung, die Clemenceau in Brest für die Atlantikflotte und die Foch in Toulon für die Mittelmeerflotte. Der Bau eines dritten Flugzeugträgers, der Verdun, wurde verworfen. Spätestens gegen Ende der 1960er Jahre hatte die Sowjetische Marine durch umfangreiche Rüstungsprogramme die französische Marine an Schiffszahl und Kampfstärke überholt. In der Endphase des Kalten Krieges war Frankreich mit einer kleinen Zahl sehr hochwertiger Kriegsschiffe ausgerüstet sowie einer großen Flotte von mittlerem Kampfwert. So waren die Flugzeugträger insofern denen der meisten Verbündeten überlegen, als dass sie von herkömmlichen Trägerflugzeugen genutzt werden konnten. Die Verbündeten waren auf Senkrechtstarter und Hubschrauber beschränkt. Die weniger kampfstarken Überwassereinheiten sollten insbesondere die ausgedehnte Ausschließliche Wirtschaftszone Frankreichs überwachen und schützen.
Mit dem Zerfall der Sowjetunion zerfiel auch die Sowjetische Marine. Die französische Marine hat seit der Ausmusterung der Clemenceau und dem Verkauf der Foch an Brasilien (2000) nur noch einen Flugzeugträger, die Charles de Gaulle, in Dienst. Zudem wurden die Kommandostrukturen verkleinert. Die aufgelegten Modernisierungsprogramme liefen mehrheitlich weiter, wurden aber über längere Zeiträume gestreckt. 2005, 2007 und 2012 stellte Frankreich je einen Hubschrauberträger der Mistral-Klasse in Dienst.

## Zeittafel

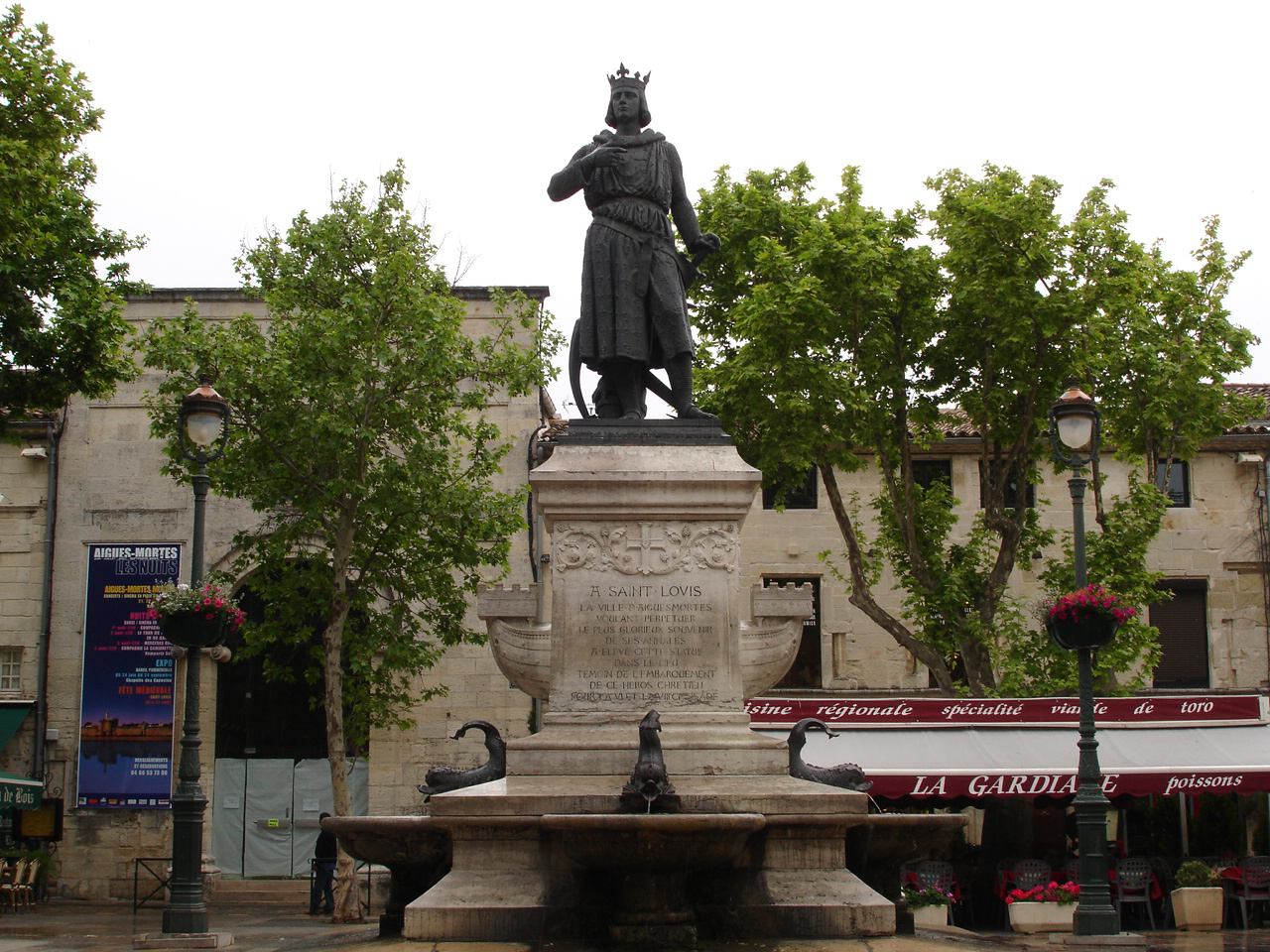
Statue Ludwigs IX. in dem von ihm 1248 angelegten ehemaligen Mittelmeer-Hafen Aigues-Mortes
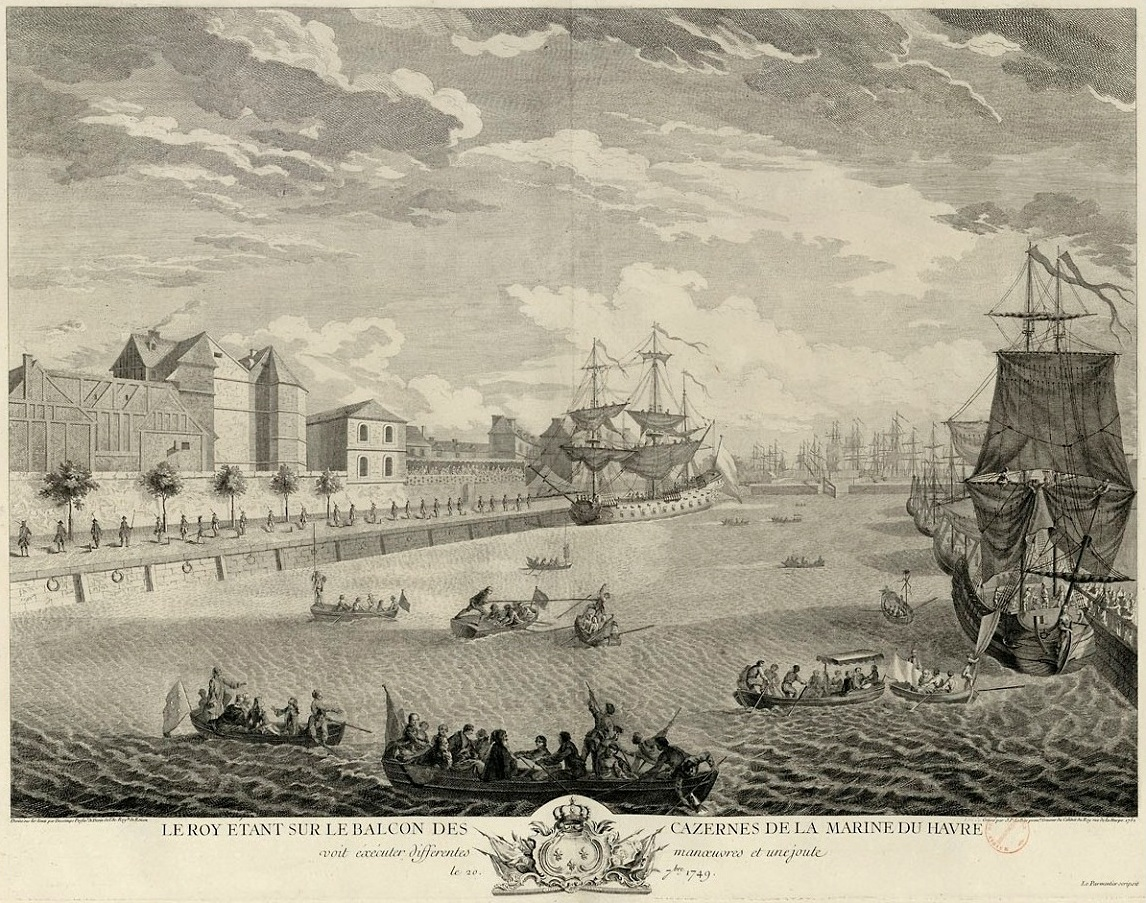
1517 ließ Franz I. am Atlantik Le Havre anlegen (Darstellung des Besuchs Ludwigs XV. 1747)
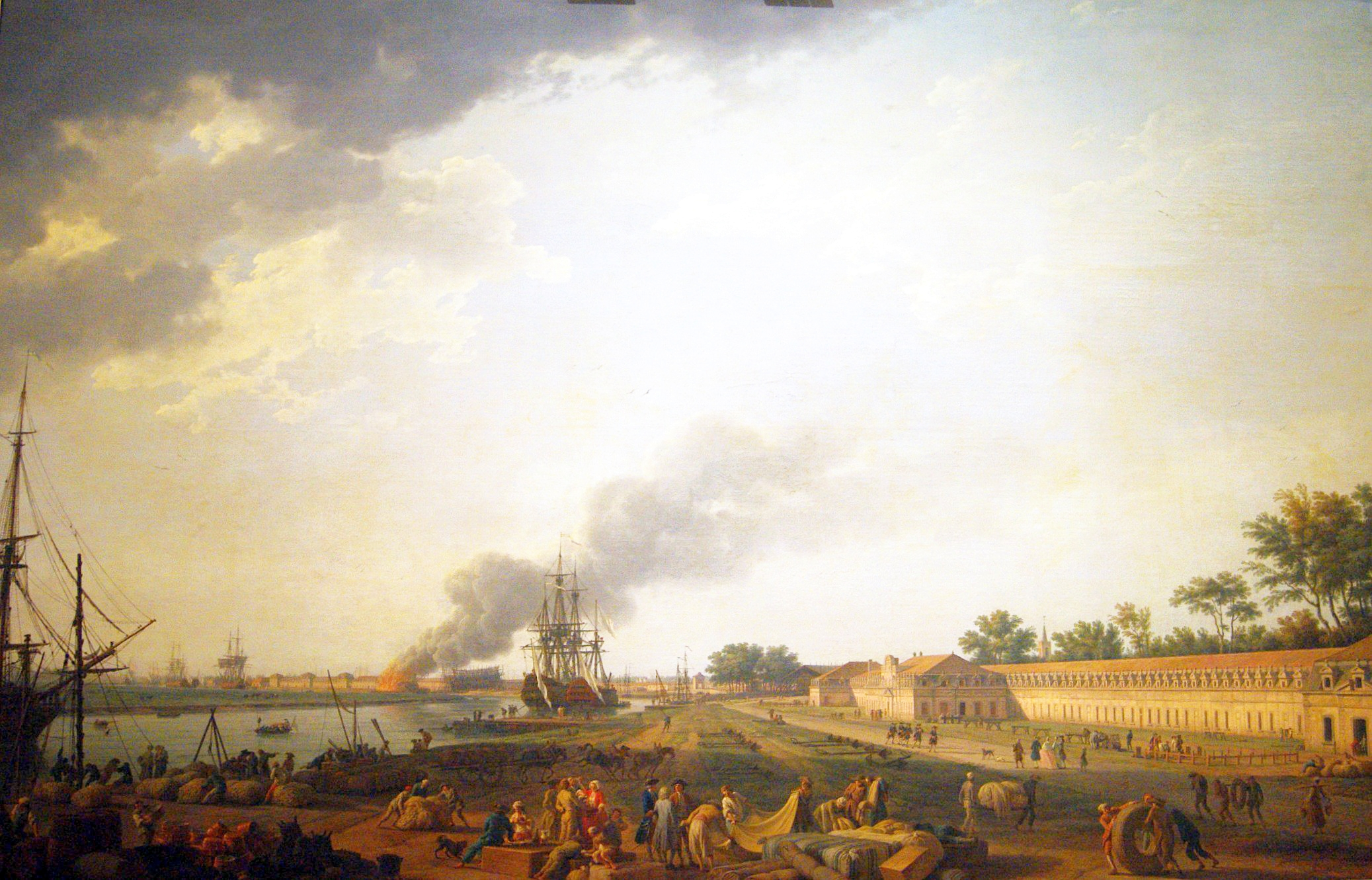
1666 ließ Colbert den Atlantik-Hafen Rochefort anlegen (Darstellung aus dem 18. Jahrhundert)

### Mittelalter
- 1066: Normannische Eroberung Englands
- 1216: zunächst erfolgreiche französische Landung in England, dann aber
- 1217: französische Niederlage in der Schlacht von Sandwich
- 1248: Ludwig IX. lässt den Mittelmeerhafen Aigues-Mortes errichten, der Ausgangspunkt des Sechsten Kreuzzuges wird
- 1269: Ludwig IX. ernennt einen Admiral von Frankreich
- 1270: Von Aigues-Mortes startet Ludwig IX. mit einer französischen Flotte zum Siebten Kreuzzug
- 1285: Niederlage vor Les Formigues (Barcelona) gegen Aragon (Spanien)
- 1294: in Rouen entsteht der erste Galeerenhafen
- 1304: Sieg bei Zierikzee über Flandern
- 1338: Beginn des Seekriegs auf dem Ärmelkanal gegen England
- 1339: Sieg im Seegefecht von Arnemuiden über England
- 1340: Zerstörung der französischen Galeerenflotte in Bolougne durch England
- 1340: Niederlage in der Seeschlacht von Sluis gegen England
- 1342: Niederlage in der Seeschlacht von Brest gegen England
- 1372: Sieg in der Seeschlacht von La Rochelle über England
- 1373: Reorganisation der französischen Marine durch Admiral Jean de Vienne
- 1385: französische Landung in Schottland
- 1386: Plan einer Invasion Englands

### 16. Jahrhundert
- 1504: Binot Paulmier de Gonneville erreicht Brasilien
- 1509: Niederlage am Kap Finisterre gegen Portugal
- 1512: Seeschlacht von Saint Mathieu gegen England
- 1517: Franz I. lässt den Atlantikhafen Le Havre errichten
- 1524: Giovanni da Verrazzano sucht die Nordwestpassage
- 1534: Jacques Cartier erreicht Kanada
- 1543: Niederlage vor Muros (Galicien) gegen Spanien
- 1545: französischer Angriff auf die Isle of Wight und Seeschlacht von Solent
- 1555: französische Schiffe bringen Kolonisten nach France Antarctique, Brasilien
- 1564: französische Schiffe bringen Kolonisten nach Fort Caroline, Florida
- 1582 und 1583: Schlachten vor und auf den Azoren gegen Spanien

### 17. Jahrhundert
- 1604: Samuel de Champlain bringt Kolonisten nach Neufrankreich, Kanada
- 1609: Beschuss von Goletta (Tunesien)
- 1612: französische Schiffe bringen Kolonisten nach France Équinoxiale, Brasilien
- 1626: Kardinal Richelieu schafft eine permanente königliche Marine
- 1627: Engländer blockieren La Rochelle
- 1629: französischer Beschuss des marokkanischen Piratenhafens Salé
- 1635: französische Eroberung von Guadeloupe und Martinique
- 1638: Sieg vor Getaria über Spanien
- 1638: Sieg vor Vado (Genua) über Spanien
- 1640: Sieg vor Cádiz über Spanien
- 1641: Niederlagen in zwei Seeschlachten vor Tarragona gegen Spanien
- 1642: Sieg vor Barcelona über Spanien
- 1643: erste französische Stützpunkte auf Madagaskar
- 1643: Sieg vor Cartagena über Spanien
- 1646: Sieg vor Orbetello über Spanien
- 1650: Niederlagen vor Tortosa und vor Cambrils gegen Spanien
- 1653: Niederlage vor Bordeaux gegen Spanien
- 1653: französische Niederlassung in Cayenne, Guayana
- 1655: Sieg vor Barcelona über Spanien
- 1656: Angriff einer niederländischen Flotte auf Toulon
- 1661: Beschuss von Tripolis
- 1662: Colbert schafft ein Marinesekretariat
- 1662: Dunkerque fällt an Frankreich
- 1665: Sieg in den Seeschlachten vor Goletta und vor Cherchell (Algier) über Algerien
- 1666: Colbert lässt den Atlantik-Hafen Rochefort errichten
- 1667: Niederlage in der Seeschlacht vor Nevis gegen England
- 1667: Vernichtung eines französischen Kapergeschwaders vor Martinique durch England
- 1667: französische Niederlassung in Surat, Indien
- 1669: Colbert wird erster Marinestaatssekretär (Marineminister) Frankreichs
- 1670: Beschuss von Algier und Tunis
- 1672: Seeschlacht von Solebay gegen die Niederlande
- 1673: Erste und Zweite Seeschlacht von Schooneveld gegen die Niederlande
- 1673: Niederlage in der Seeschlacht vor Texel gegen die Niederlande
- 1674: französische Niederlassung in Pondichéry, Indien
- 1676: Seeschlacht bei Stromboli und Seeschlacht bei Augusta gegen die Niederlande und Spanien
- 1676: Sieg in der Seeschlacht vor Palermo über die Niederlande und Spanien bringt Seeherrschaft im Mittelmeer
- 1677: Sieg in der Schlacht von Tobago gegen die Niederlande
- 1680 und 1681: Beschuss von Tripolis
- 1681: Fertigstellung des Canal du Midi
- 1682: französische Niederlassung in St. Louis, Louisiana
- 1682 und 1683: Beschuss von Algier
- 1684: Beschuss von Genua
- 1685: Beschuss von Tripolis und Tunis
- 1687: Beschuss von Algier
- 1689: Beschuss von Tripolis
- 1689: Seeschlacht vor der Bantry Bay gegen England und Landung in Irland
- 1690: Sieg in der Seeschlacht von Beachy Head (Cap Béveziers) über England und Niederlande
- 1692: Niederlage in den Seeschlachten von Barfleur und La Hougue gegen England und Niederlande, Verlust der Seeherrschaft
- 1693: Sieg in der Seeschlacht bei Lagos über England und Niederlande
- 1693: erfolgreicher Angriff auf die spanische Flotte in Málaga
- 1694: Sieg im Seegefecht vor Texel über die Niederlande
- 1694: Beschuss von Brest durch englische Kriegsschiffe
- 1696: Sieg in der Seeschlacht vor der Doggerbank über die Niederlande
- 1696 - Sieg in der Bay of Fundy über englische Kriegsschiffe
- 1697: erfolgreicher Angriff auf Cartagena, Spanisch-Südamerika
- 1697: Sieg im Seegefecht in der Hudson Bay über England
- 1697: Saint-Domingue (Haiti) wird französisch

### 18. Jahrhundert
- 1702: Niederlage in der Seeschlacht bei Vigo gegen Großbritannien und die Niederlande
- 1702: Sieg bei Santa Marta über Großbritannien
- 1703: Sieg bei Nassau über Großbritannien
- 1703: Sieg vor Cabo de la Roca über Niederlande
- 1704: Seeschlacht bei Vélez-Málaga gegen Großbritannien und die Niederlande
- 1705: Niederlage vor Marbella gegen Großbritannien und die Niederlande
- 1706: Niederlage vor Lissabon gegen Portugal
- 1707: Selbstversenkung der französischen Mittelmeerflotte bei der britisch-niederländischen Belagerung von Toulon
- 1707: Sieg bei Beachy Head über Großbritannien
- 1707: Sieg bei Lizard Point über Großbritannien
- 1710: Sieg bei Syrakus über Großbritannien
- 1710: Niederlage vor Rio gegen Portugal
- 1711: Sieg in der Schlacht um Rio de Janeiro über Portugal
- 1728: Bombardierung von Tripolis, Vernichtung der tripolitanischen Flotte
- 1730: Beginn des Baus von 74-Kanonen-Schiffen
- 1734: Landung bei Danzig, dort Seegefecht gegen Russland
- 1744: britischer Angriff in der Seeschlacht bei Toulon abgewehrt
- 1744: französische Invasionsflotte wird vor England durch Sturm zur Umkehr gezwungen
- 1744: Sieg im Seegefecht vor Berlengas über Großbritannien
- 1746: Sieg vor Négapatam (Indien) über Großbritannien
- 1746: Abwehr eines britischen Angriffs auf Lorient
- 1747: Niederlagen in der Ersten und Zweiten Seeschlacht am Kap Finisterre gegen Großbritannien
- 1755: Niederlage vor Cape Race gegen Großbritannien
- 1756: Sieg vor Menorca über Großbritannien
- 1758: Niederlage vor Cartagena gegen Großbritannien
- 1758: Seeschlachten bei Cuddalore (Gondelour) und bei Negapatam (Indien) gegen Großbritannien
- 1759: Seeschlacht vor Pondicherry gegen Großbritannien
- 1759: Niederlagen von Lagos und in der Bucht von Quiberon gegen Großbritannien, eine französische Landung in England oder Schottland wird so verhindert, aber
- 1760: französische Landung in Irland (Carrickfergus), Niederlage im Seegefacht vor der Isle of Man gegen Großbritannien
- 1760: Niederlage im Gefecht auf dem Restigouche-Fluss gegen Großbritannien, Verlust Kanadas
- 1762: Choiseul beginnt mit der Wiederherstellung und Modernisierung der Flotte
- 1765: Französischer Beschuss der marokkanischen Häfen Larache, Salé und Rabat
- 1766: Louis Antoine de Bougainville startet zur Weltumseglung
- 1770: Ludwig XV. lehnt Choiseuls Plan einer Invasion Britanniens ab
- 1778: Seegefecht in der Baie de Goulven gegen Großbritannien
- 1778: Seeschlacht von Ouessant gegen Großbritannien
- 1778: Niederlage vor St. Lucia gegen Großbritannien
- 1778: Landung auf Dominica, Sieg über Großbritannien
- 1779: Sieg in der Seeschlacht von Grenada über Großbritannien
- 1779 und 1780: Seeschlachten vor Martinique gegen Großbritannien
- 1780: Sieg vor Cabo de São Vicente gegen Großbritannien
- 1781: Niederlage vor Cape Henry (Virginia) gegen Großbritannien
- 1781: Sieg bei Sydney (Neuschottland) über Großbritannien
- 1781: Sieg vor Porto Praya (Kapverden) über Großbritannien
- 1781: Sieg in der Seeschlacht vor der Chesapeake Bay über Großbritannien
- 1782: Sieg bei Demerara und Essequibo gegen Großbritannien
- 1782: Sieg in der Seeschlacht von St. Kitts über Großbritannien
- 1782: Niederlage im Seegefecht vor Ouessant gegen Großbritannien
- 1782: Niederlage in der Schlacht von Les Saintes gegen Großbritannien
- 1782: Niederlage im Seegefecht bei Hispaniola (Haiti) gegen Großbritannien
- 1782: Sieg in der Seeschlacht vor Kap Spartel (Marokko) gegen Großbritannien
- 1782: Sieg in der Schlacht bei Sadras (Indien) über Großbritannien
- 1782: Seeschlacht von Providien (Indien) gegen Großbritannien
- 1782: Seeschlacht vor Nagapattinam Négapatam (Indien) gegen Großbritannien
- 1782: Sieg in der Schlacht von Trincomalee über Großbritannien
- 1783: Sieg in der Seeschlacht von Cuddalore (Gondelour) über Großbritannien
- 1783: Cherbourg wird unter Ludwig XVI. als Kriegshafen ausgebaut
- 1785: Beginn der Fahrten von La Pérouse
- 1793: gescheiterte Invasion Sardiniens
- 1793: Zerstörung der Mittelmeerflotte im Kampf um Toulon durch Großbritannien
- 1793: Niederlage im Seegefecht vor Kap Barfleur gegen Großbritannien
- 1794: Niederlage vor Mauritius gegen Großbritannien
- 1794: Niederlage in der Seeschlacht am 13. Prairial (Brest) gegen Großbritannien
- 1794: Niederlage in der Westansteuerung gegen Großbritannien
- 1794: Niederlage im Seegefecht vor Guernesey gegen Großbritannien
- 1794: Sieg im Seegefecht in der Keltischen See vor Ouessant gegen Großbritannien
- 1794: USA beginnen Kaperkrieg gegen Frankreich (Quasi-Krieg)
- 1795: Niederlage im Golf de Roses gegen Spanien
- 1795: Niederlage in der Seeschlacht von Genua gegen Großbritannien
- 1795: Niederlage in der Seeschlacht bei den Hyerischen Inseln gegen Großbritannien
- 1795: Niederlage in der Seeschlacht bei der Île de Groix gegen Großbritannien
- 1795: Sieg vor Cabo de São Vicente über Großbritannien
- 1795: Übergabe der Niederländischen Flotte an Frankreich
- 1796: gescheiterte Landung in Irland
- 1797: Niederlage im Golf von Biskaya gegen Großbritannien
- 1798: Sieg im Seegefecht vor Kreta über Großbritannien
- 1798: französische Landung in Irland
- 1798: Niederlage an der Mündung des Dives gegen Großbritannien
- 1798: Sieg im Seegefecht bei der l’île de Ré über Großbritannien
- 1798: Ägyptische Expedition und Eroberung Maltas, doch Niederlage in der Seeschlacht bei Abukir gegen Großbritannien
- 1798: Sieg im Seegefecht vor der Gironde-Mündung über Großbritannien

### 19. Jahrhundert
- 1800: Niederlage vor Malta gegen Großbritannien
- 1800: Niederlage vor Brasilien gegen Großbritannien
- 1801: Sieg im Ersten Seegefecht von Algeciras über Großbritannien
- 1801: Niederlage im Zweiten Seegefecht von Algeciras gegen Großbritannien
- 1801: Sieg vor Darna (Libyen) über Großbritannien
- 1804: Niederlage vor Poulo Aura (Chinesisches Meer) gegen Großbritannien
- 1804: Seeschlacht vor Vizagapatam (Indien) gegen Großbritannien
- 1804: Seegefecht vor Boulogne gegen Großbritannien
- 1805: Niederlage in der Schlacht bei Kap Finisterre gegen Großbritannien
- 1805: Niederlage in der Schlacht von Trafalgar gegen Großbritannien
- 1805: Niederlage vor Kap Ortegal gegen Großbritannien
- 1806: Niederlage in der Seeschlacht von San Domingo gegen Großbritannien
- 1806: Niederlage im Seegefecht bei den Kanaren gegen Großbritannien
- 1806: Niederlage im Seegefecht vor den Kapverden gegen Großbritannien
- 1806: Niederlage vor Rochefort gegen Großbritannien
- 1809: Niederlage vor Rochefort (île d’Aix) gegen Großbritannien
- 1809: Sieg bei Sables-d’Olonne über Großbritannien
- 1809: Niederlage vor Martinique gegen Großbritannien
- 1809: Niederlage bei den Inseln über dem Winde gegen Großbritannien
- 1809: Sieg bei Sainte-Anne (Guadeloupe) über Großbritannien
- 1809: Niederlagen vor Sainte-Rose und Saint-Paul (Réunion) gegen Großbritannien
- 1809: Sieg in der Seeschlacht von Grand Port (Mauritius) über Großbritannien
- 1809: Sieg im Golf von Bengalen über Großbritannien
- 1810: Sieg vor den Komoren über Großbritannien
- 1811: Niederlagen im zwei Seegefechten vor Lissa (Adria) gegen Großbritannien
- 1812: Niederlage vor Pirano gegen Großbritannien
- 1813: Seegefecht vor Toulon gegen Großbritannien
- 1818: Beschuss von Tunis
- 1818 bis 1819: britisch-französische Flottendemonstration vor Algier, Tunis und Tripolis
- 1822: britisch-französische Flottendemonstration vor Neapel
- 1823: Blockade von Cadiz
- 1827: Sieg in der Schlacht von Navarino gegen das Osmanische Reich
- 1827 bis 1830: französische Blockade Algiers
- 1830: Landung in Algier, Oran und Bone
- 1830: Flottenexpedition gegen Tripolis
- 1831: Sieg in der Mündung des Tejo über Portugal
- 1832: französisch-britische Blockade Antwerpens
- 1837: Sieg in der Schlacht von San Juan de Ulúa über Mexiko, Besetzung von Veracruz (Kuchenkrieg)
- 1838 bis 1840: Blockade von Buenos Aires
- 1840: Dumont d’Urville erreicht die Antarktis
- 1844: französischer Beschuss der marokkanischen Häfen Tanger und Mogador
- 1845: Beschuss von Tamatave, Madagaskar, durch ein britisch-französisches Geschwader
- 1845: Sieg vor Vuelta de Obligado über Argentinien
- 1845 bis 1850: Blockade von Buenos Aires
- 1847: Sieg vor Tourane (Da Nang) über Vietnam
- 1849: Rio-Nunez-Zwischenfall (Guinea)
- 1849: kurzzeitige Besetzung des Königreich Hawaiʻi
- 1851: Bombardement von Salé
- 1853 bis 1854: Während des Krimkriegs Bombardement und Landungsoperationen im Schwarzen Meer und in der Ostsee (Bomarsund)
- 1855: Beschuss von Kinburn
- 1858: französische Flottendemonstration vor Lissabon
- 1858 bis 1860: britisch-französischer Angriff auf Kanton und Takou
- 1862 bis 1867: Französische Intervention in Mexiko
- 1864: Bombardement von Shimonoseki (Japan)
- 1866: Flottenexpedition gegen Korea, Landung auf der Insel Ganghwado
- 1870: Seegefecht vor Havanna gegen Deutschland
- 1873: Flottendemonstration vor Cartagena, Spanien
- 1884: Sieg in der Seeschlacht von Fuzhou über China
- 1885: Sieg bei Shipu über ein chinesisches Geschwader
- 1885: Landung französischer Marinesoldaten auf Taiwan und den Pescadores-Inseln
- 1889: Beschuss der russischen Kolonie Sagallo bei Djibouti
- 1898: französische Flottendemonstration vor Oman

### 20. Jahrhundert
- 1906: französisch-spanische Flottendemonstration vor Tanger
- 1907: Beschuss von Casablanca, Besetzung durch Marineinfanteristen
- 1912: französisch-britische und französisch-russische Marinekonvention
- 1914: Versenkung eines österreichischen Kriegsschiffs vor Antivari
- 1914: Deutscher Angriff auf Papeete (Tahiti)
- 1914: Niederlage vor Penang gegen Deutschland
- 1915 bis 1916: Niederlage in der Schlacht von Gallipoli gegen das Osmanische Reich
- 1916: Niederlage im Seegefecht vor Funchal (Madeira) gegen Deutschland
- 1916: Beschuss Athens
- 1917: Schiffsverluste an der Otranto-Sperre gegen Österreich-Ungarn
- 1934: französisch-britisch-italienische Flottendemonstration vor al-Hudaida (Jemen)
- 1936 bis 1939: französisch-britische Blockade der Küsten Spaniens
- 1940: Beschuss Genuas und Savonas (Operation Vado)
- 1940: britischer Überfall auf die Vichy-französischen Schiffe in Mers el-Kébir
- 1940: Sieg Vichy-französischer Marine vor Dakar über britische und freifranzösische Schiffe
- 1942: Niederlage Vichy-französischer Marine im Kampf um Madagaskar gegen Großbritannien
- 1942: nach heftigen Seegefechten vor Casablanca und Dakar Übergabe der Reste der Vichy-französischen Atlantikflotte an die US-Amerikaner
- 1942: Selbstversenkung der Vichy-französischen Mittelmeerflotte in Toulon

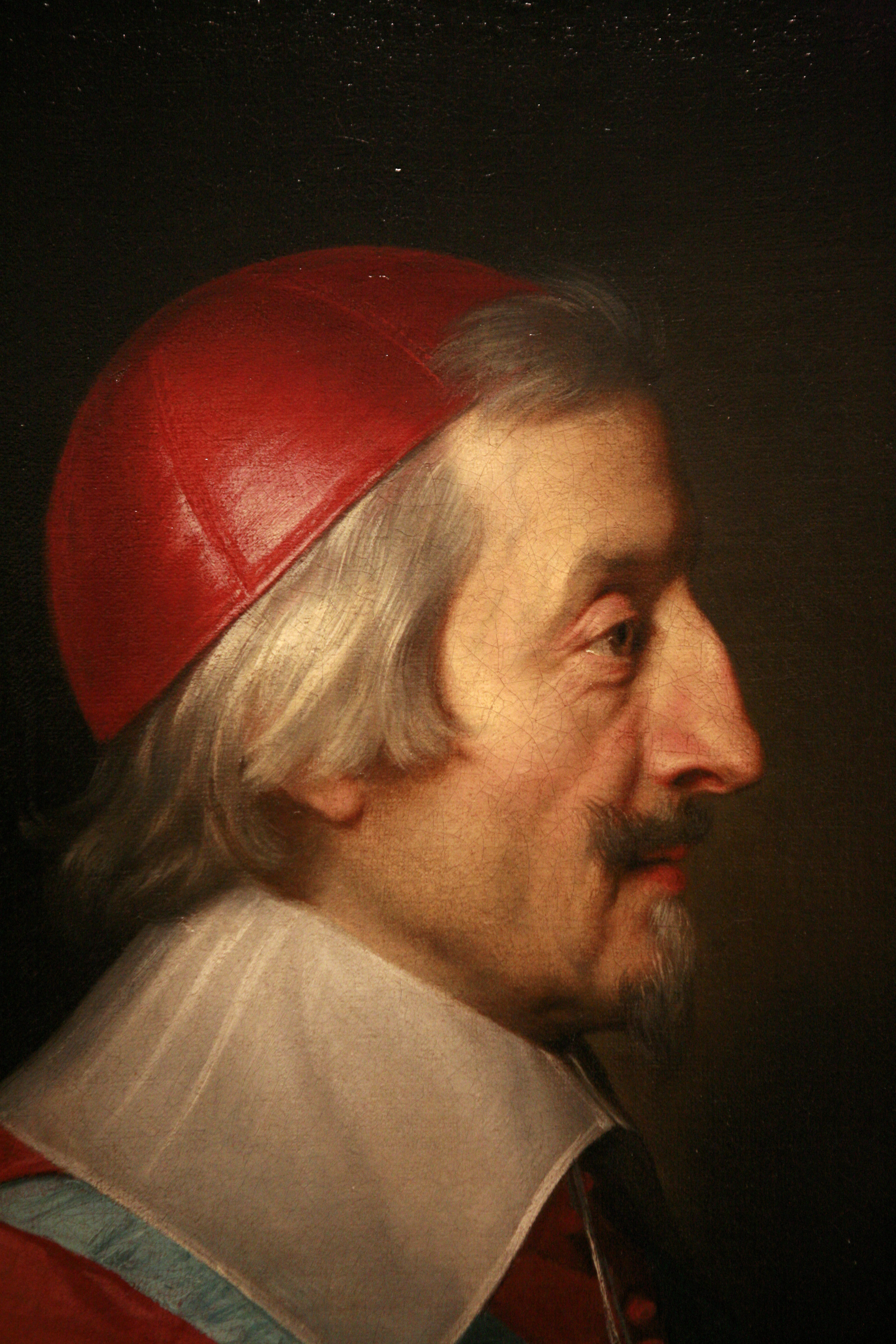
Kardinal Richelieu schuf die Marine Royale als Machtinstrument
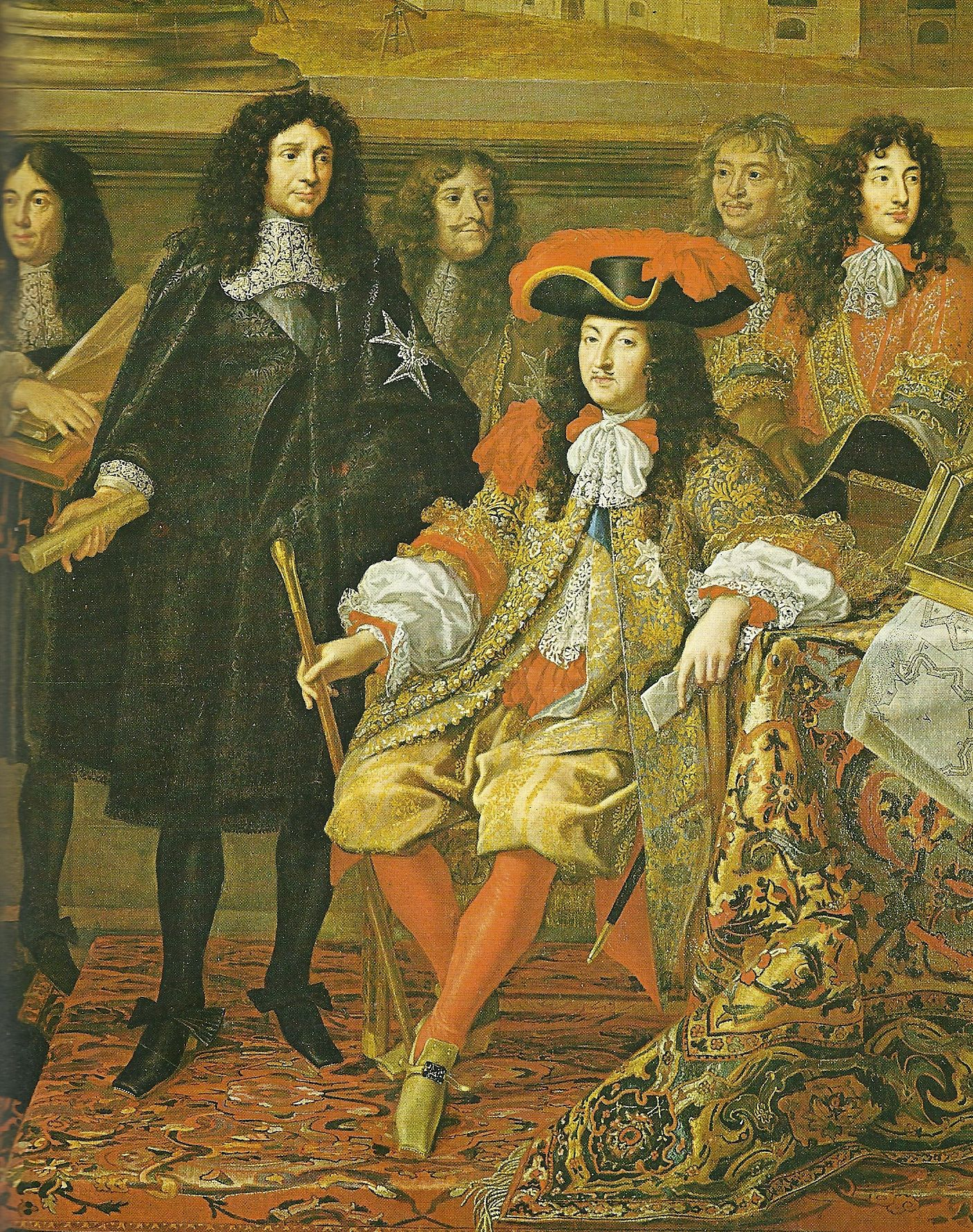
Unter Ludwig XIV. und Colbert wurde Frankreich erstrangige Seemacht
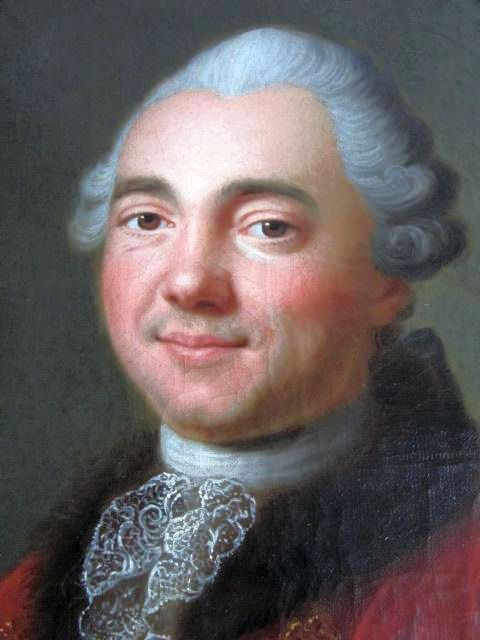
Minister Choiseul schuf eine neue, der Royal Navy ebenbürtige Flotte